# スカイライン (風景)

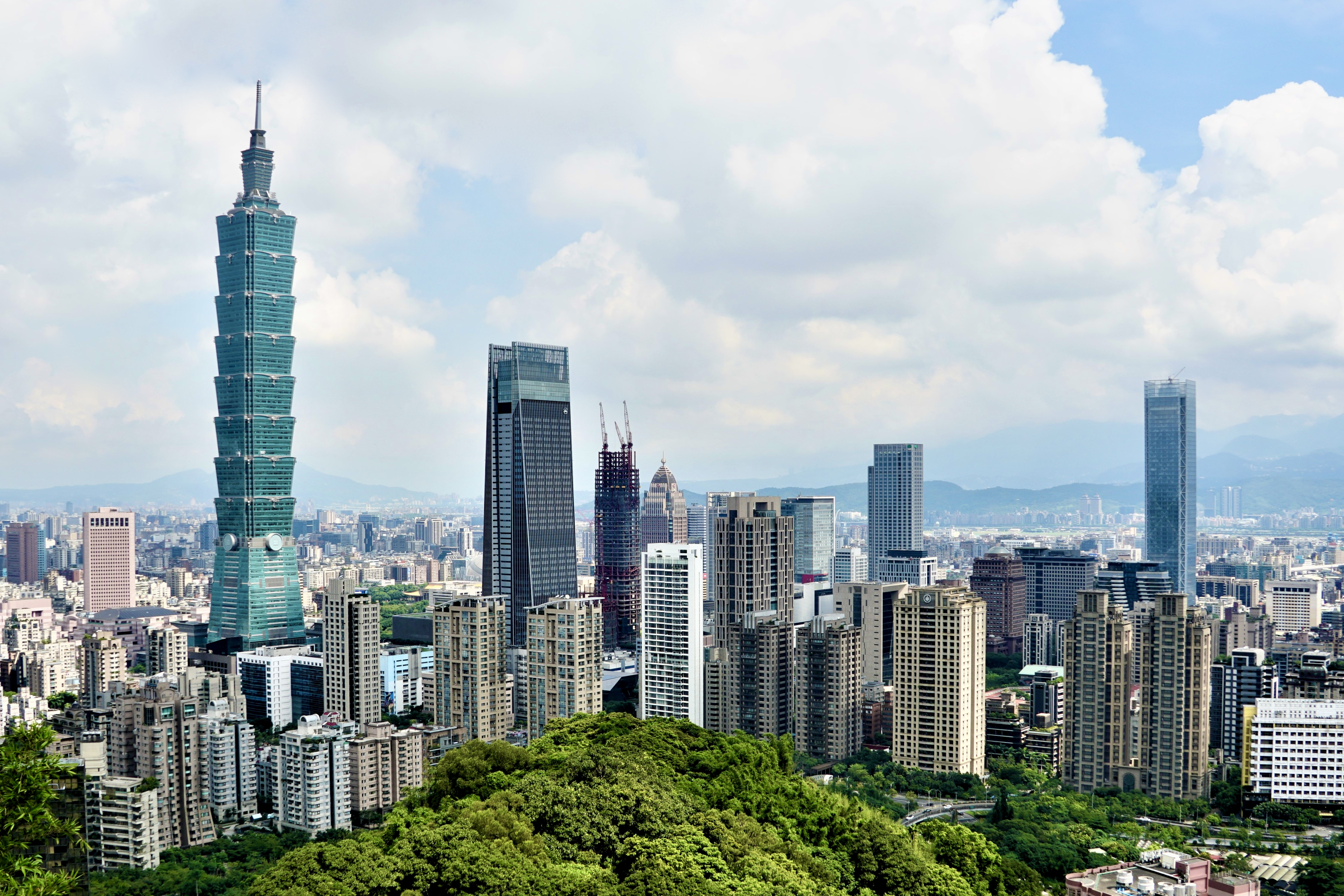
台湾 台北市のスカイライン。

スカイライン（Skyline）は、空を背景として、都市の高層建築物や山岳の稜線などが描く輪郭線（りんかくせん）のことである。都市の全体的な景観構造を表す人工的な地平線として捉えられることもある。

## 歴史

### 古代

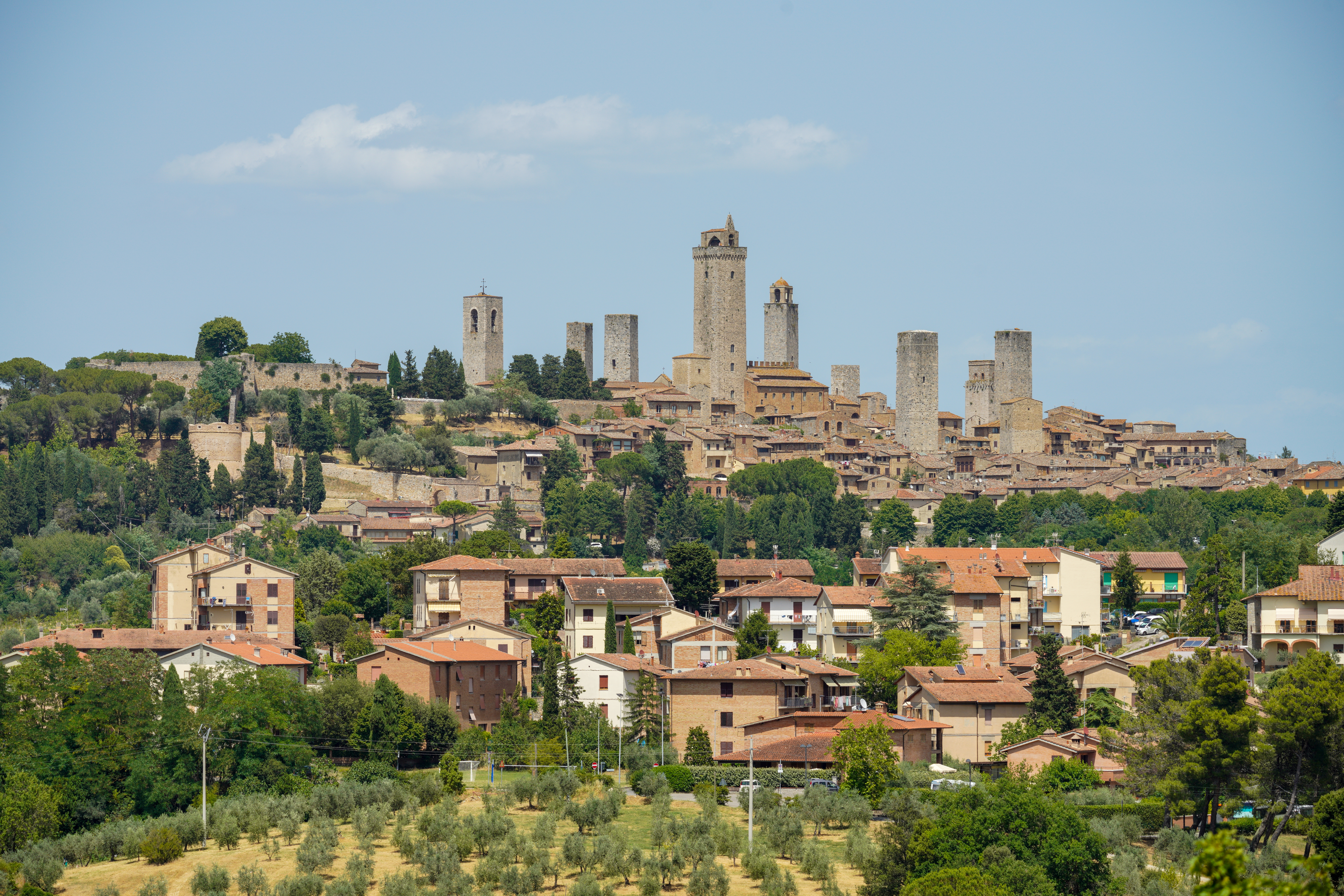
イタリア・サン・ジミニャーノの歴史地区に残る塔。全盛期には70以上の塔が建っていた。

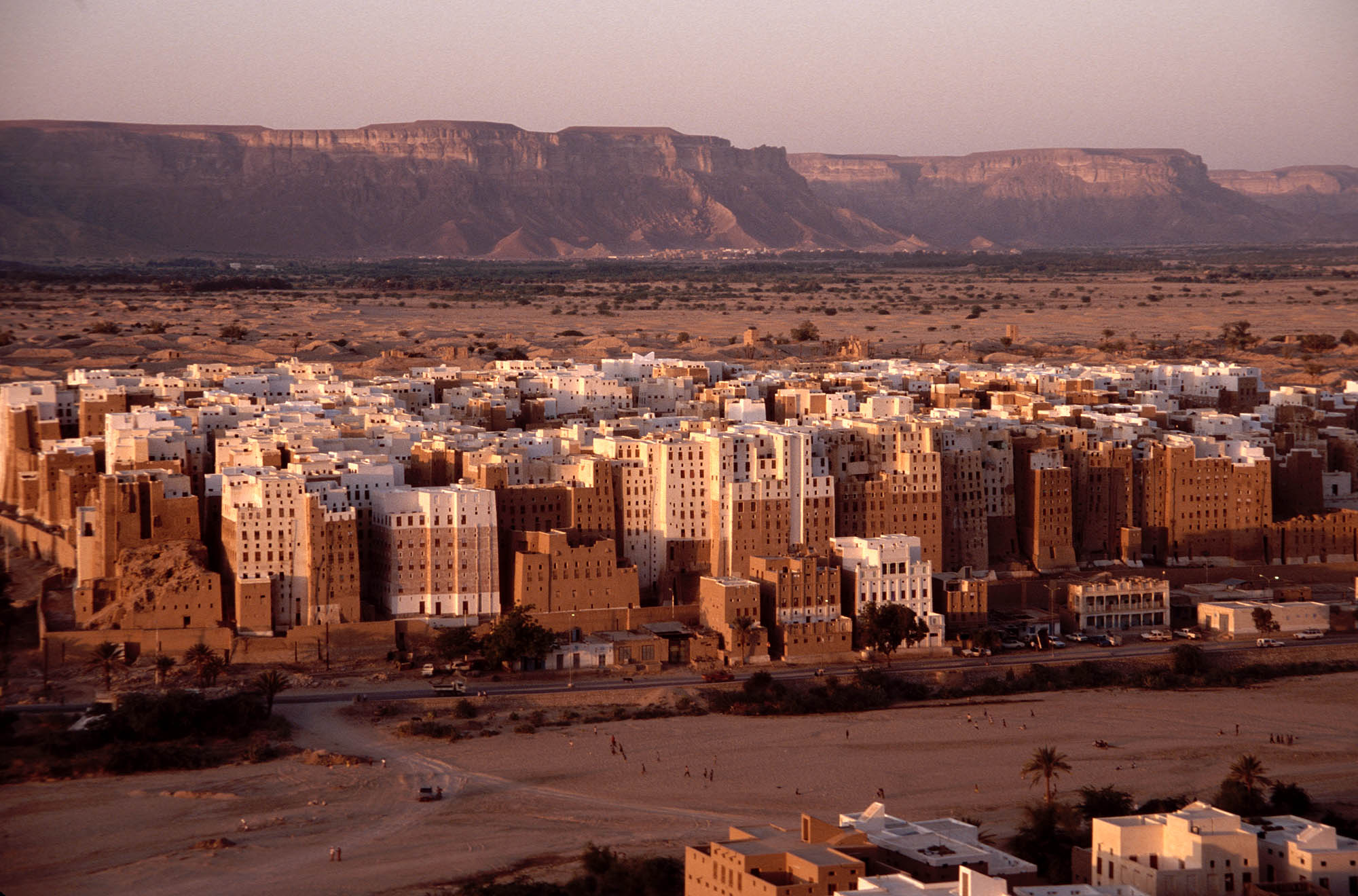
イエメン・シバーム

古くは、イタリア・トスカーナ地方の都市サン・ジミニャーノにおいて、14世紀頃の権力争いの最中、権力と富を持つ者がそれを誇示すべく、町の中に高い塔を建てていった。彼らは贅沢な暮らしをする代わりに、隣家には負けまいと塔の高さを競いながら次々と塔を建てた。その結果、サン・ジミニャーノには「中世のマンハッタン」とも言うべきスカイラインが形成されていった。
2,000年以上の歴史を有するイエメンの古代都市シバームには、ベドウィン族による攻撃から町と住民を守るため、16世紀に5-9階建ての高層住宅が建てられた。現代のシバームは人口わずか7,000人程度の地方都市であるが、この高層住宅群の存在から、「最古の高層ビル群」「砂漠のマンハッタン」などと呼ばれている。サン・ジミニャーノ歴史地区、シバームの旧城壁都市のいずれも、ユネスコの世界遺産（文化遺産）に登録されている。

### 近代

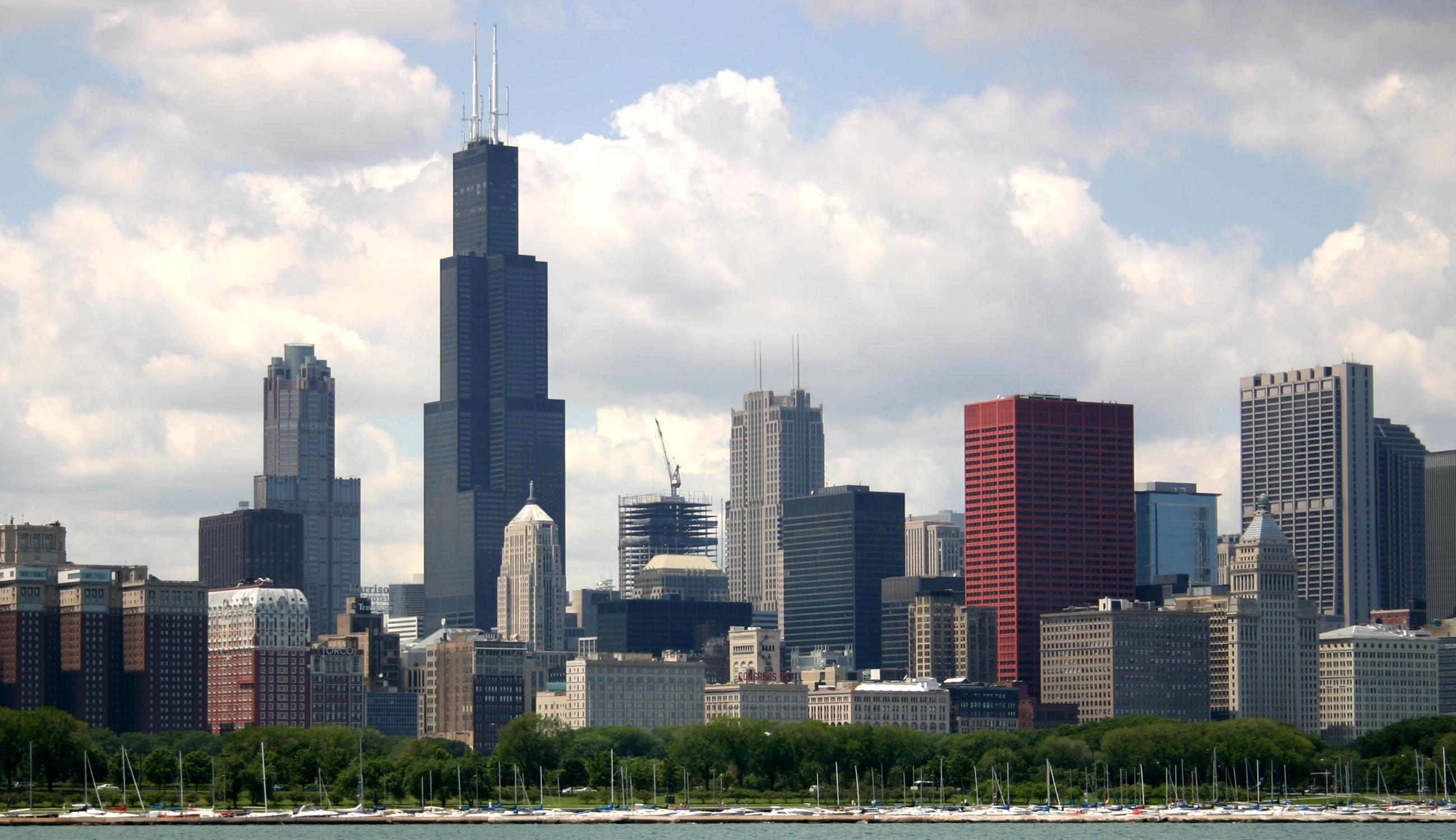
ミシガン湖から望むシカゴのスカイライン。シカゴは近代都市におけるスカイライン発祥の地のひとつに数えられる。

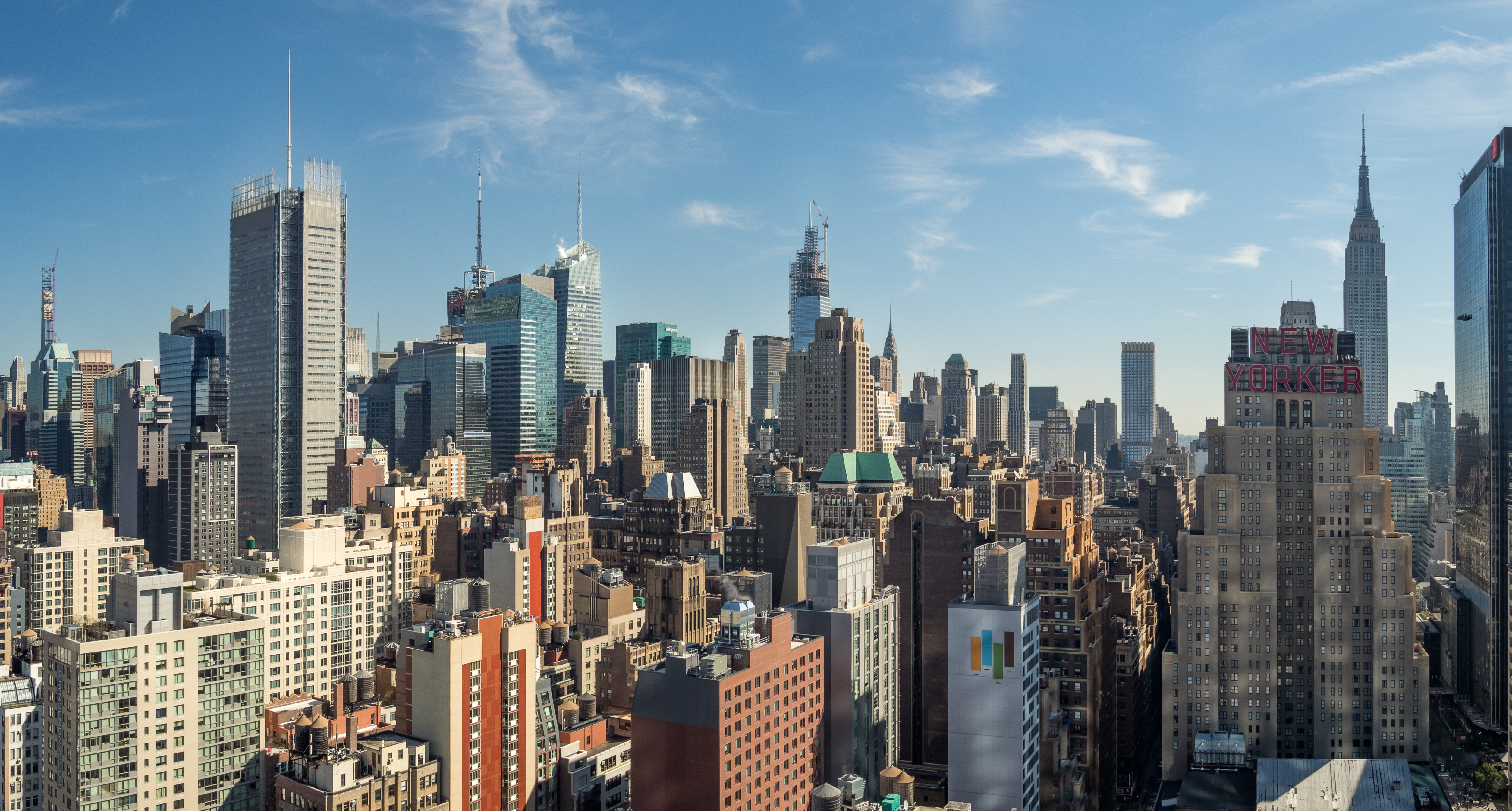
ニューヨークのスカイライン

シカゴは近代都市におけるスカイライン発祥の地のひとつとして数えられる。1885年、シカゴには10階建てのホーム・インシュランス・ビルが建った。このビルは鋼鉄製の鉄骨構造で建てられた最初のビルであった。この構造はこれ以降のビルの高層化に大きな第一歩であった。1889年にはオーディトリアム・ビルが世界一の高さのビルとなった。1973年にはシカゴのスカイラインにシアーズ・タワー（現ウィリス・タワー）が加わり、1890年以降ほとんどニューヨークが独占していた世界一高い超高層ビルの座を奪還した。シアーズ・タワーは1997年にペトロナスツインタワーが完成するまで、24年間にわたって世界一の高層ビルであった。近代都市におけるスカイラインの開発は、1960年代まではシカゴとニューヨークにより牽引されていたと言える。

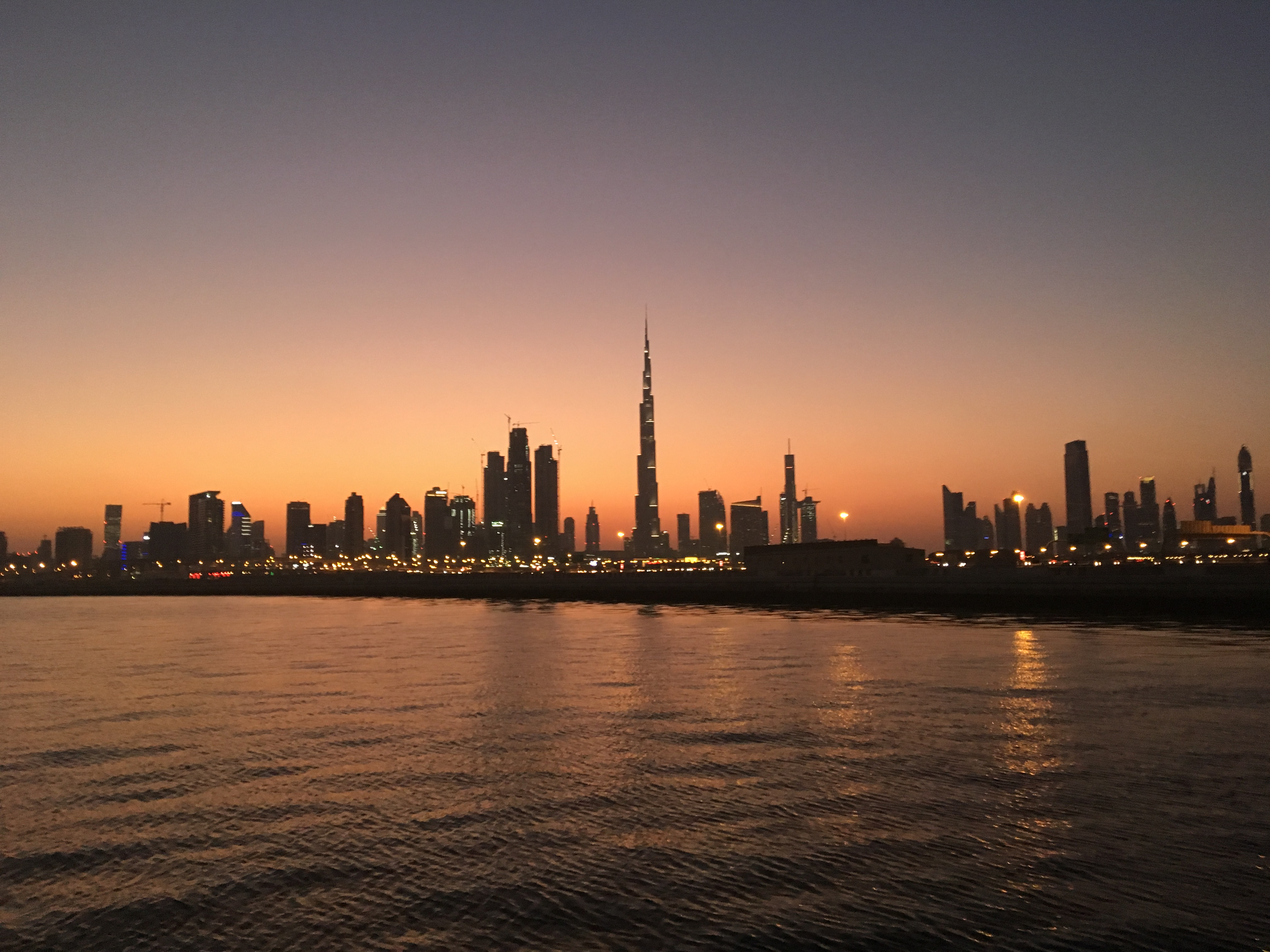
ドバイ

20世紀も終盤に入ると、アジア諸国の経済発展に伴って、アジアの主要都市には軒並み高層ビルが建ち並ぶようになった。上海市の浦東新区は1980年代までは一面の原野であったが、1992年に開発が始まるとまたたく間に高度成長を遂げ、近代的なスカイラインを形成するビジネス街へと変貌した。
さらには21世紀に入ると、オイルマネーを背景とした中東の産油国が次々と大規模なスカイライン開発計画を打ち出していくこととなった。2010年にドバイに完成したブルジュ・ハリファはこれまでの超高層ビルの高さを大幅に更新し、この都市では超高層ビルが相次いで建設されている。
2013年現在では、150m以上のビルの数では香港が、200m以上のビルの数ではドバイが、20世紀の摩天楼スカイラインの象徴であったニューヨークを上回って、世界一のスカイラインを形成している。

### 研究

#### スカイラインとゆらぎの研究
スカイラインのゆらぎと快適感との間には相関がみられ、ゆらぎの値が小さくなるほど、快適感（心地よさ）の尺度値は大きくなる傾向がわかった。その相関係数は0.7566であり、ゆらぎの値と快適感の間には危険率5％の有意の相関がある。
また、スカイラインはおおむね1/f揺らぎを持つものが多いことが判明した。つまりスカイラインが美しく見えたり、見た時に快適に感じるのは自然界に多く見られる1/fゆらぎを持っているからであると考えられる。

## ギャラリー

### アジア

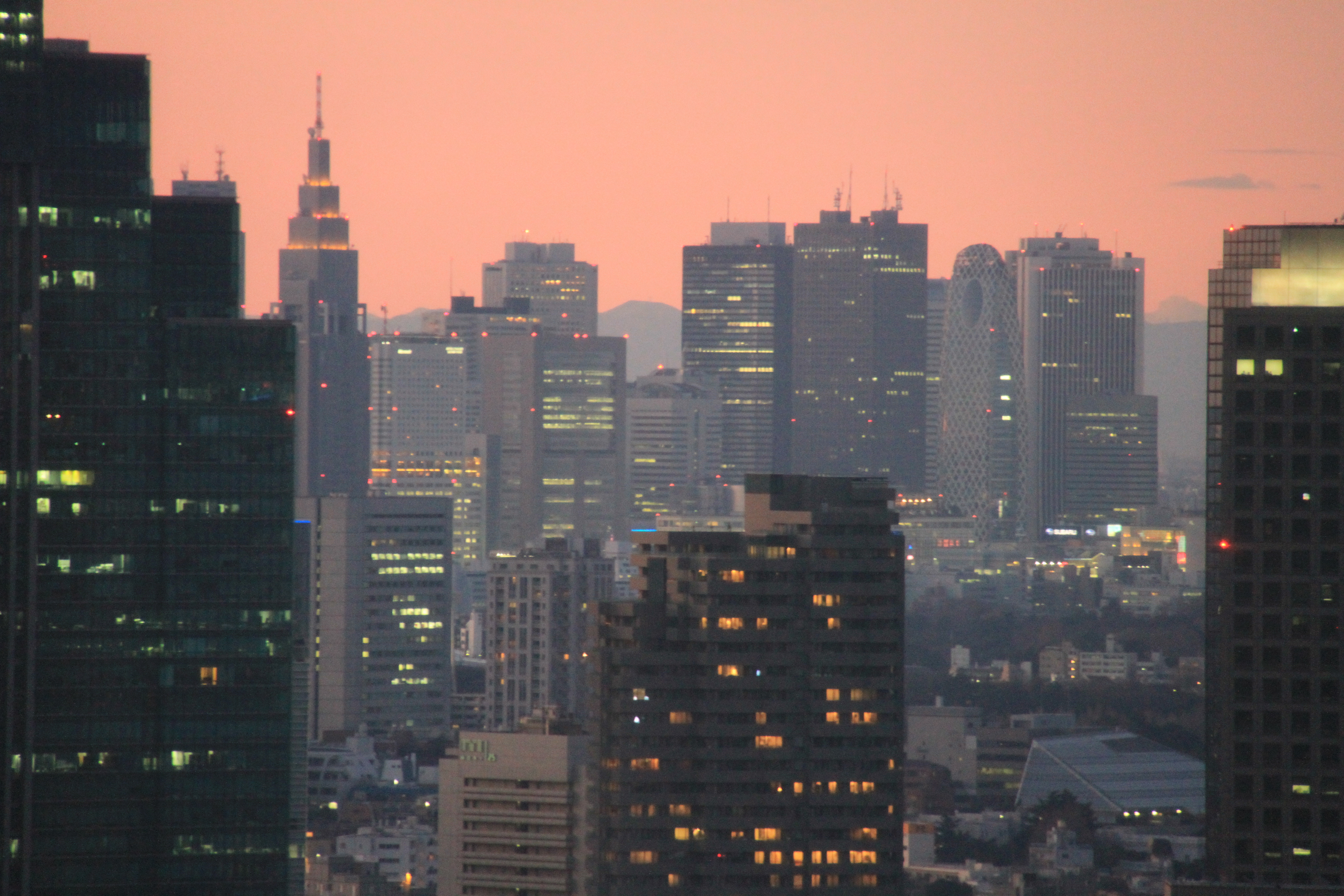
東京
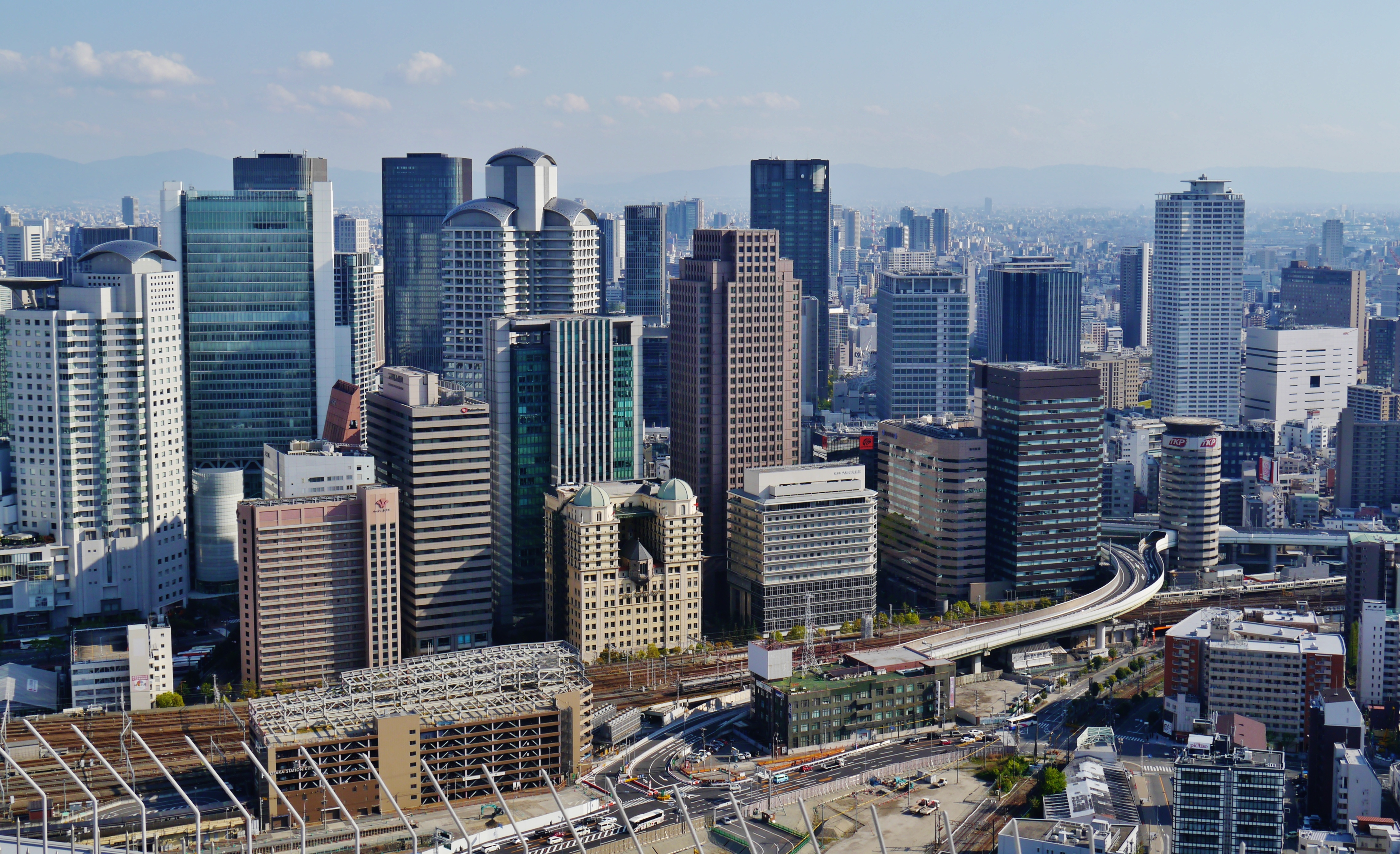
大阪
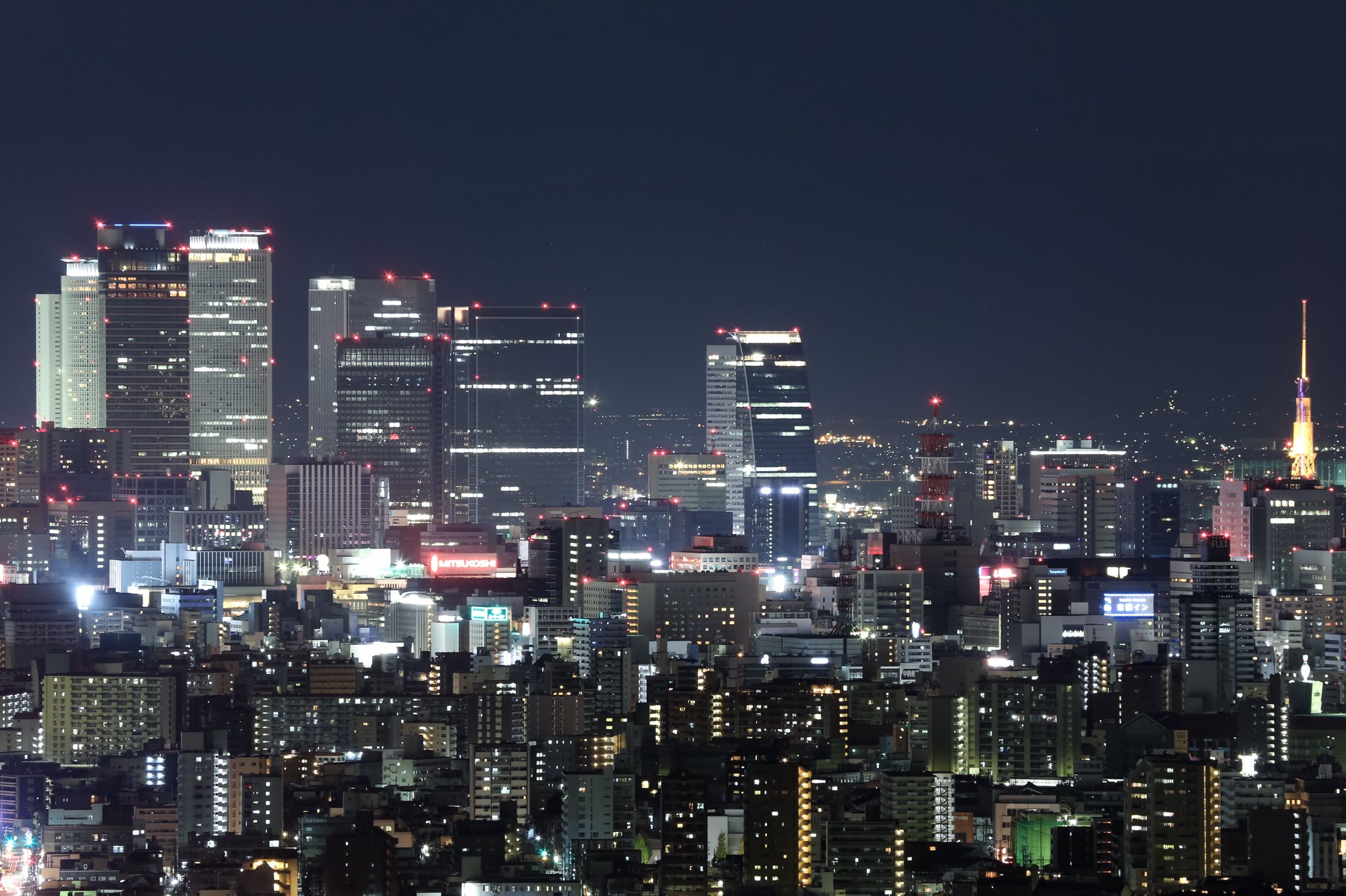
名古屋
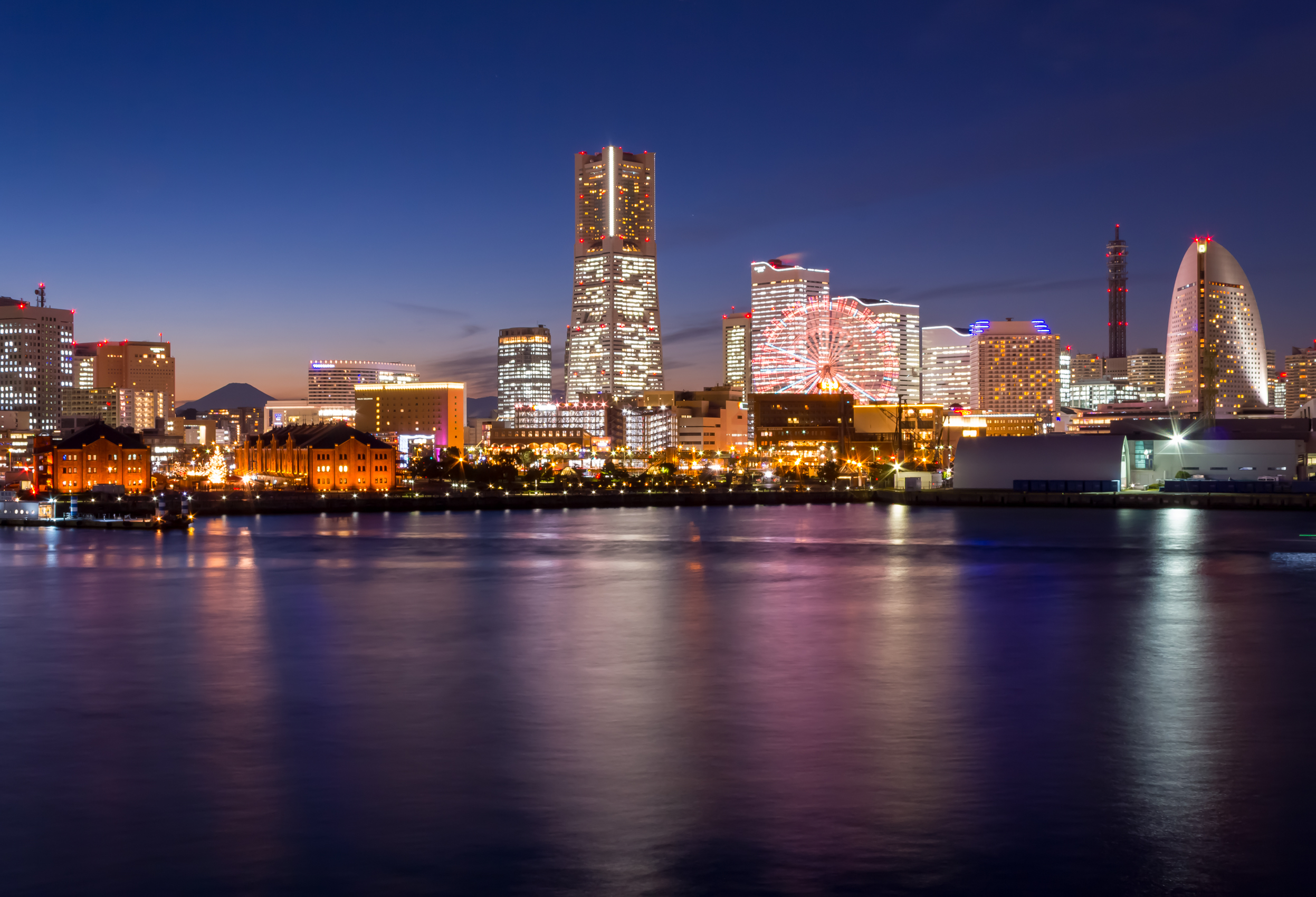
横浜
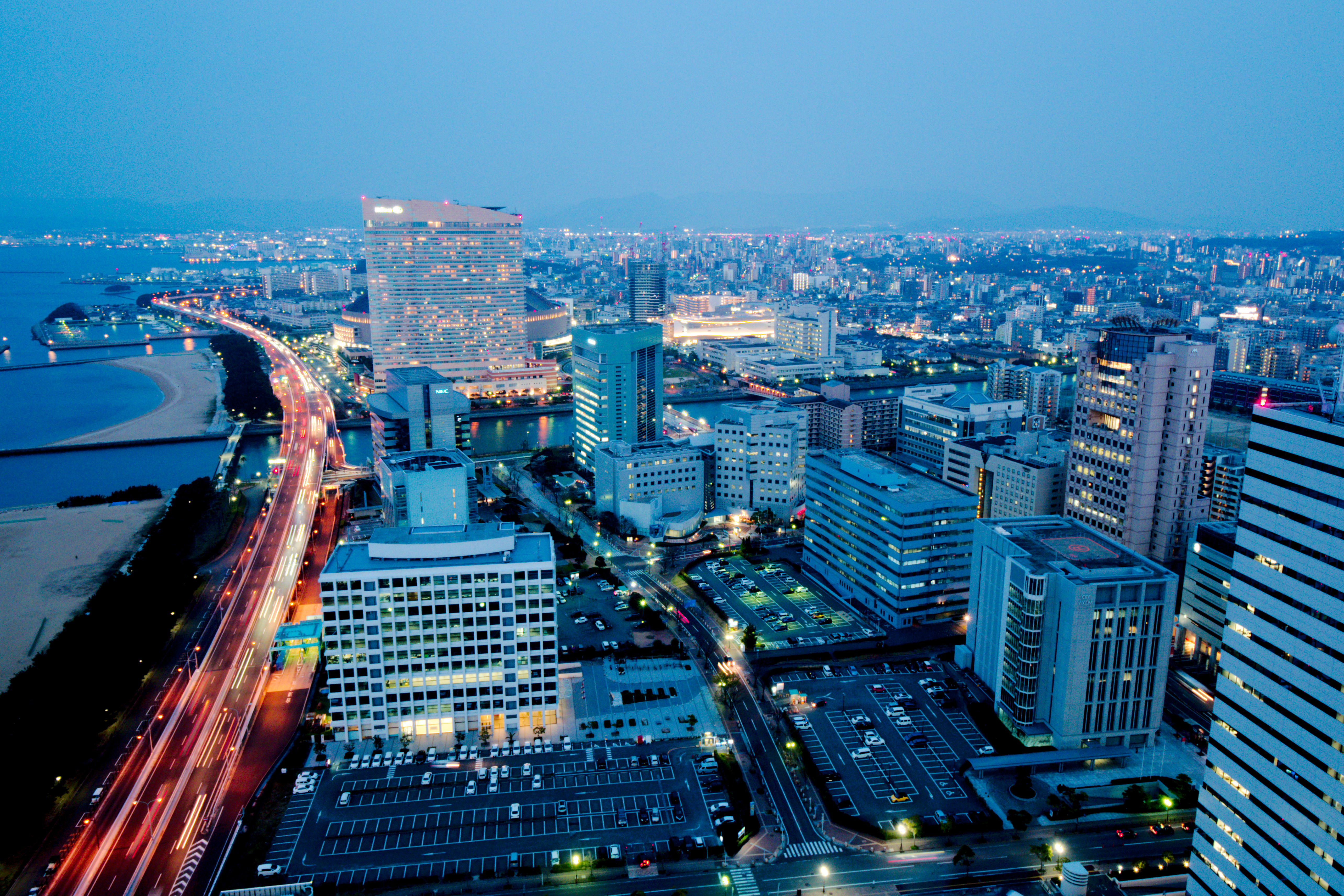
福岡
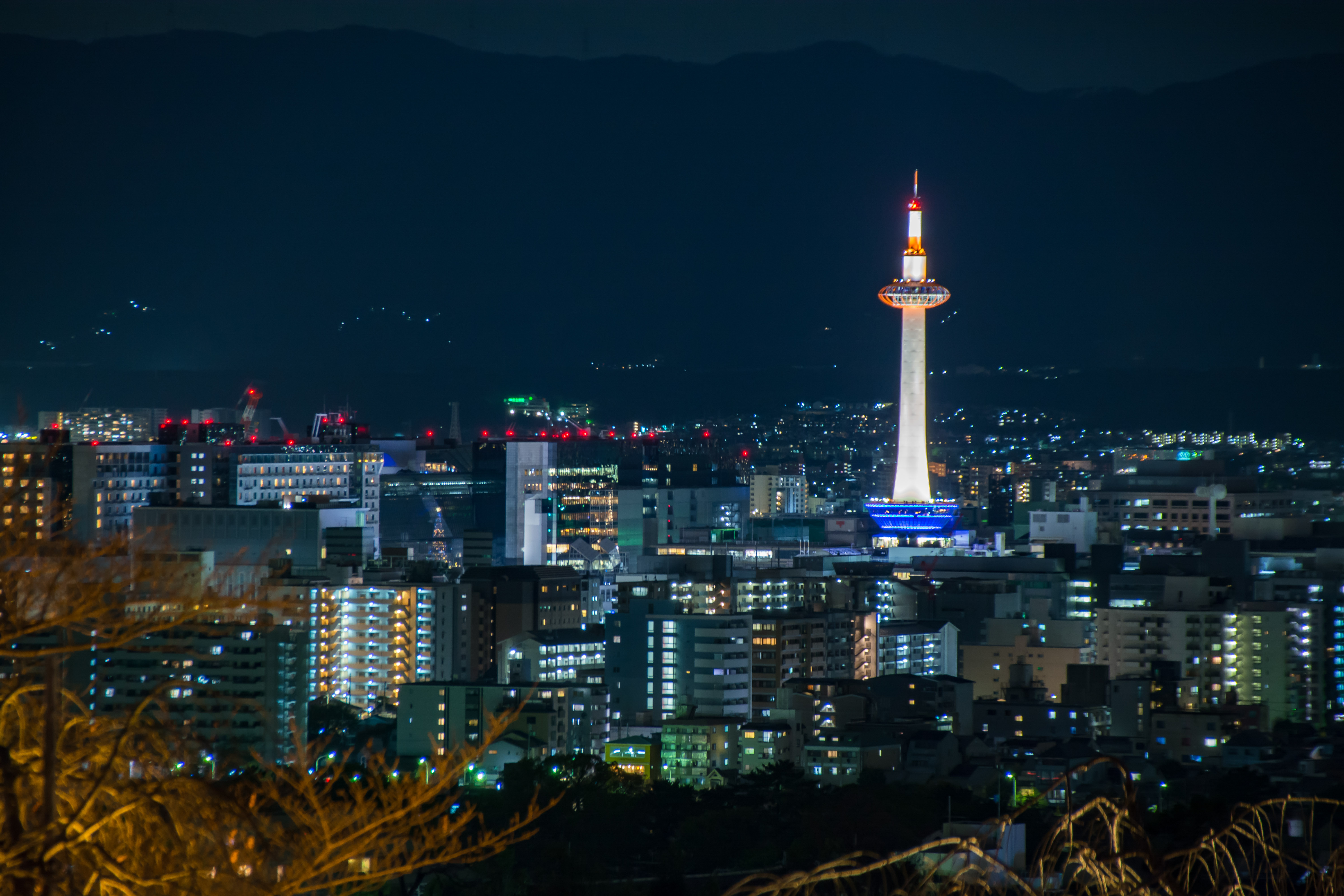
京都
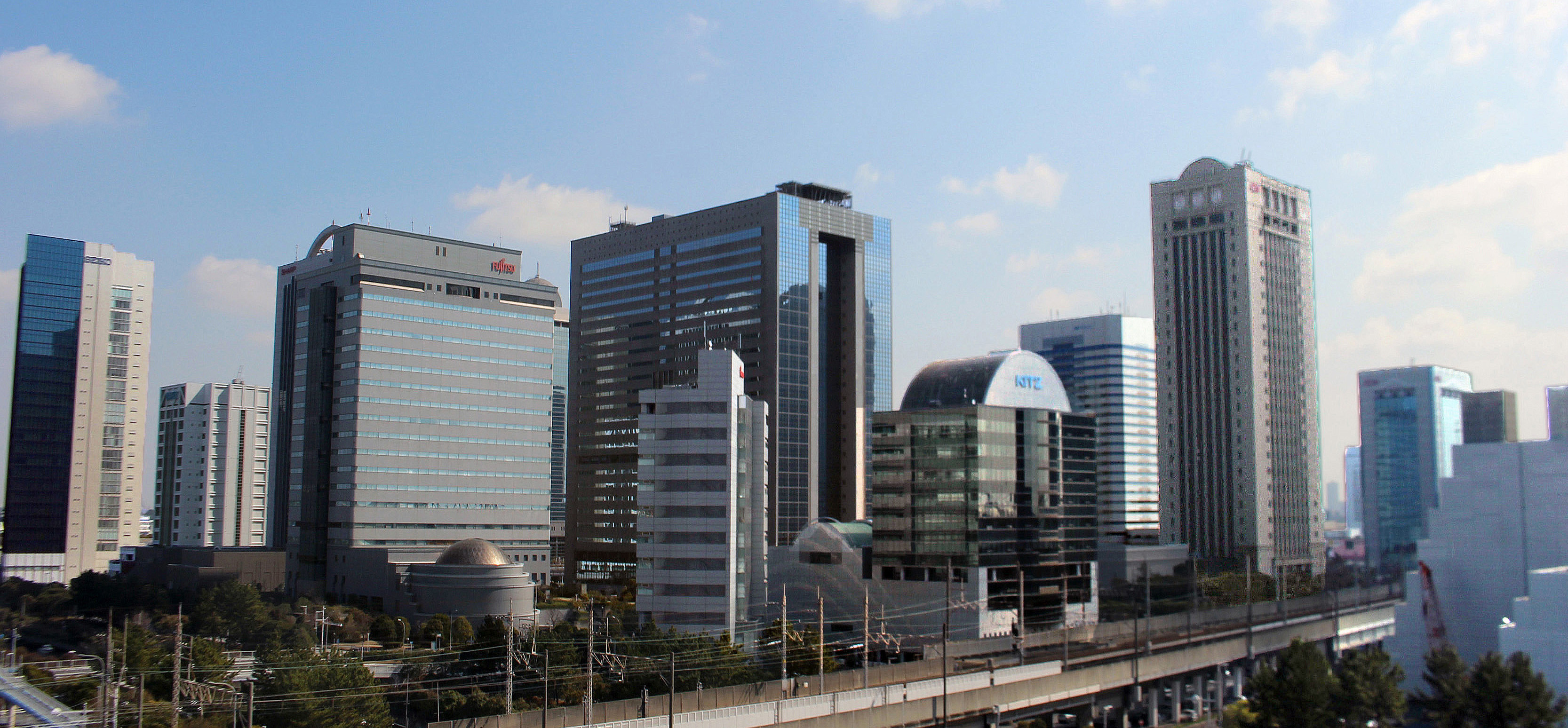
千葉
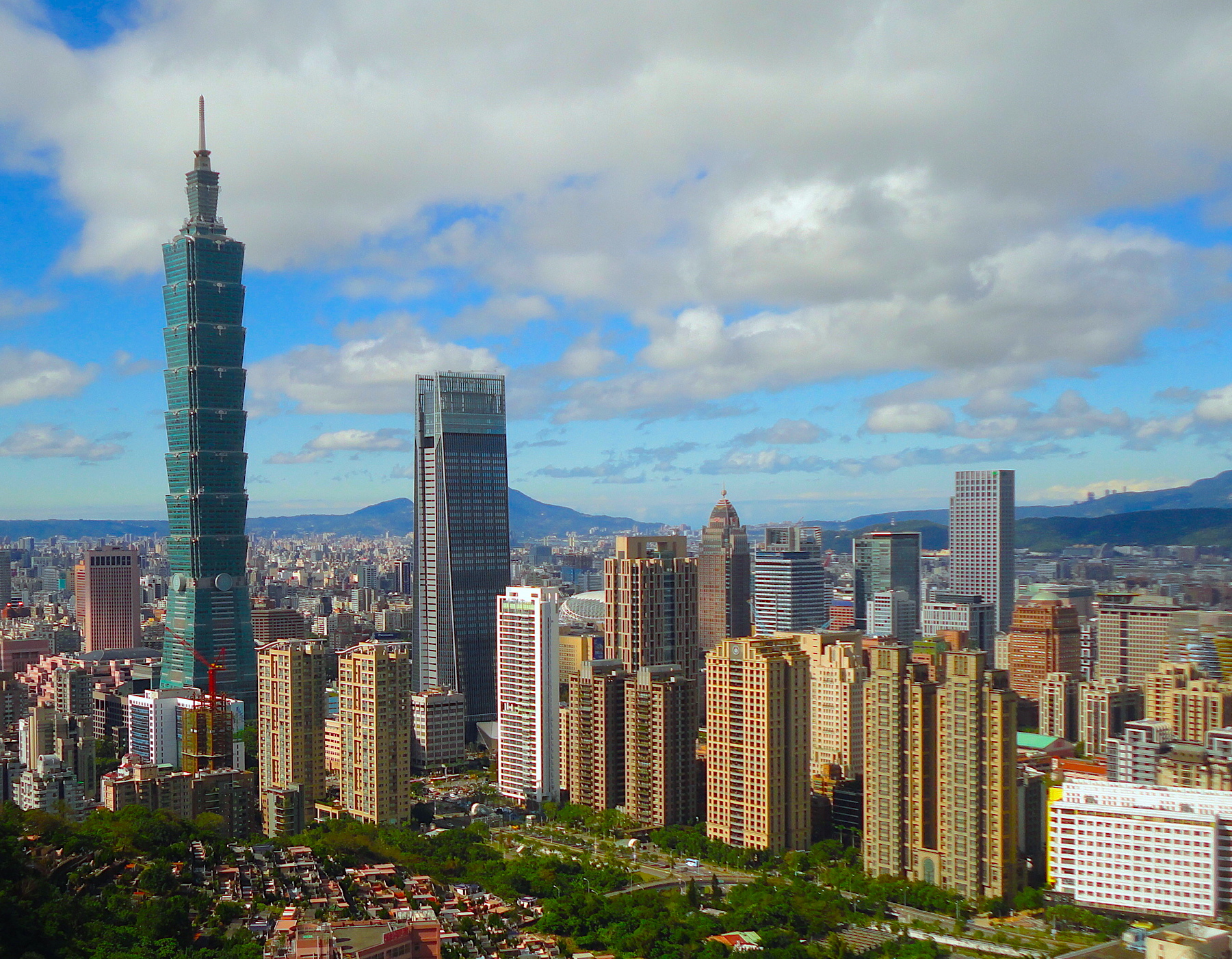
台北
新北
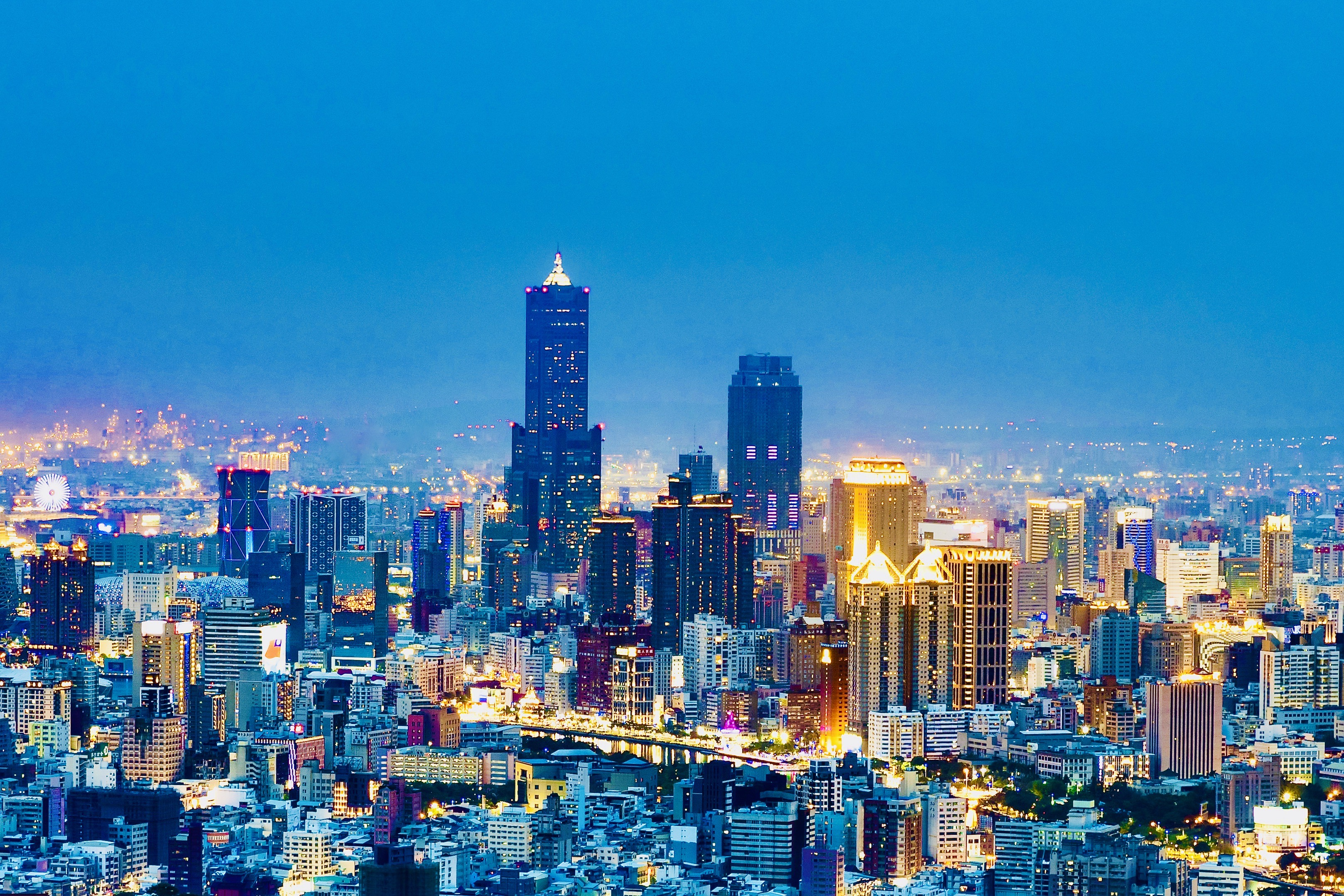
高雄
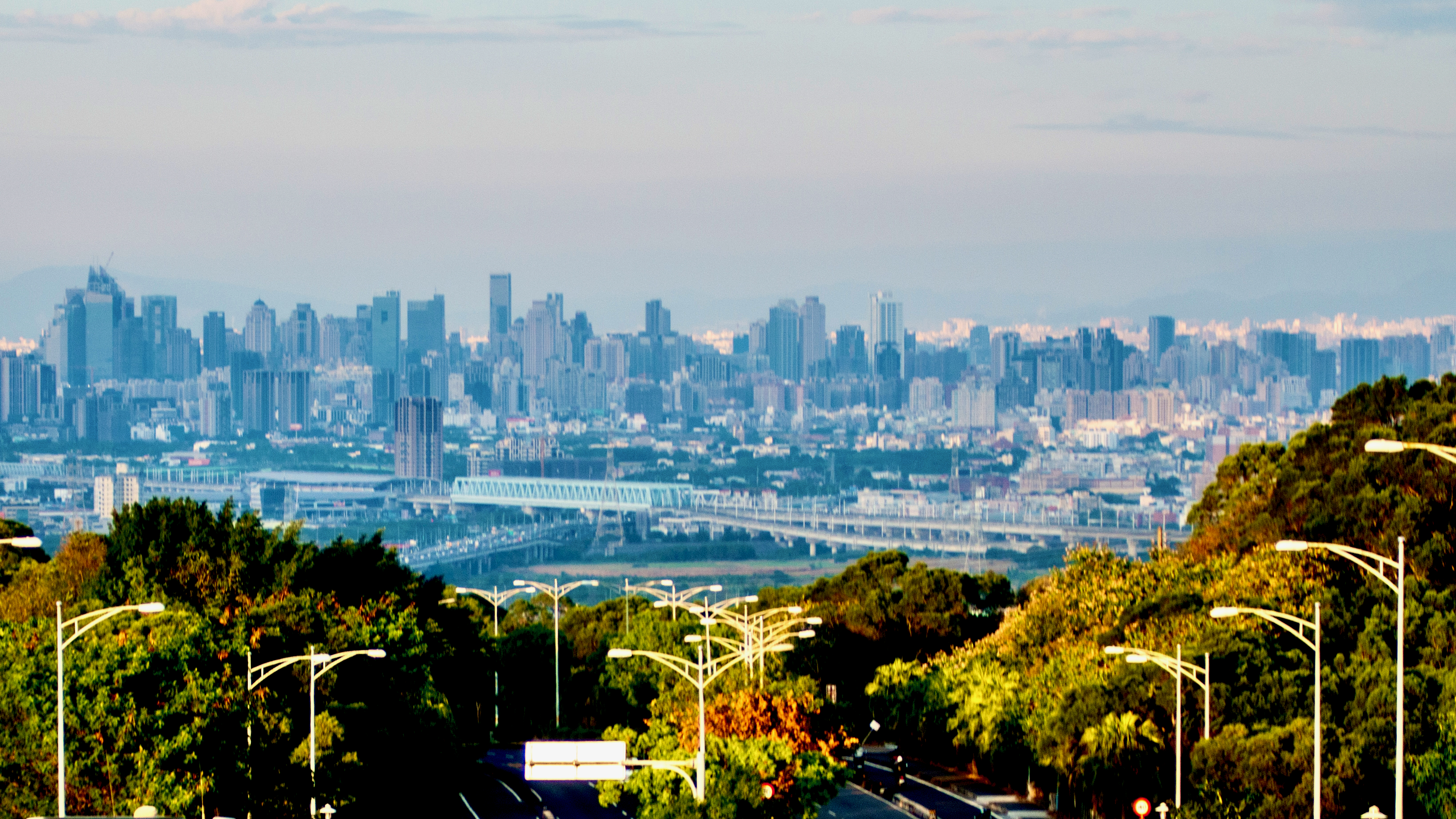
台中
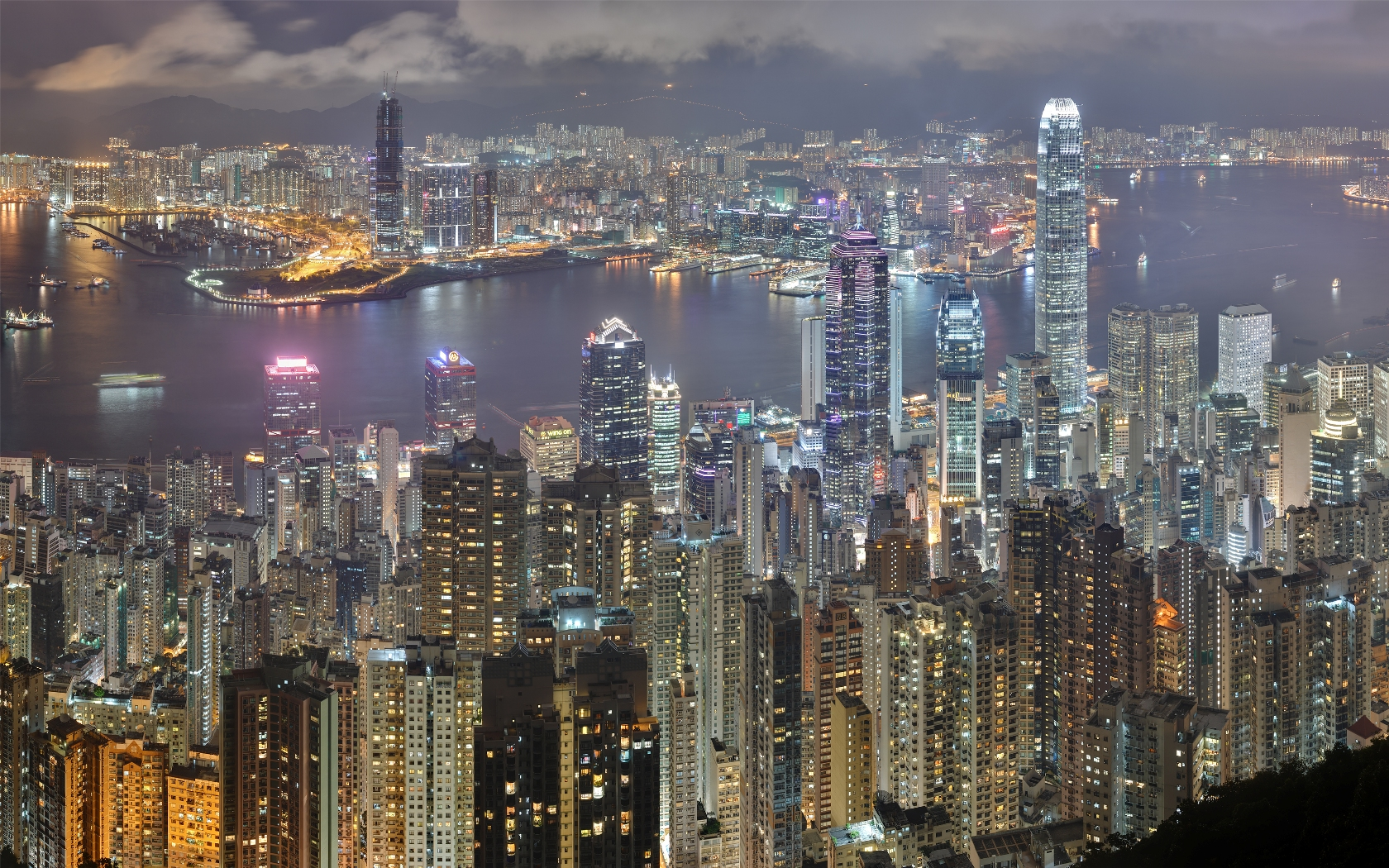
香港
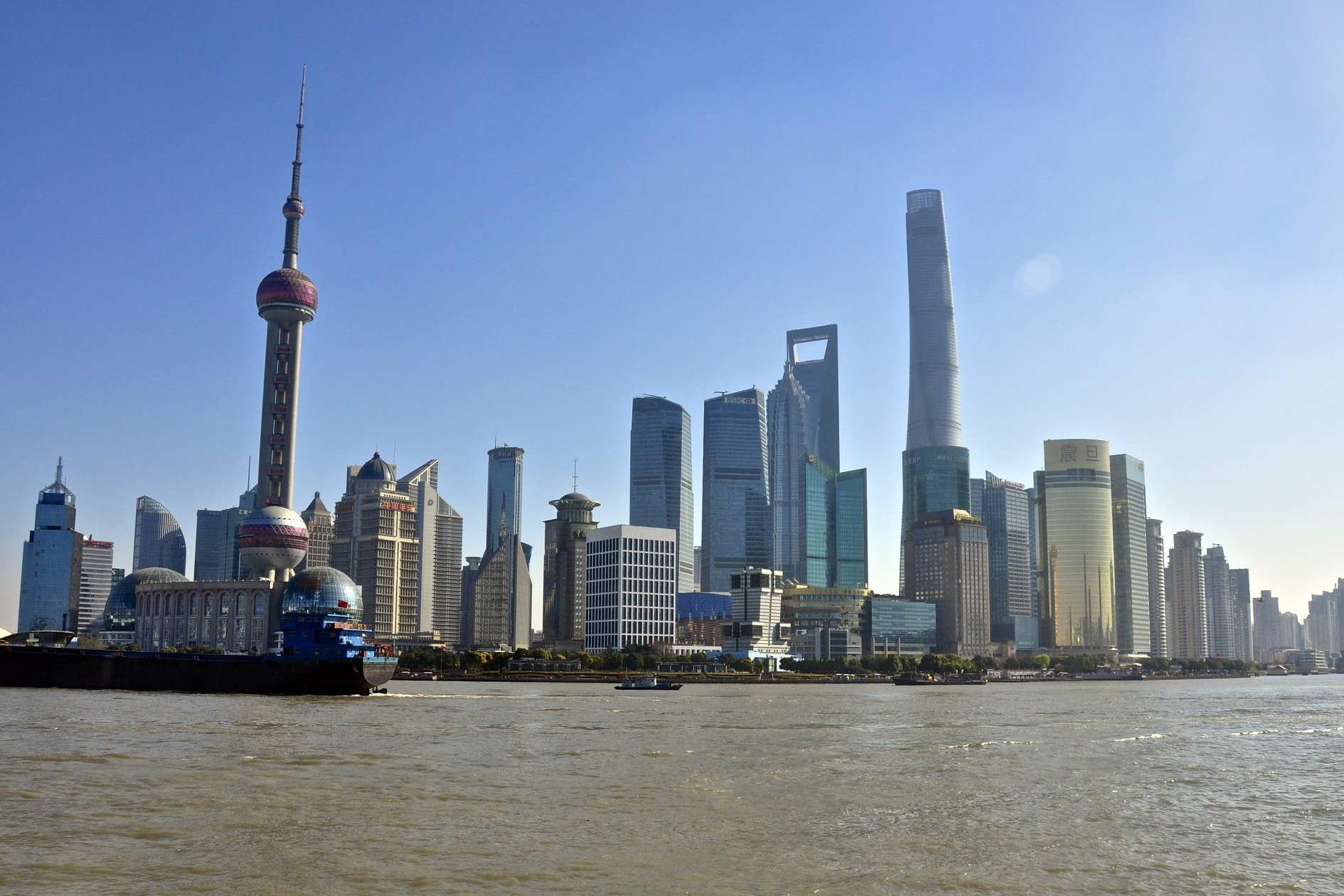
上海
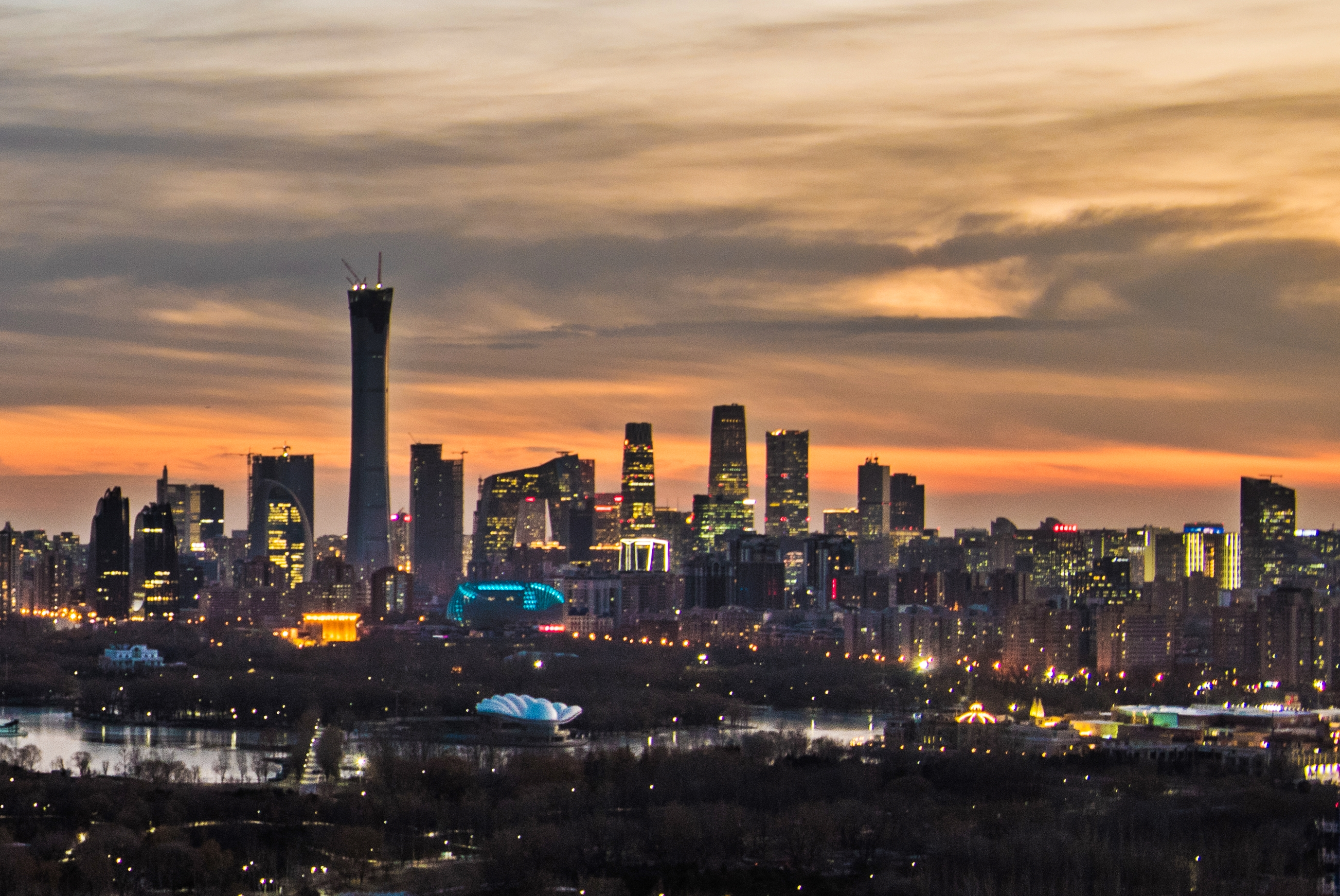
北京
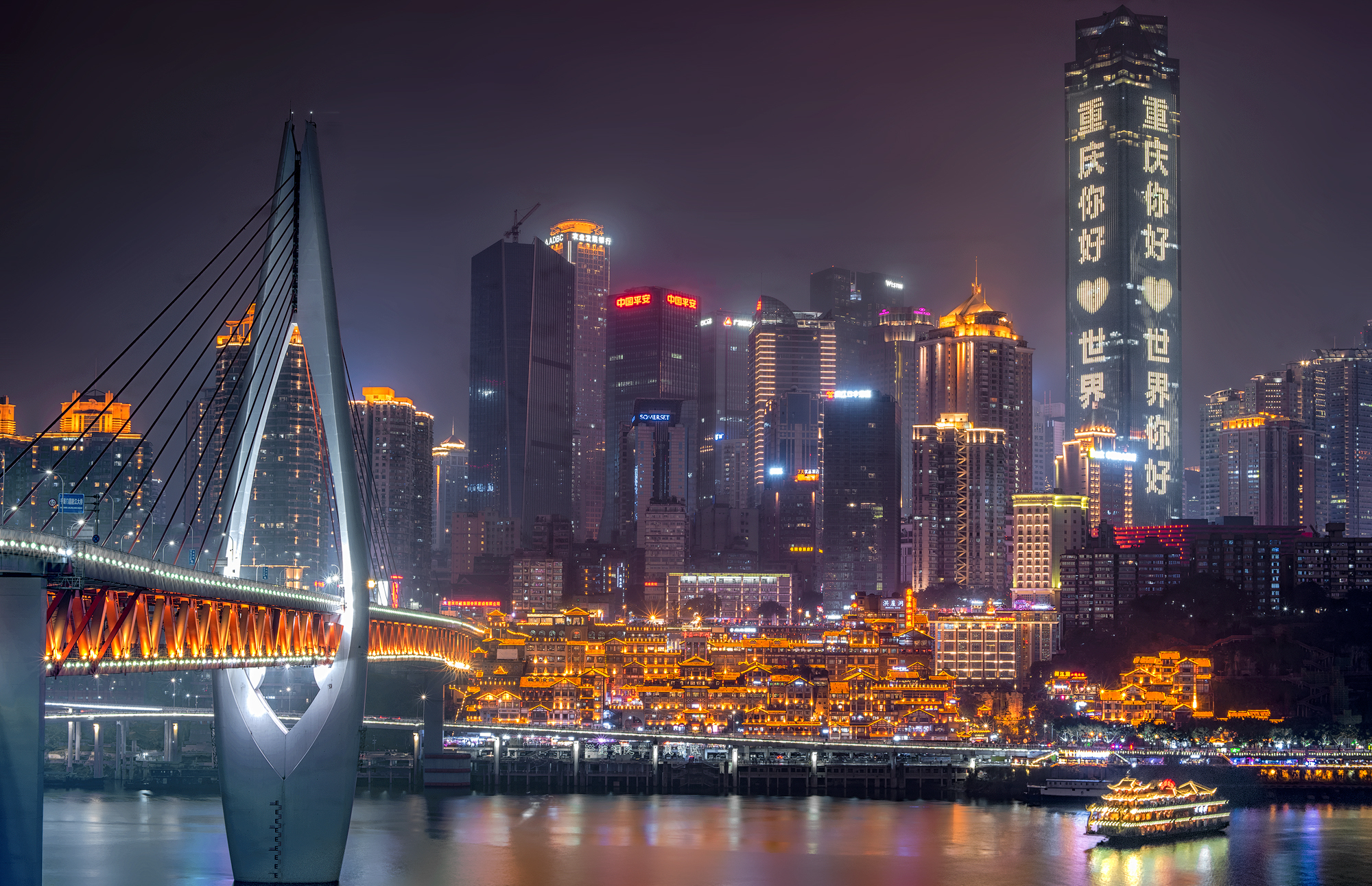
重慶
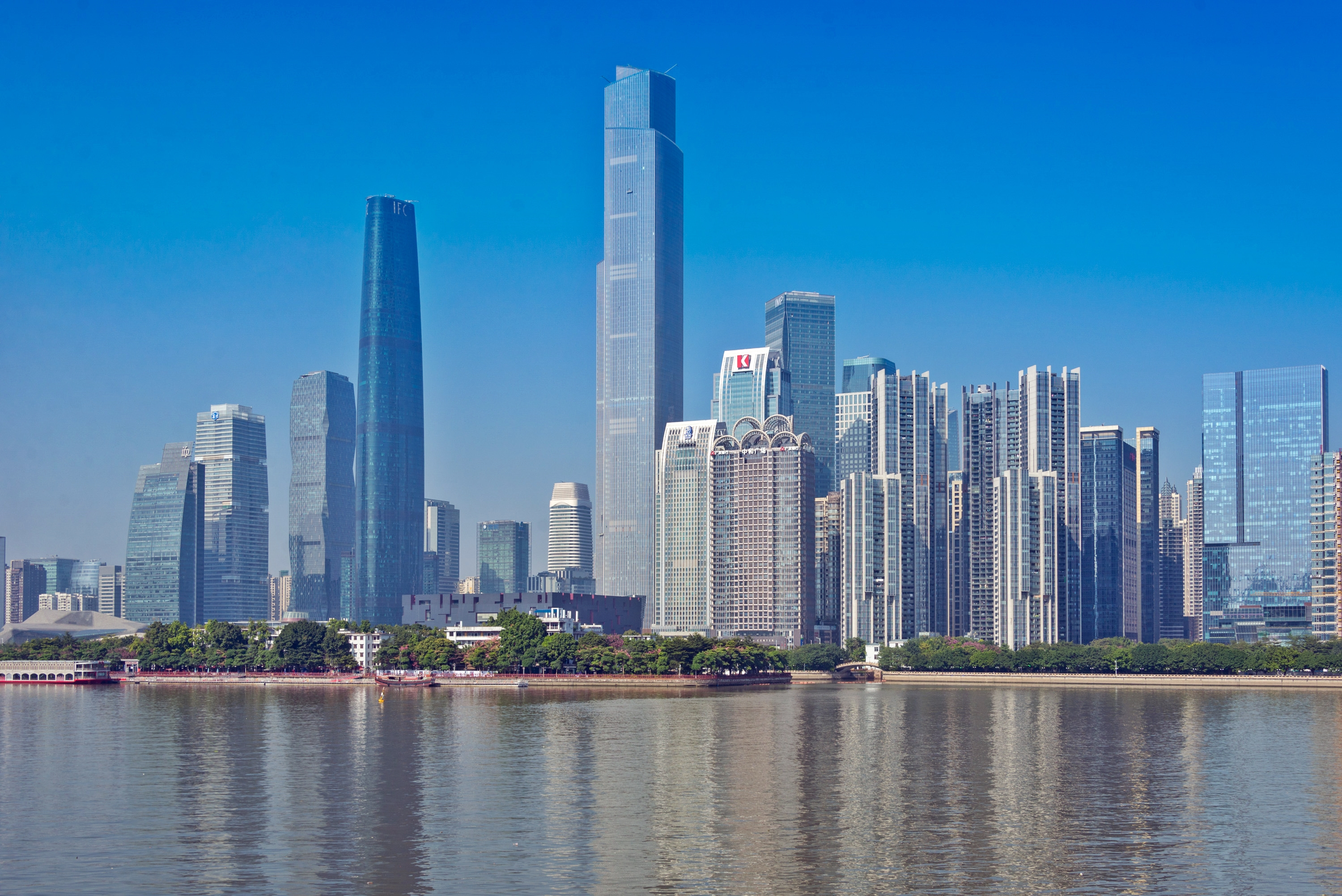
広州
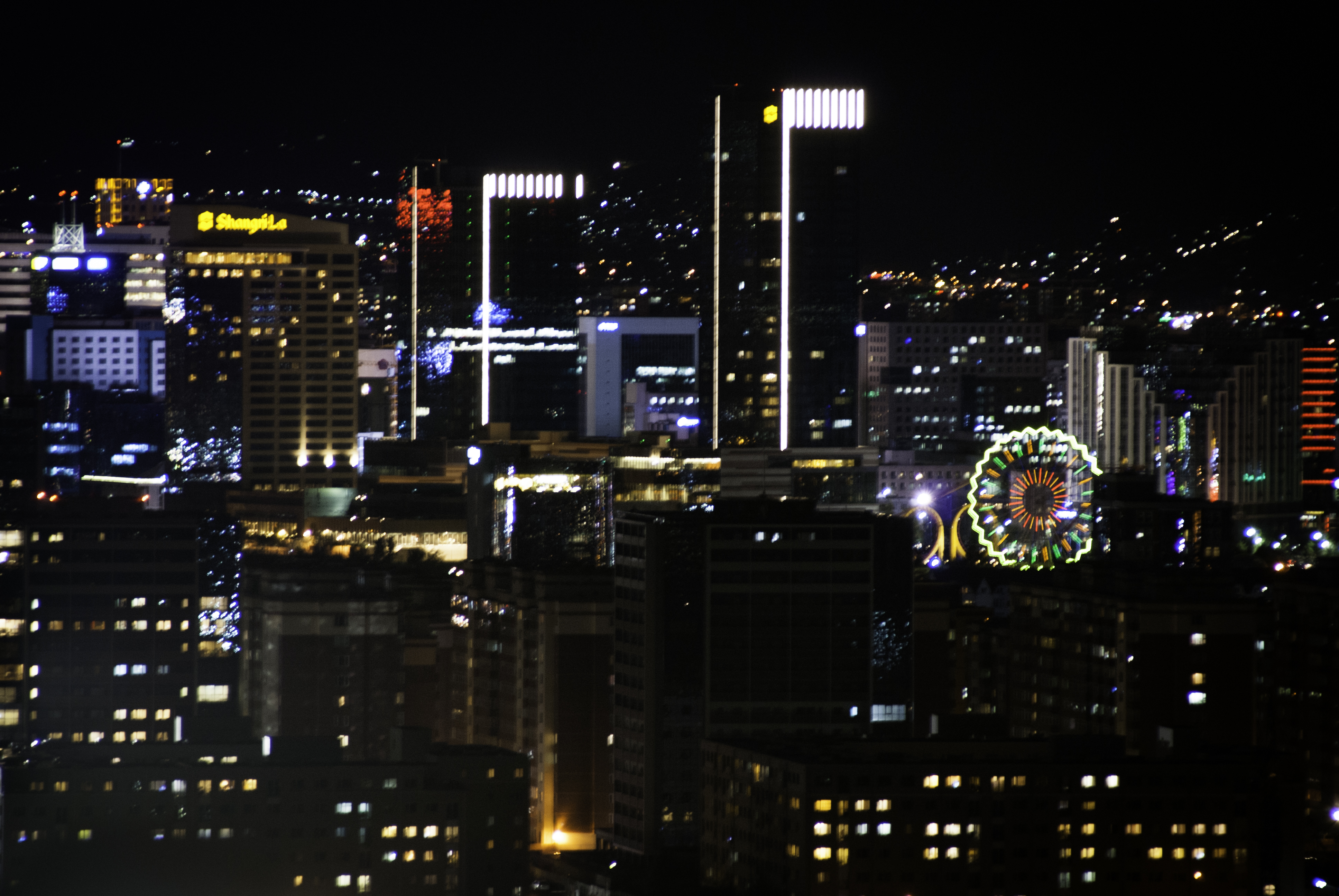
ウランバートル
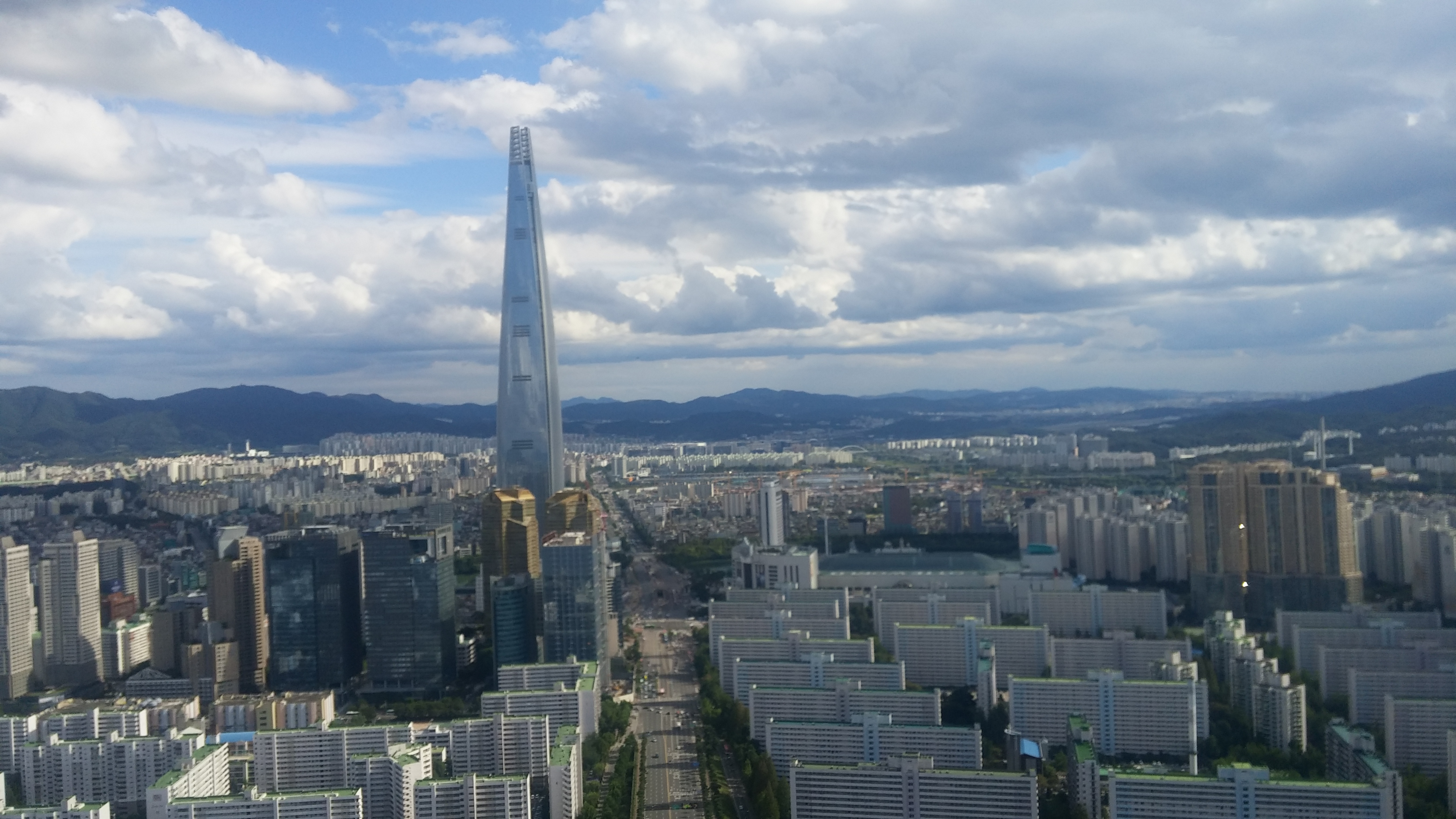
ソウル
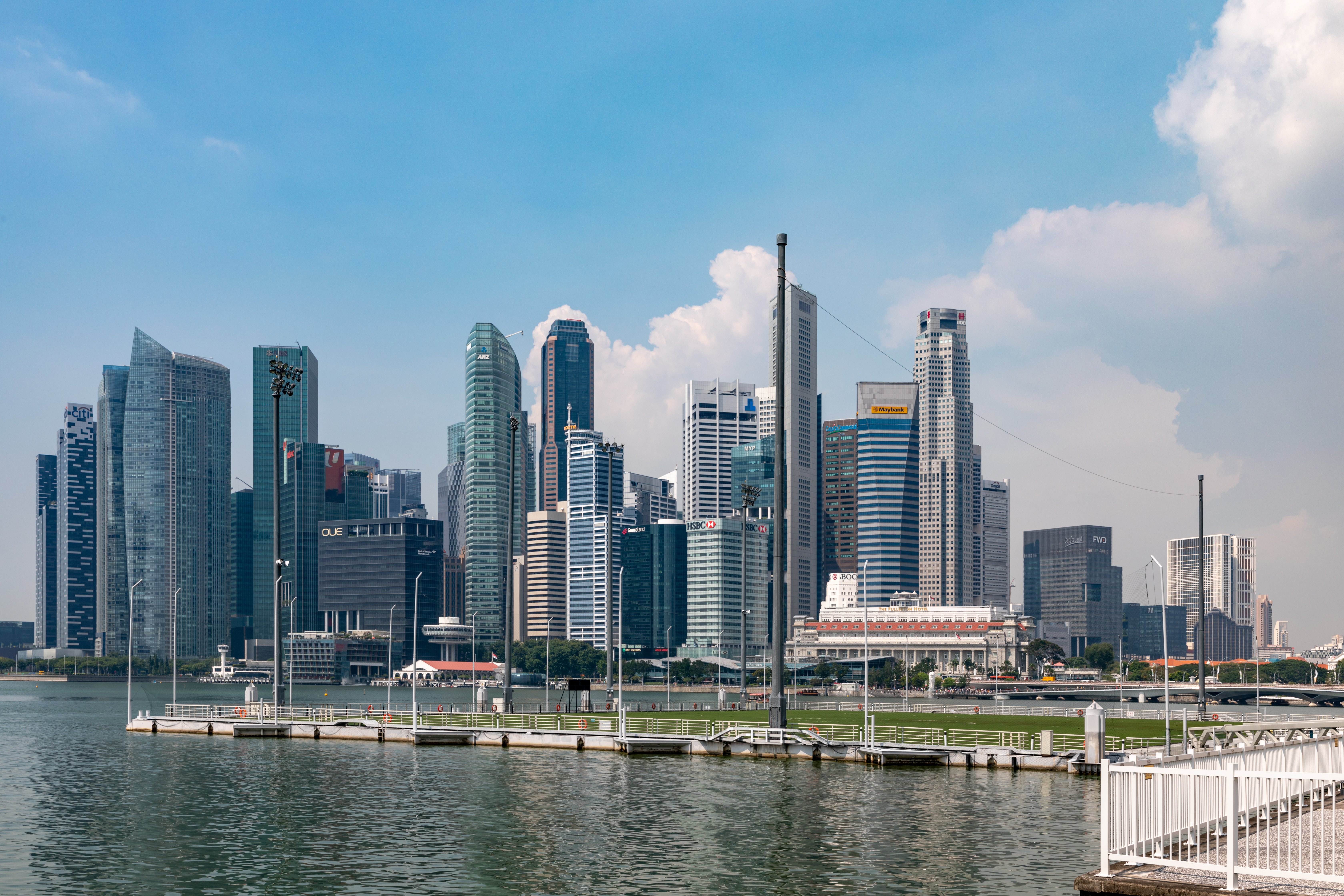
シンガポール
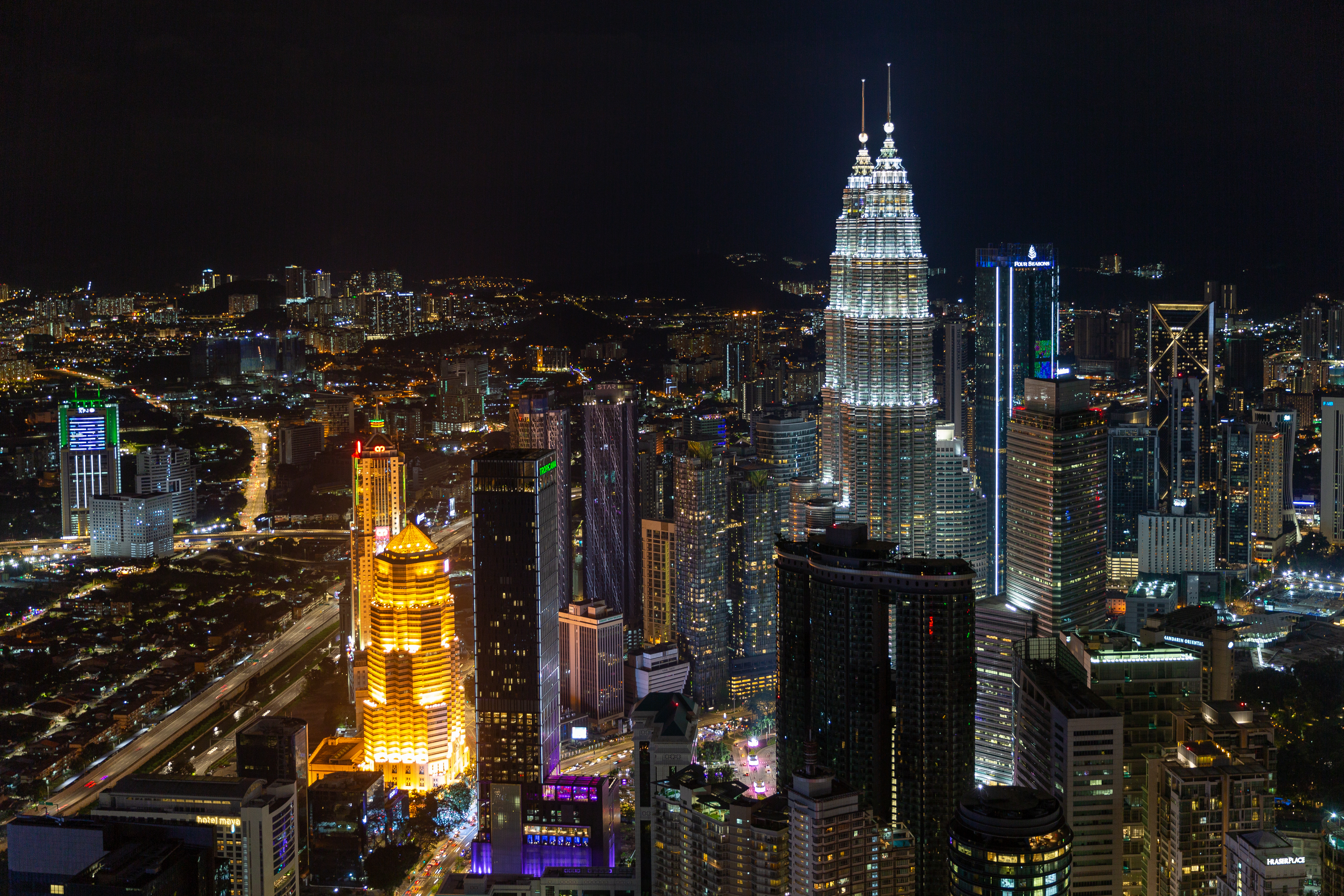
クアラルンプール
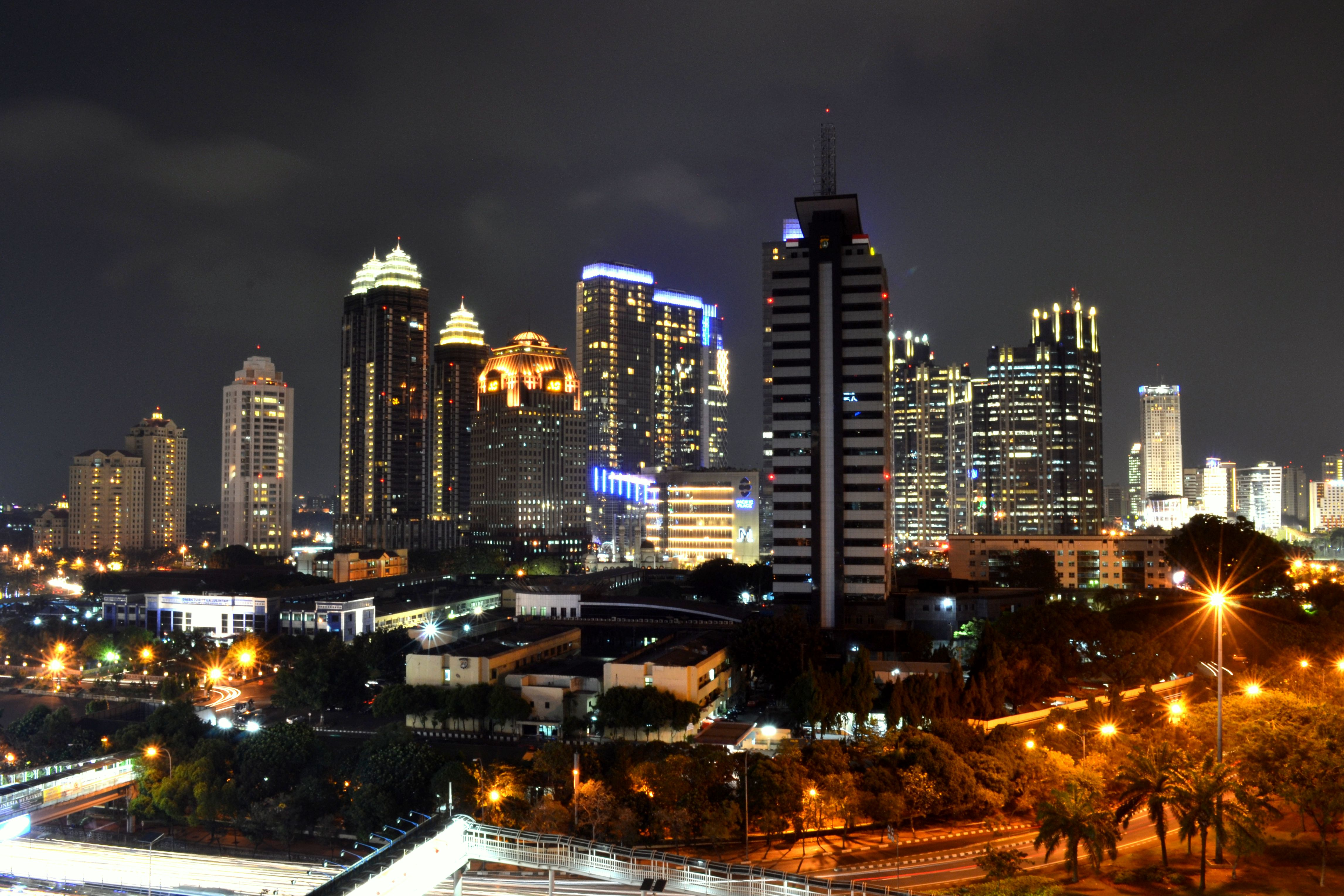
ジャカルタ
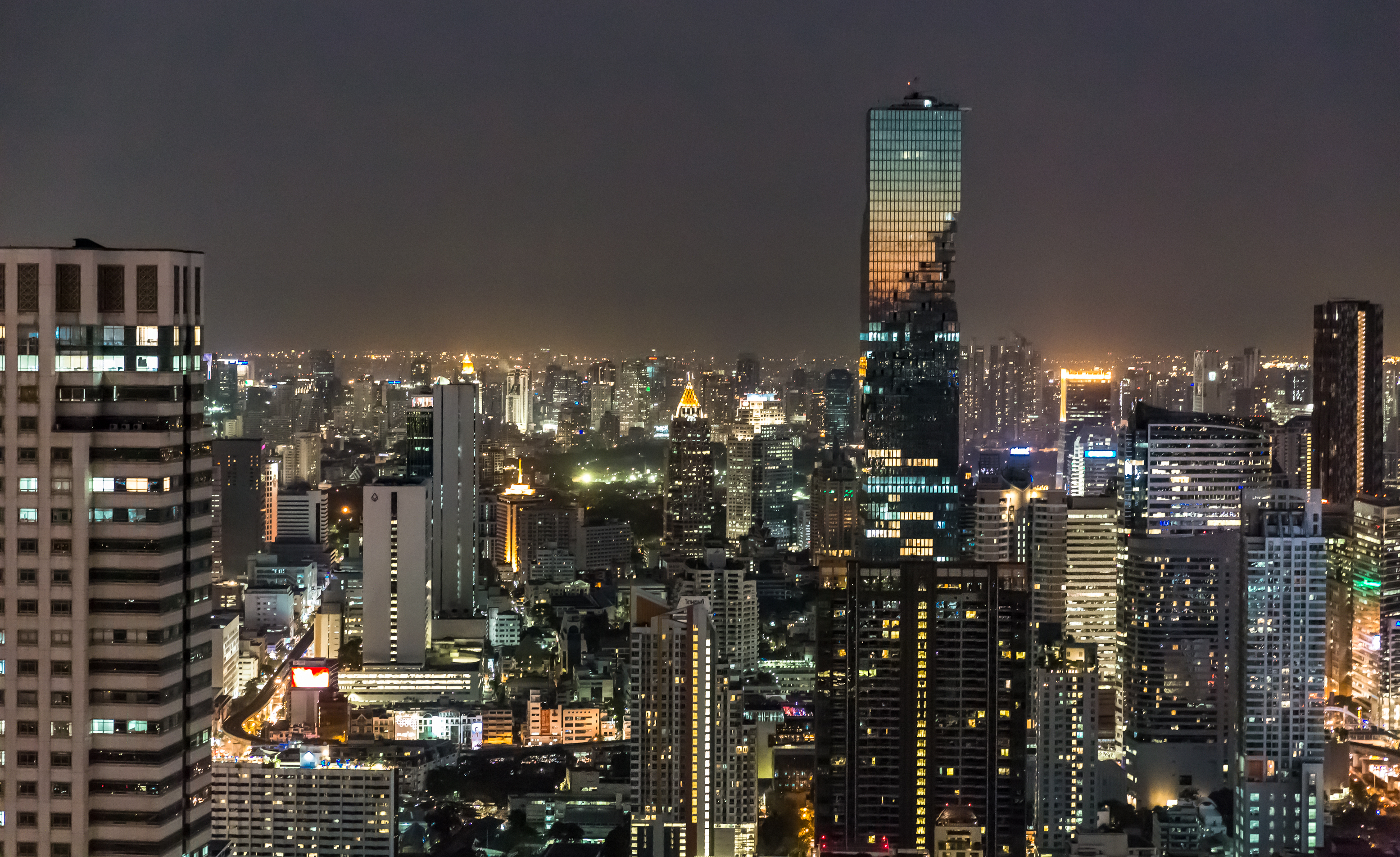
バンコク
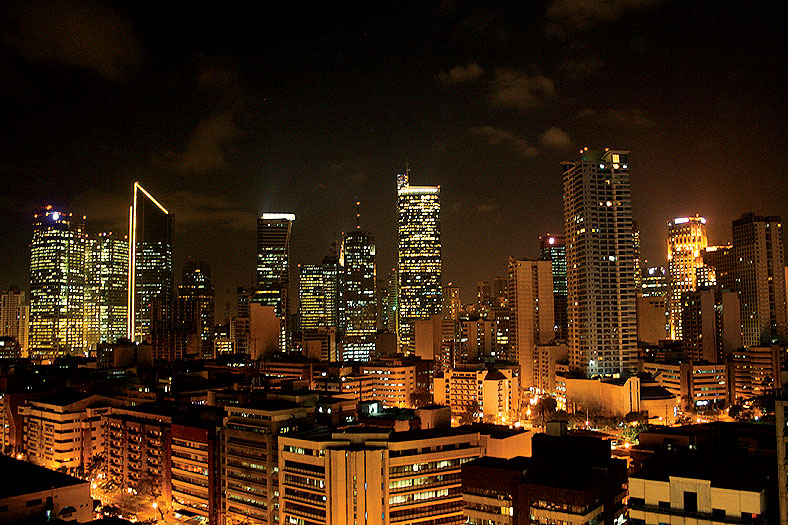
マニラ

### オセアニア

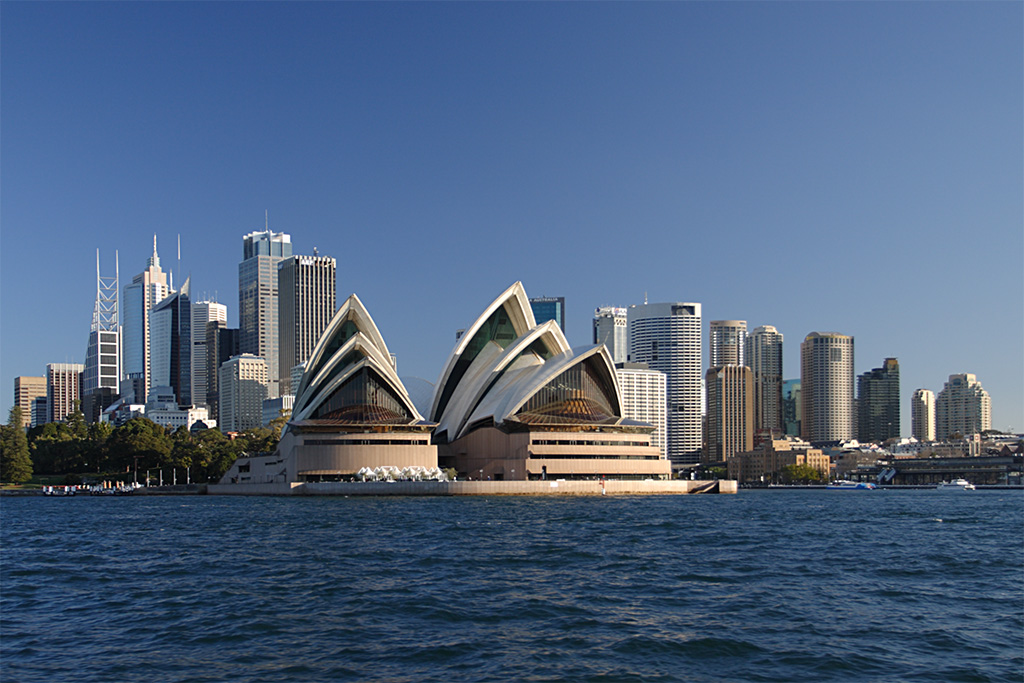
シドニー
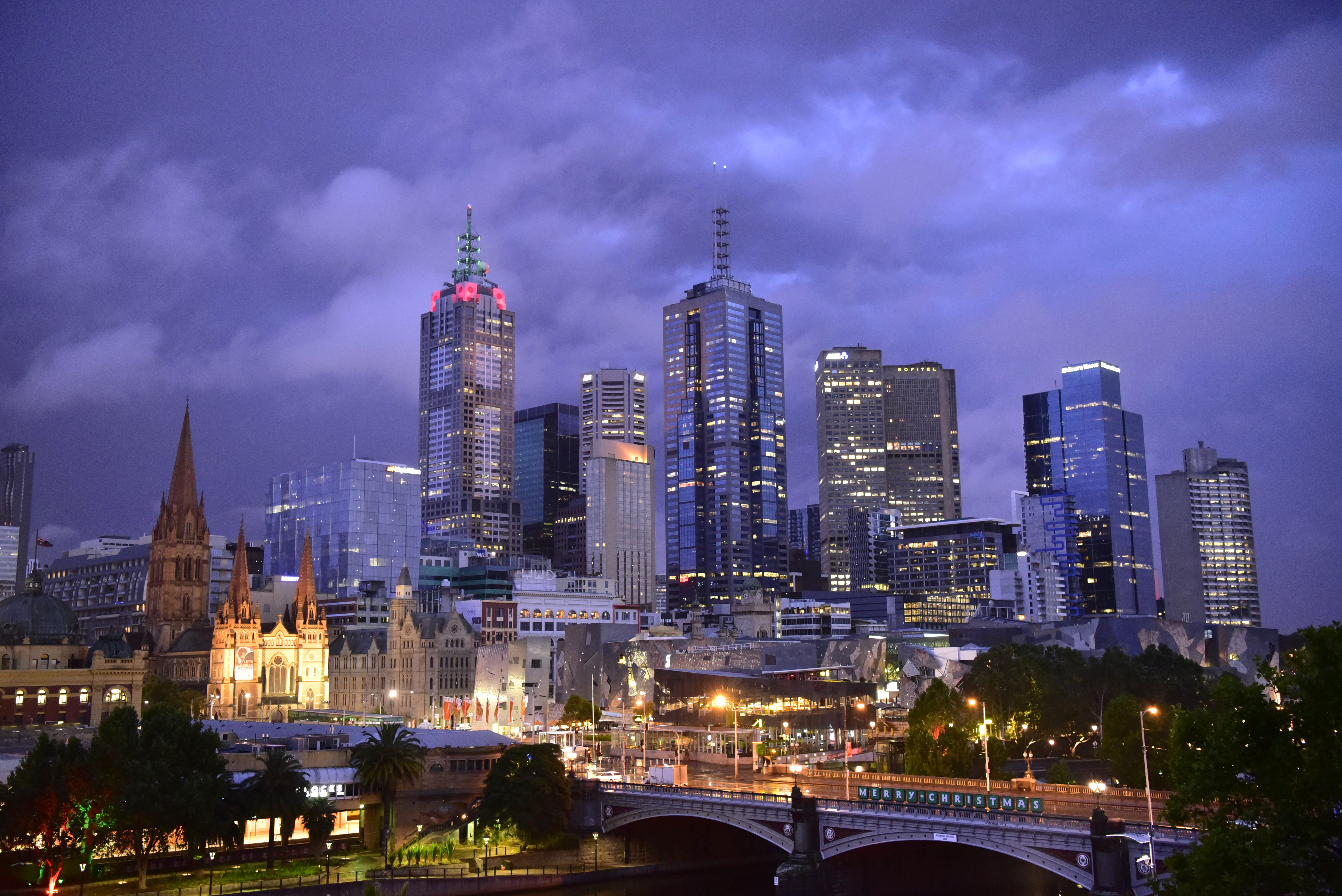
メルボルン
パース

### 北アメリカ

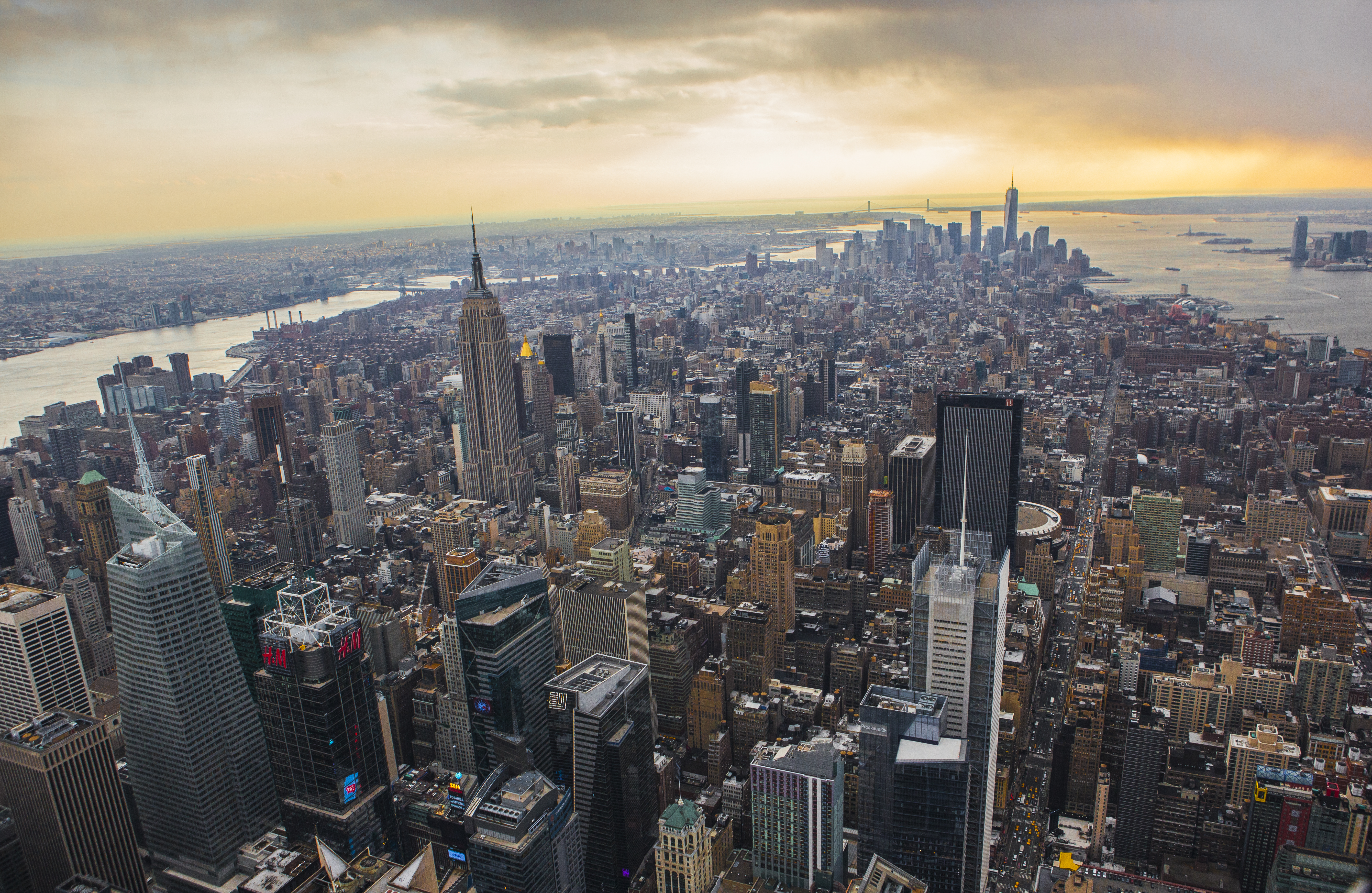
ニューヨーク
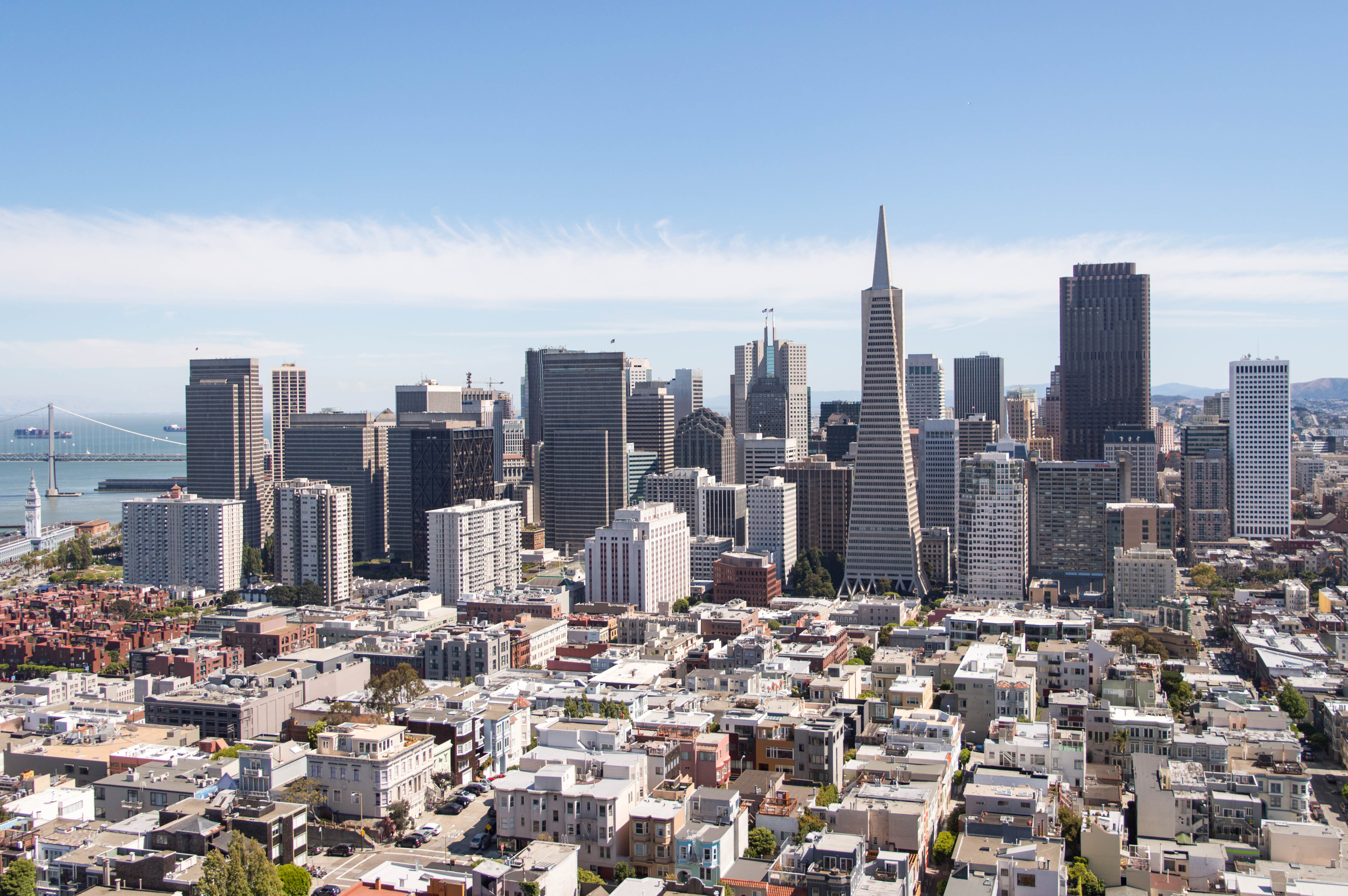
サンフランシスコ
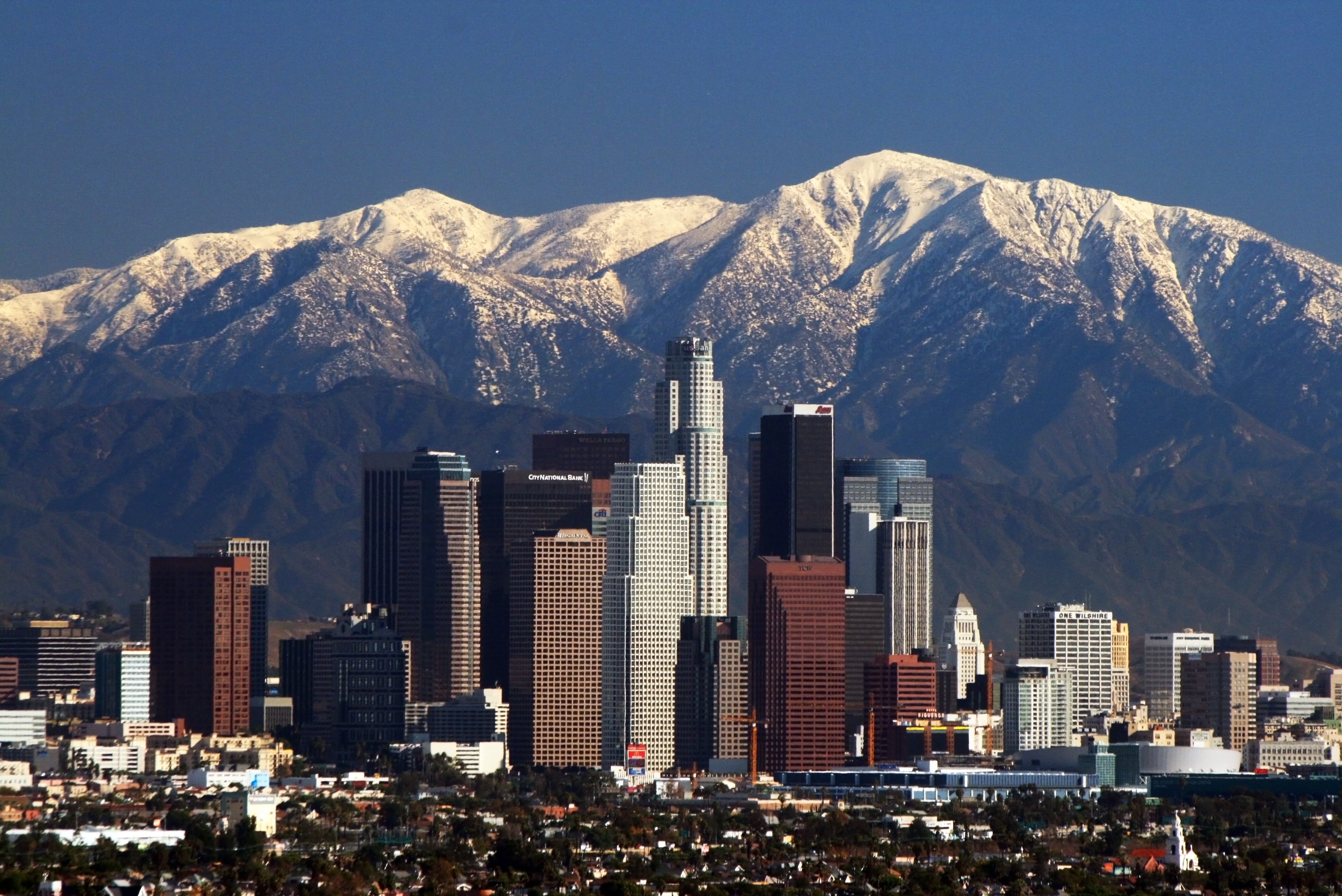
ロサンゼルス
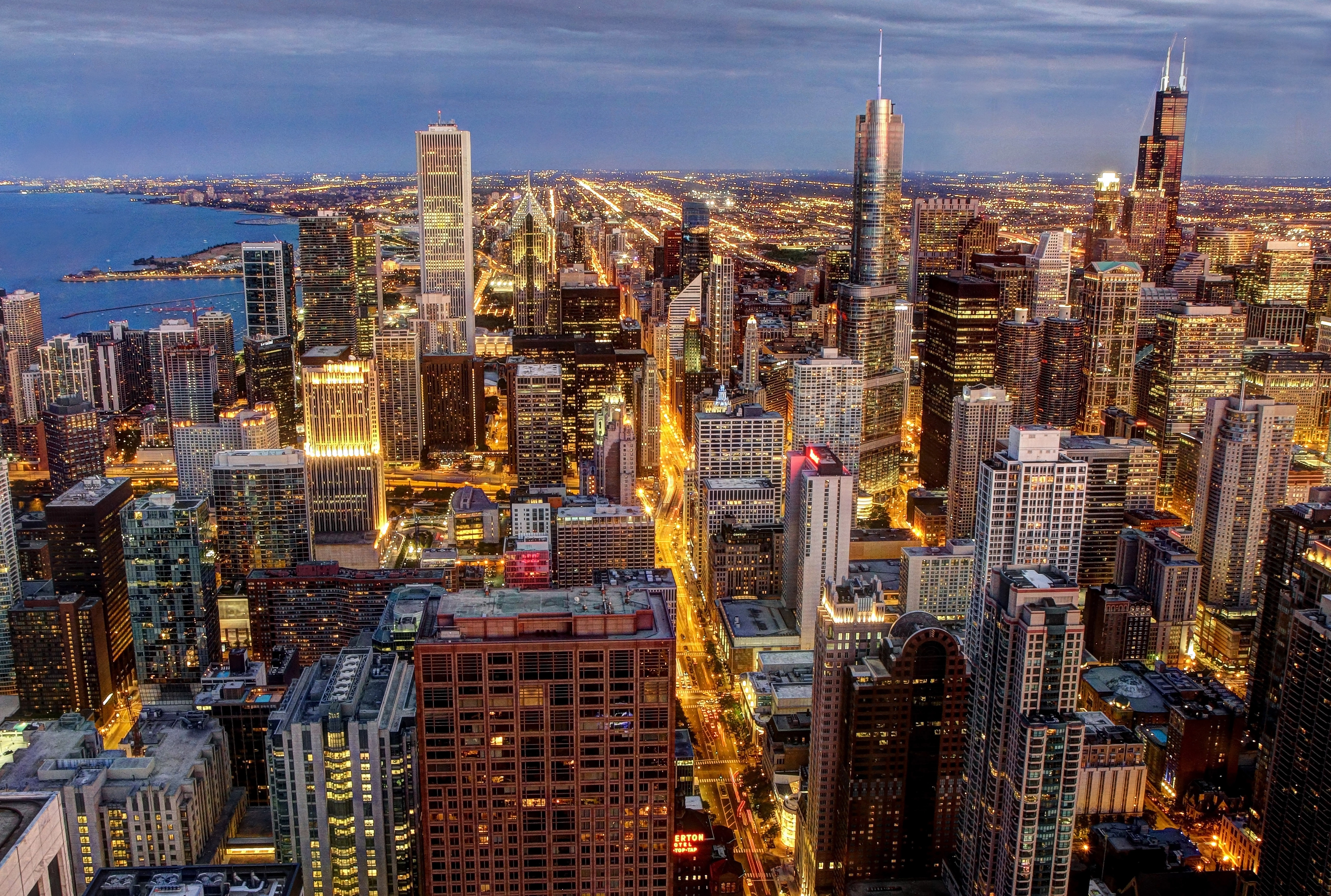
シカゴ
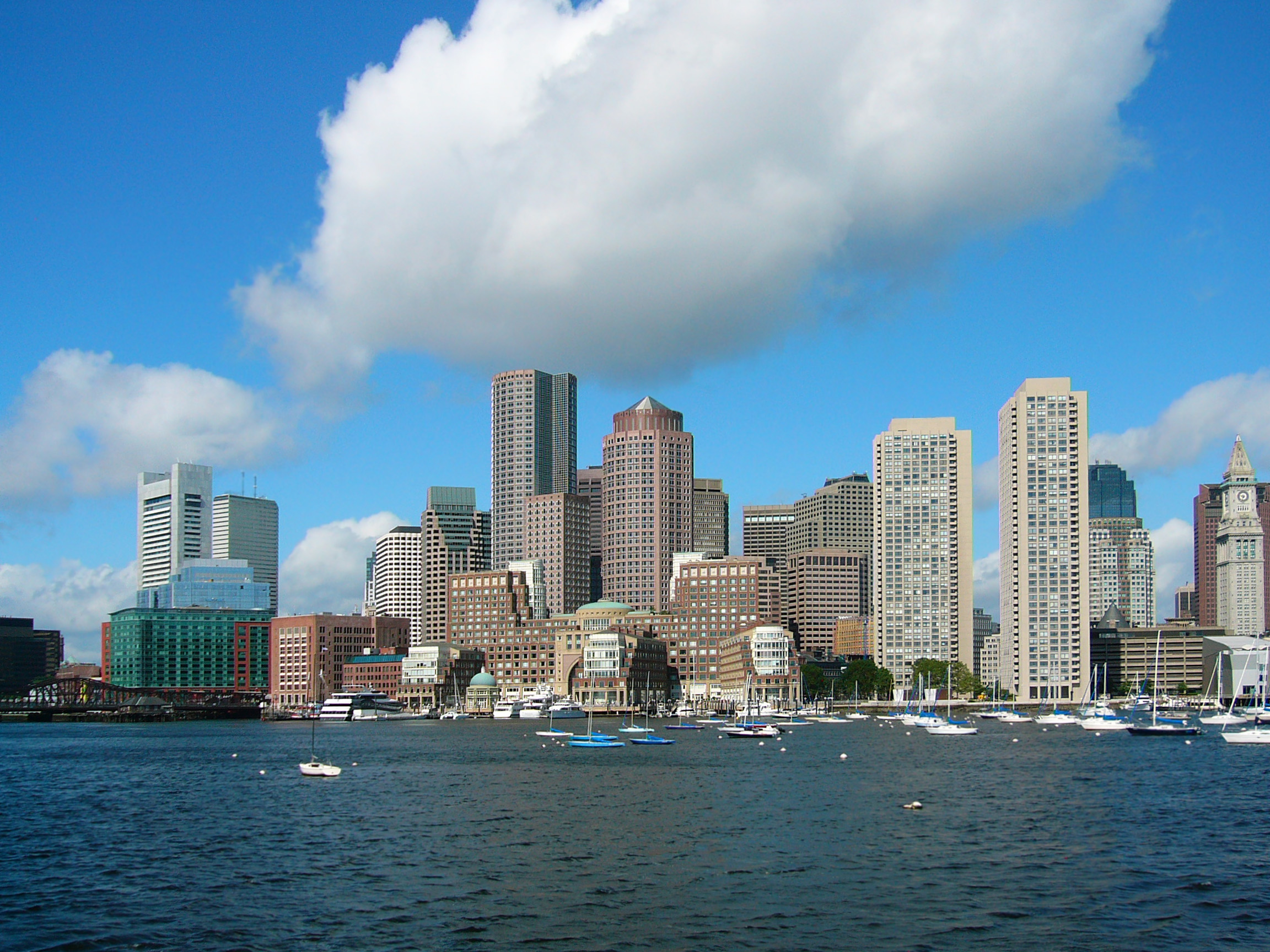
ボストン
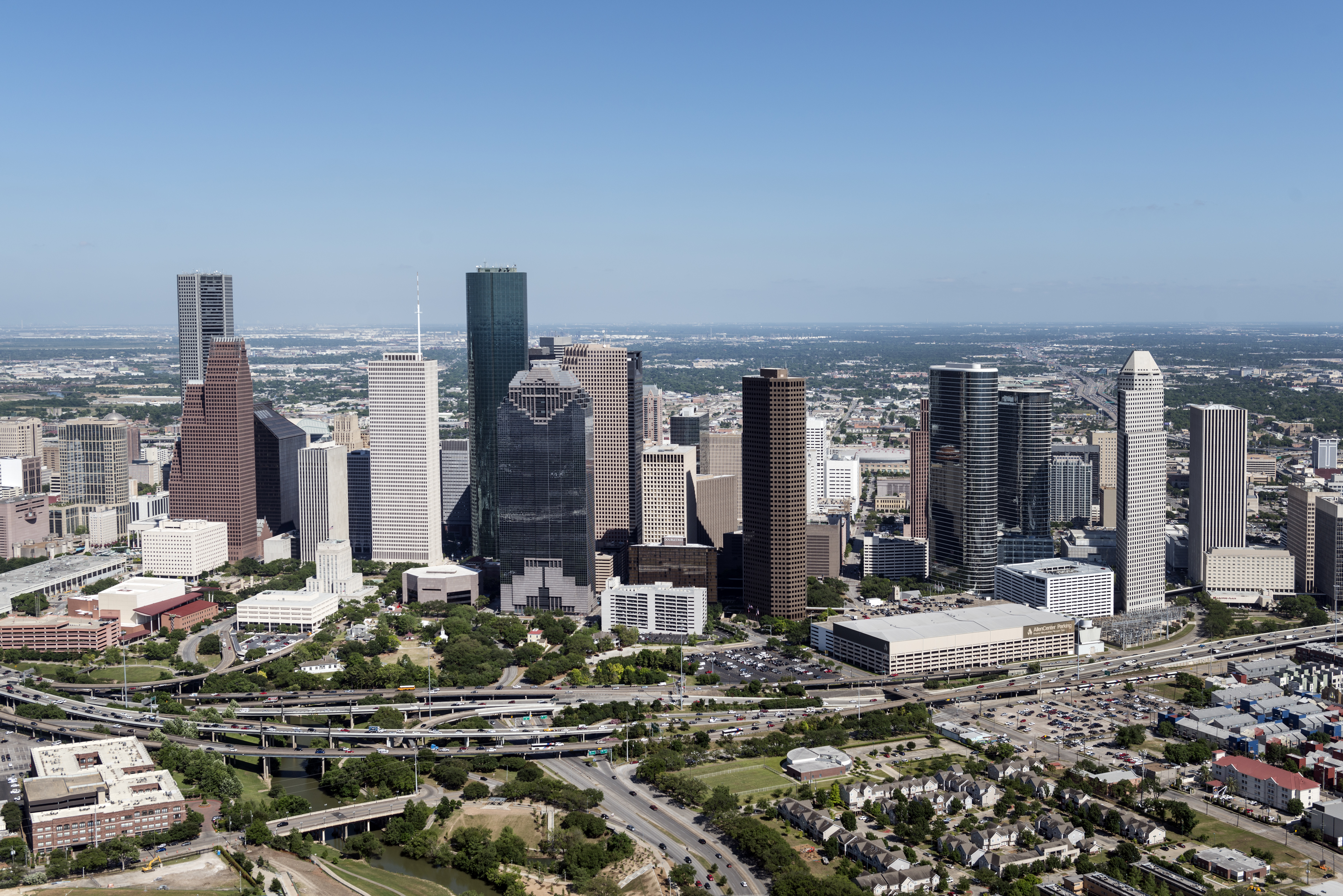
ヒューストン
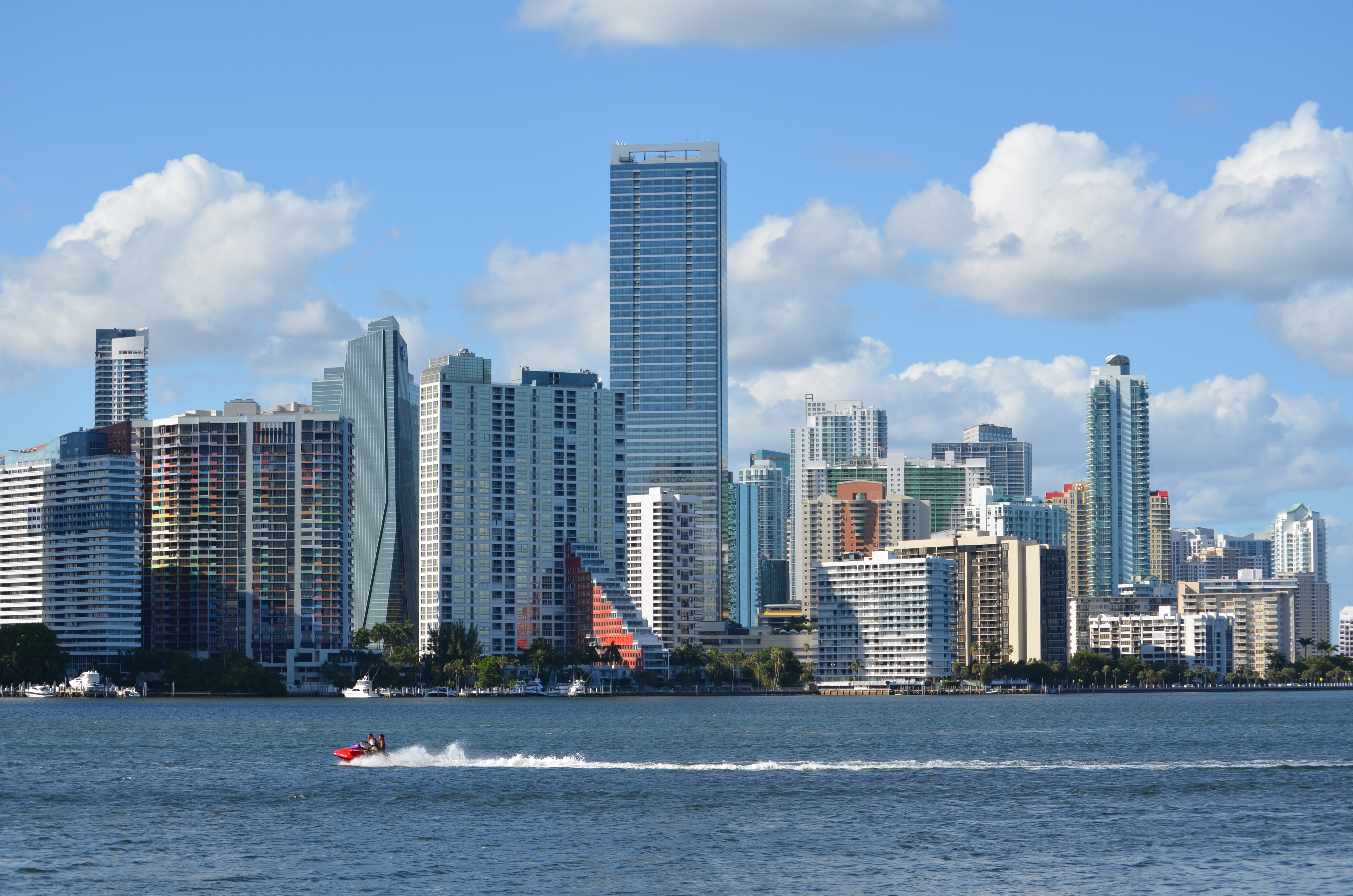
マイアミ
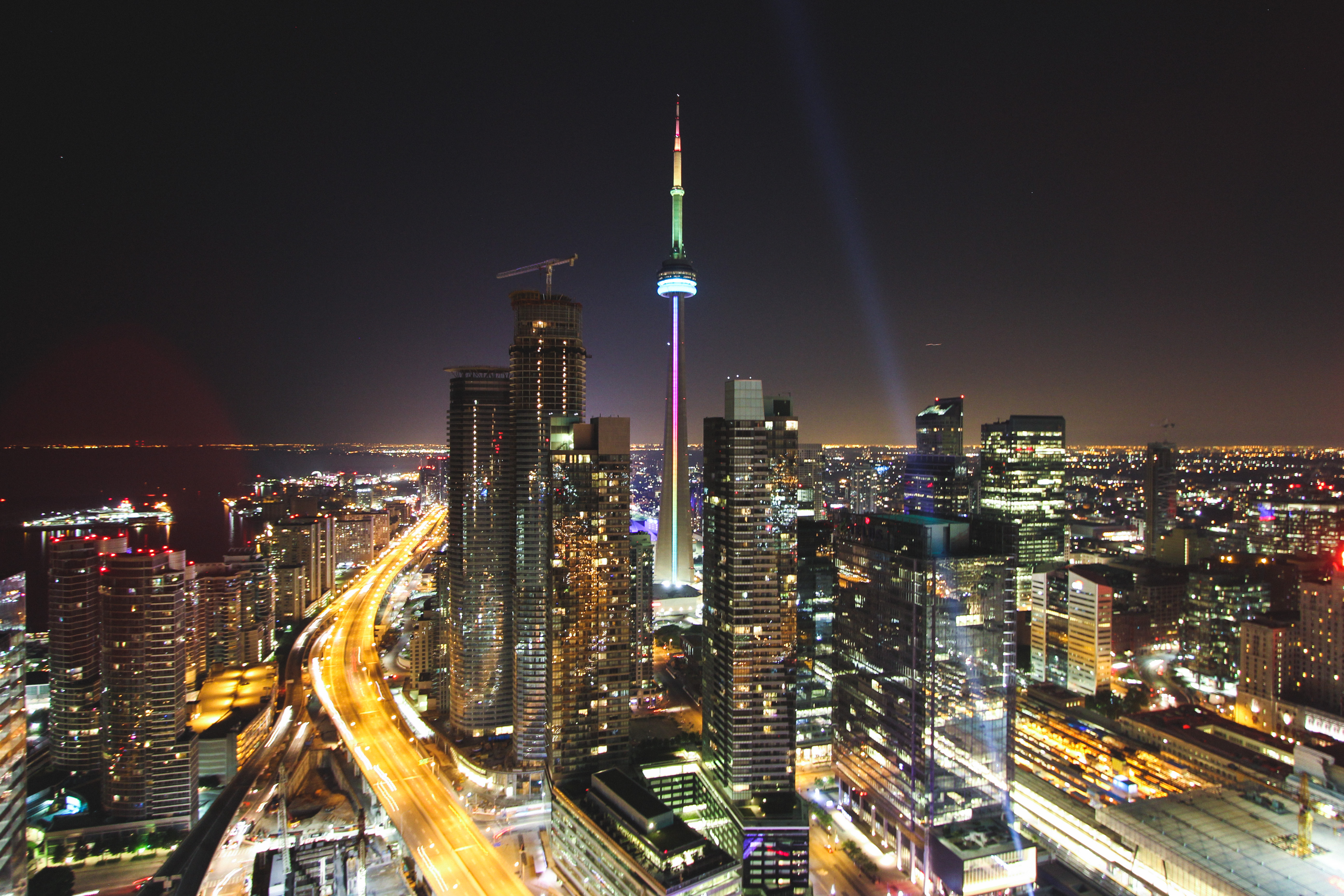
トロント
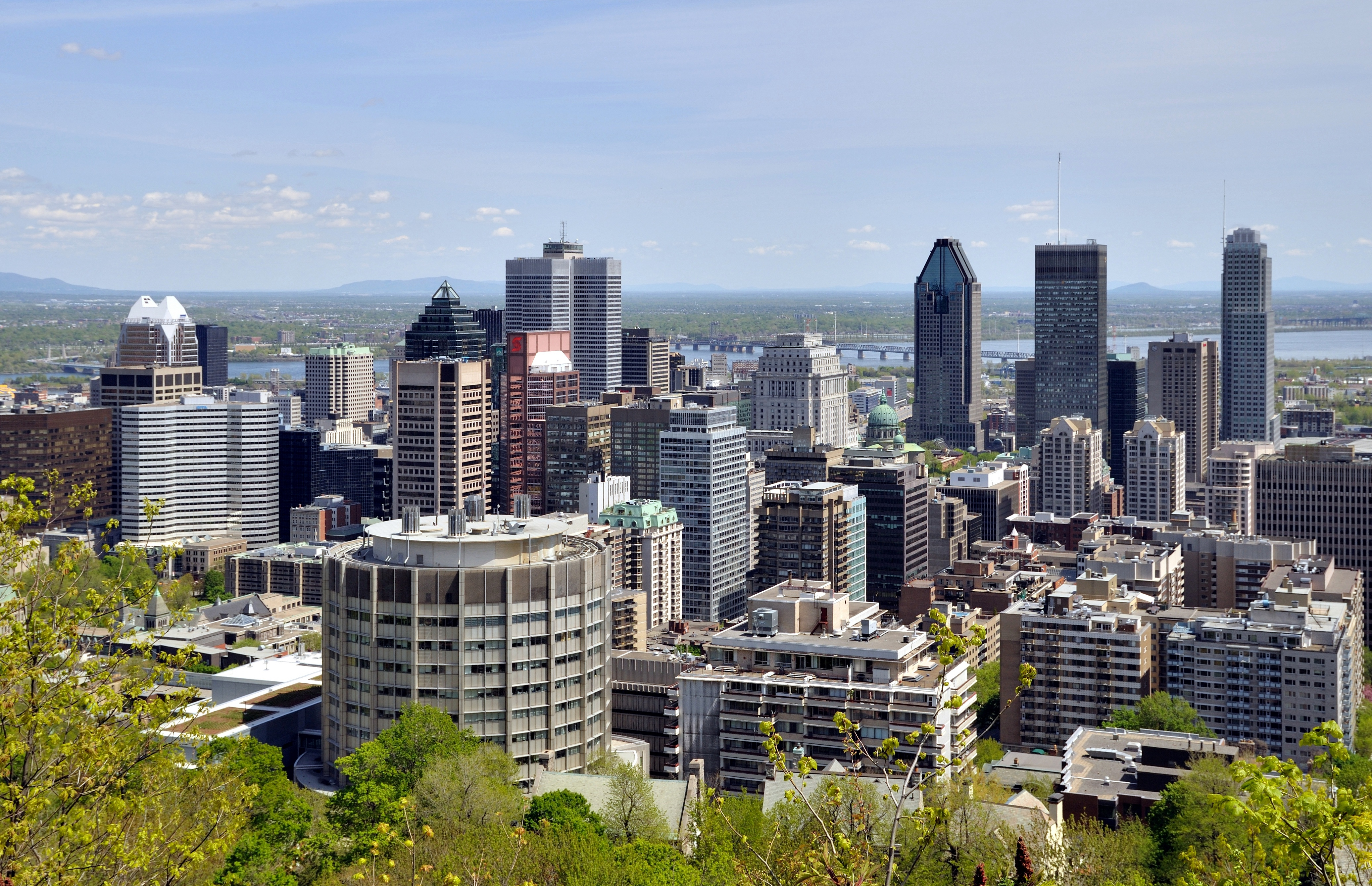
モントリオール
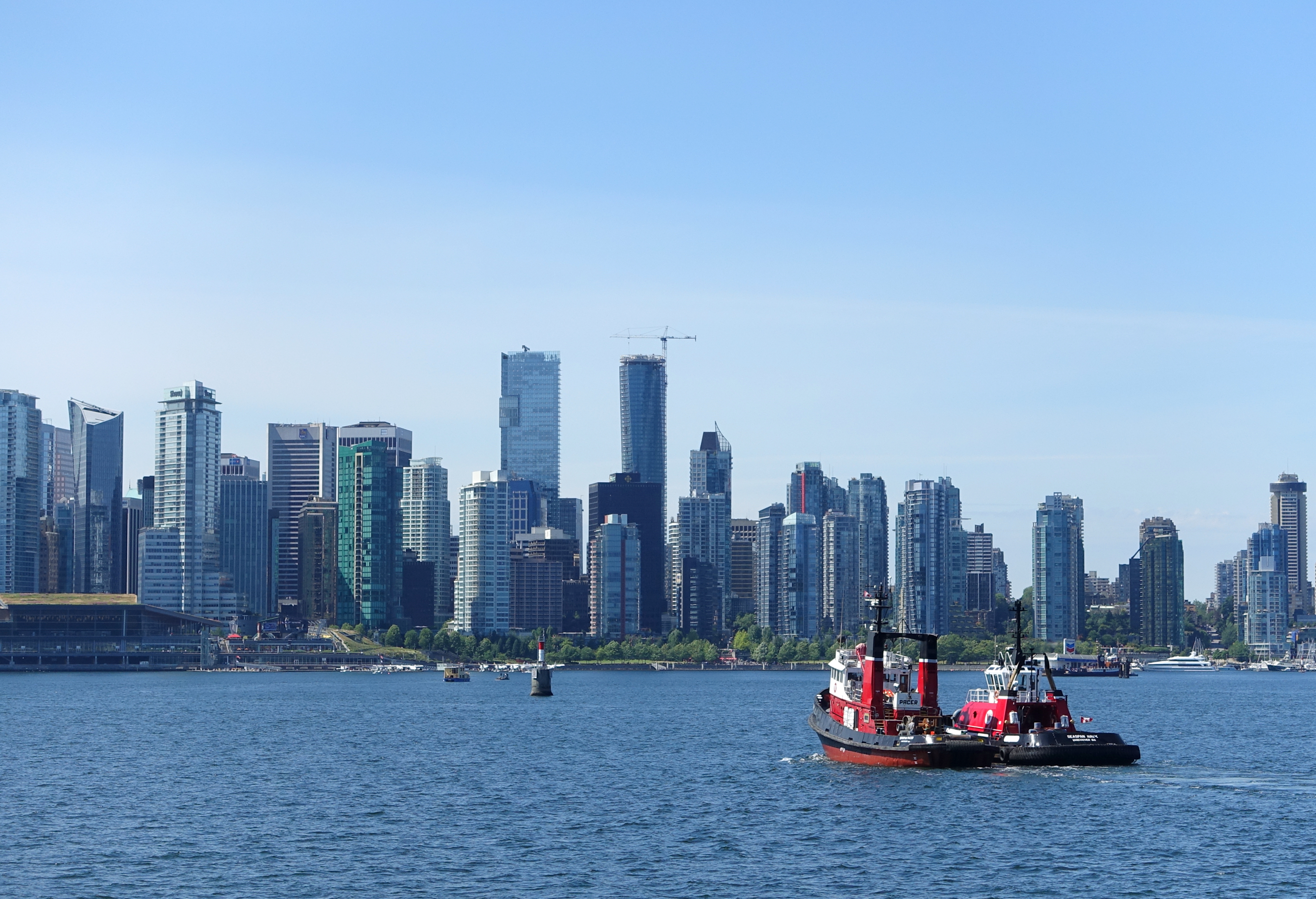
バンクーバー
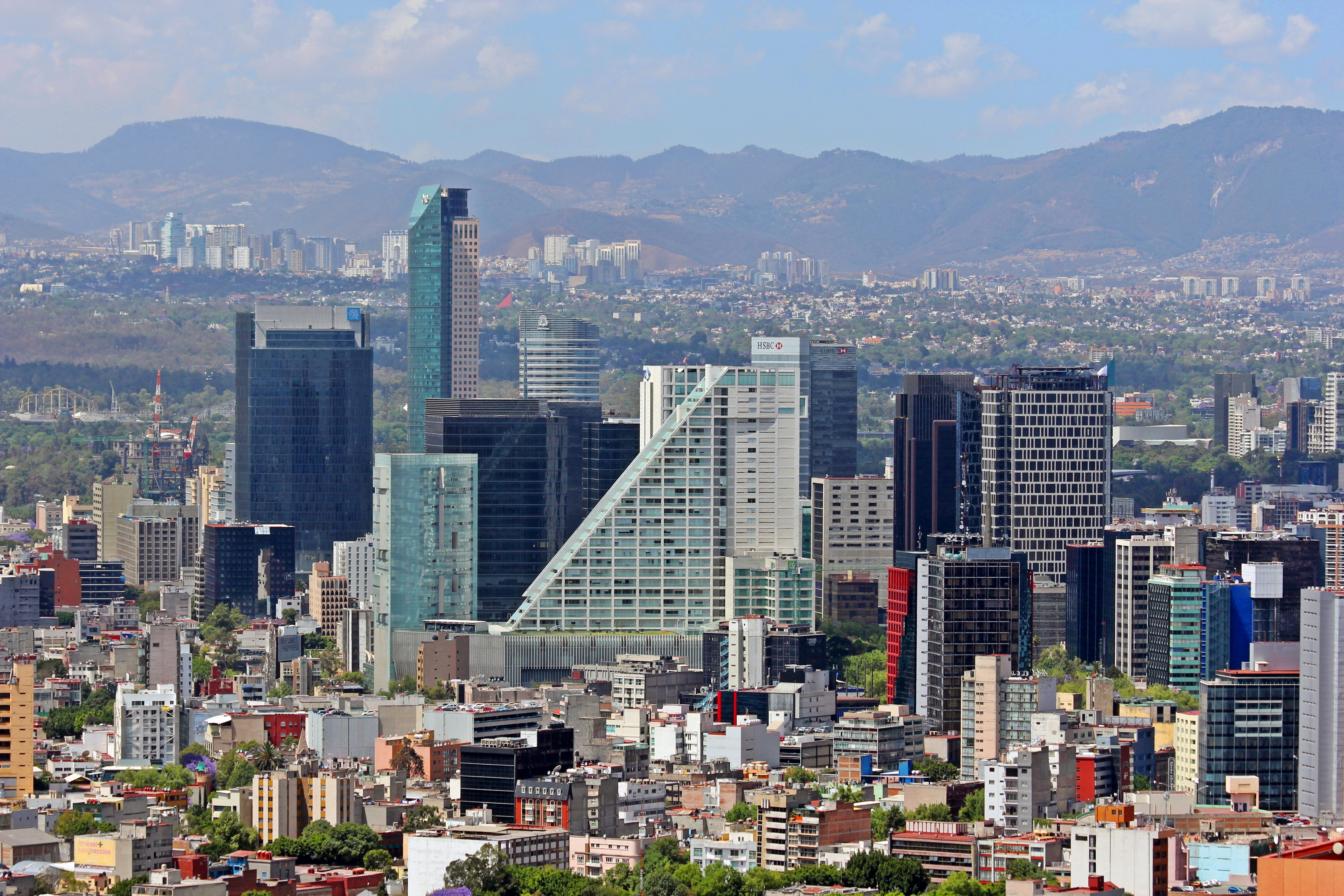
メキシコシティ

### 南アメリカ

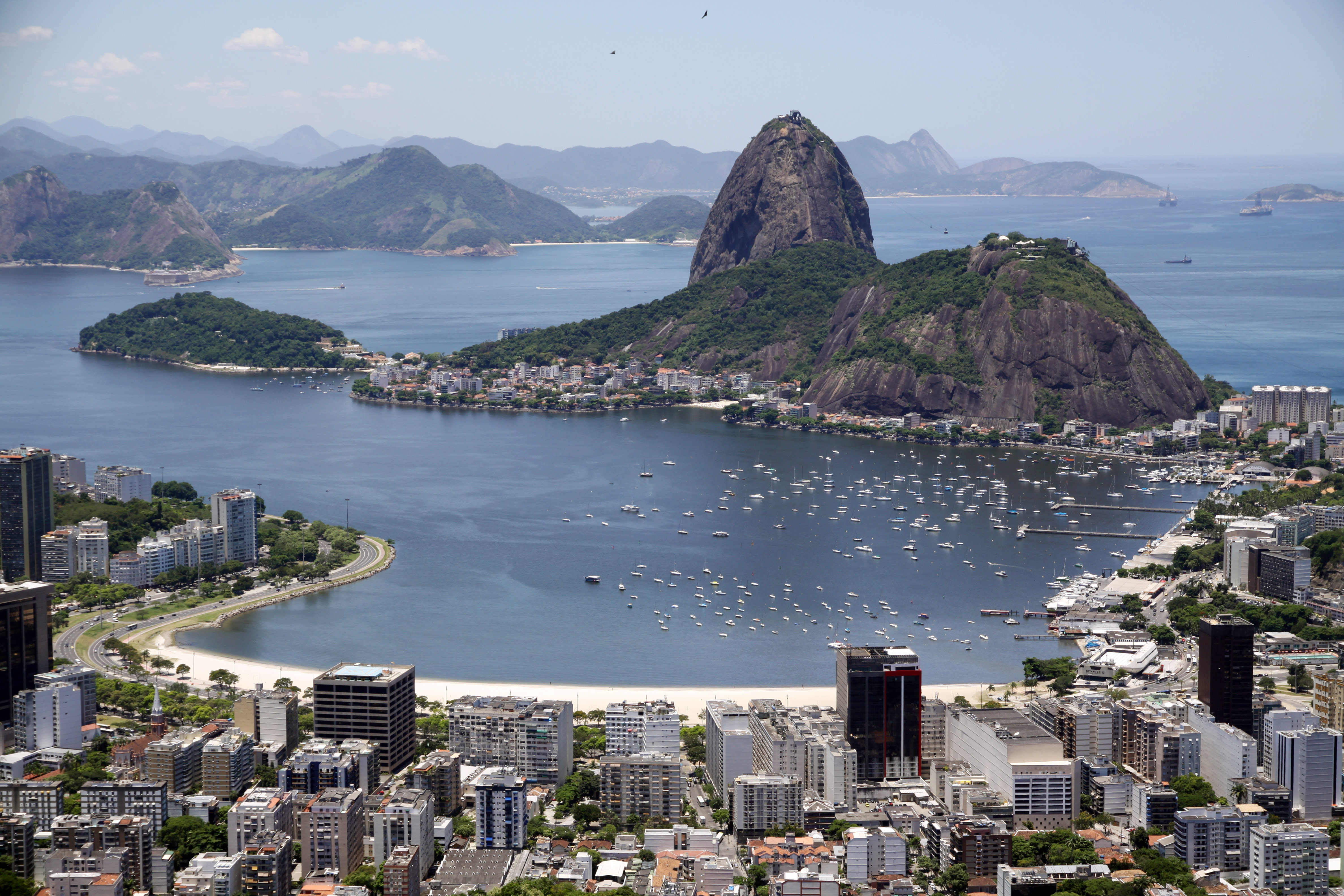
リオデジャネイロ
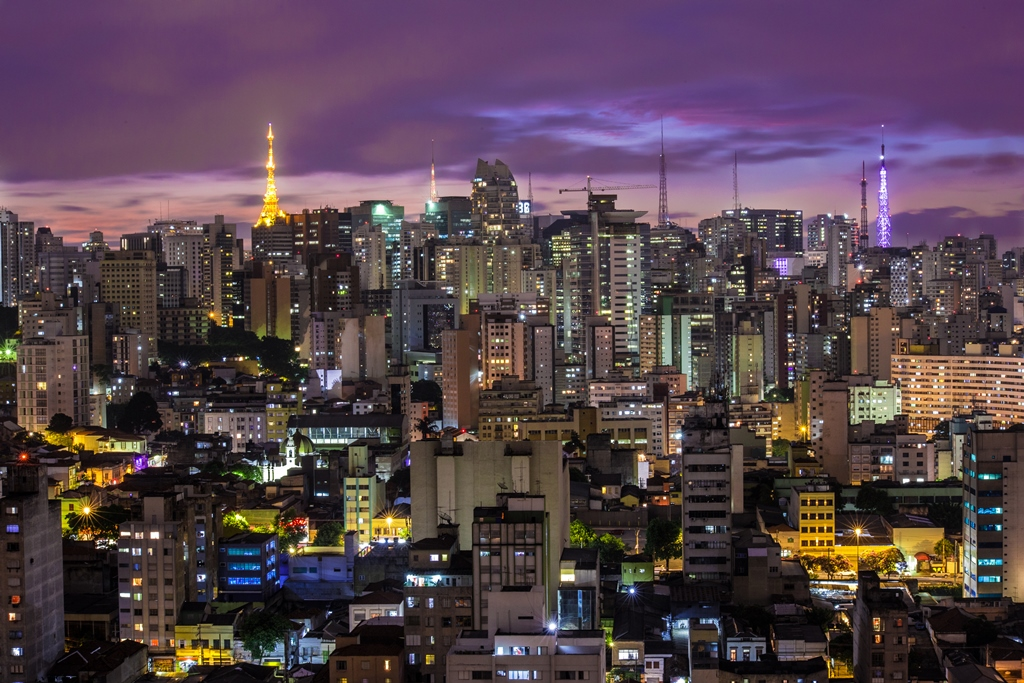
サンパウロ
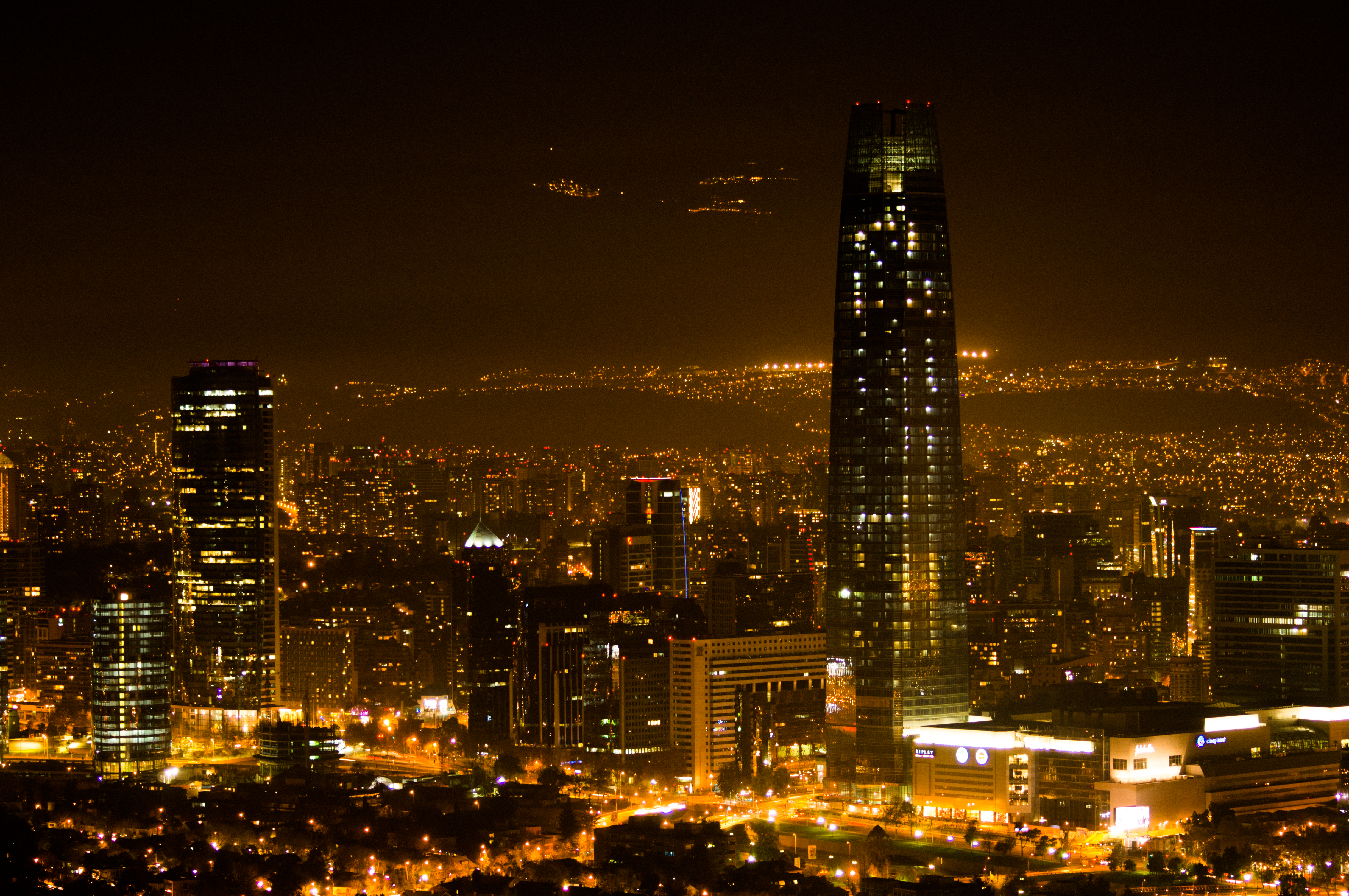
サンティアゴ
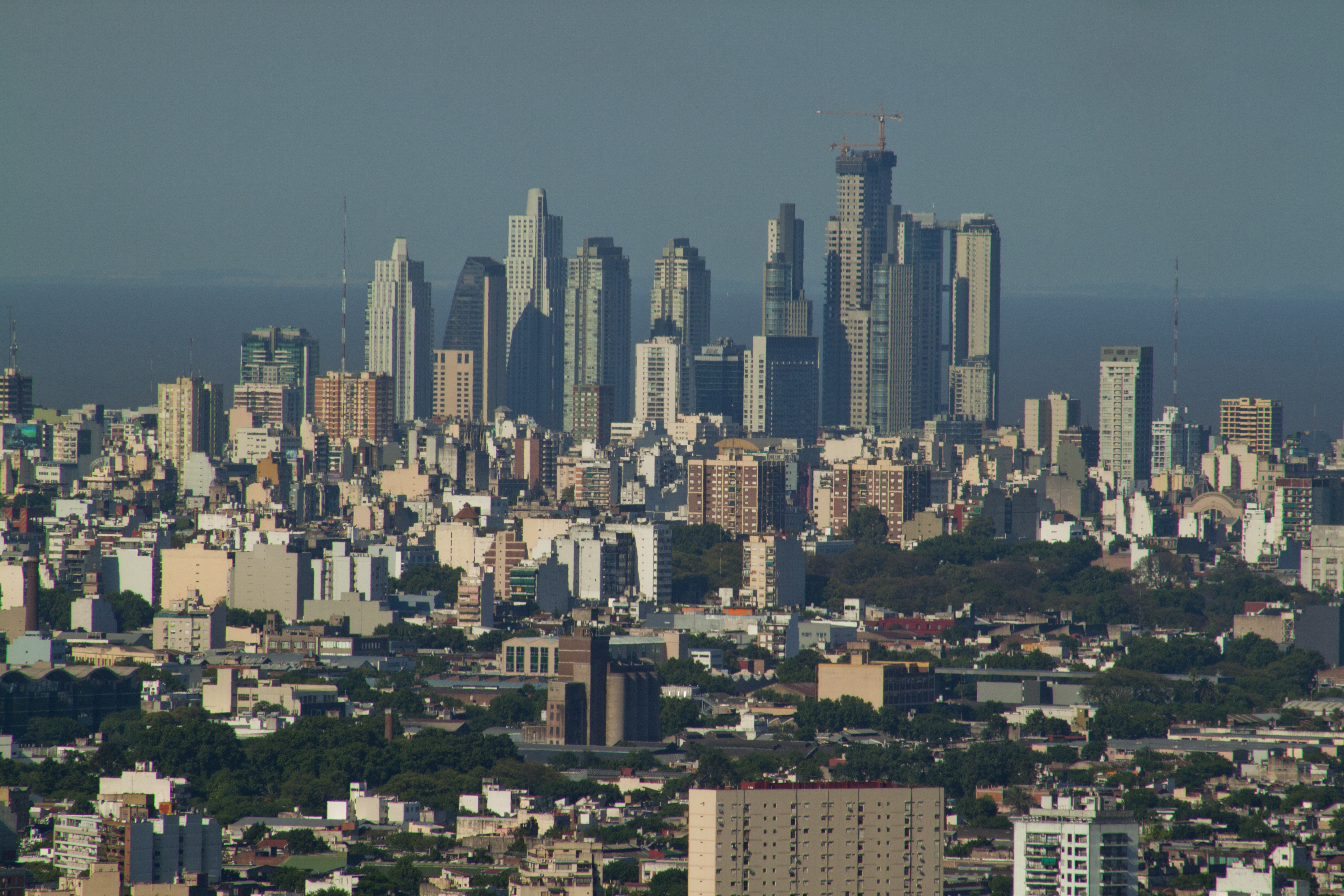
ブエノスアイレス
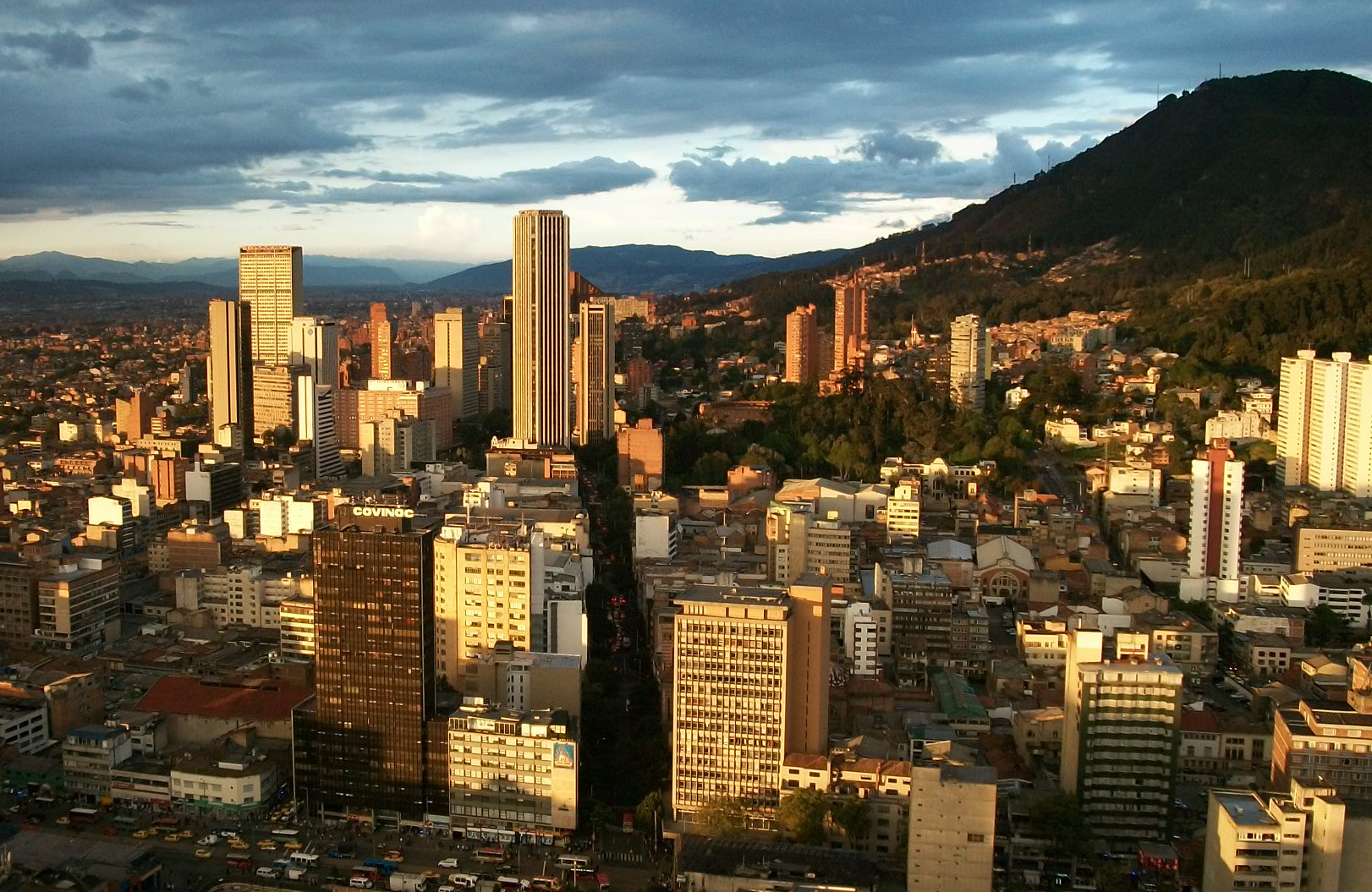
ボゴタ

### ヨーロッパ

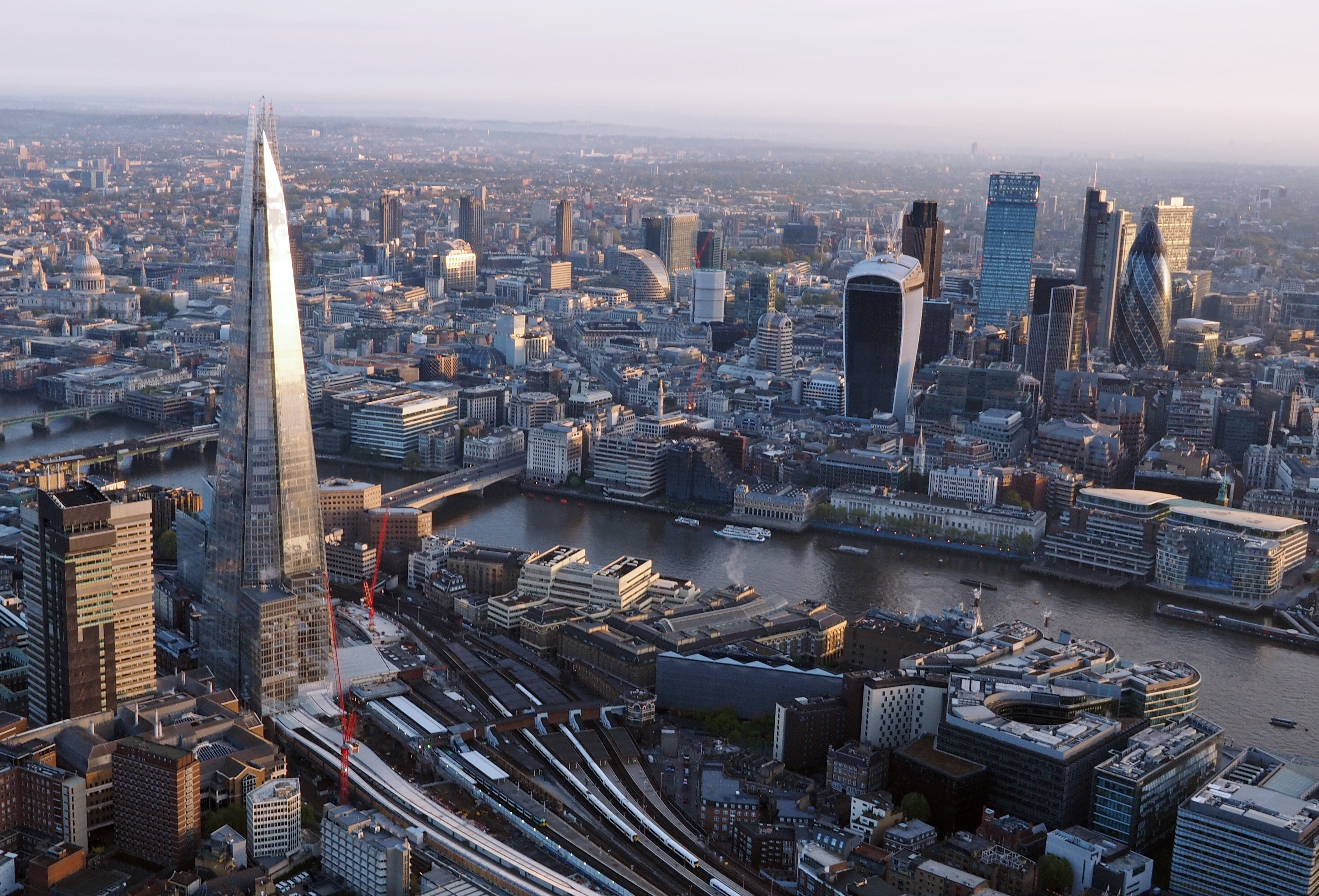
ロンドン
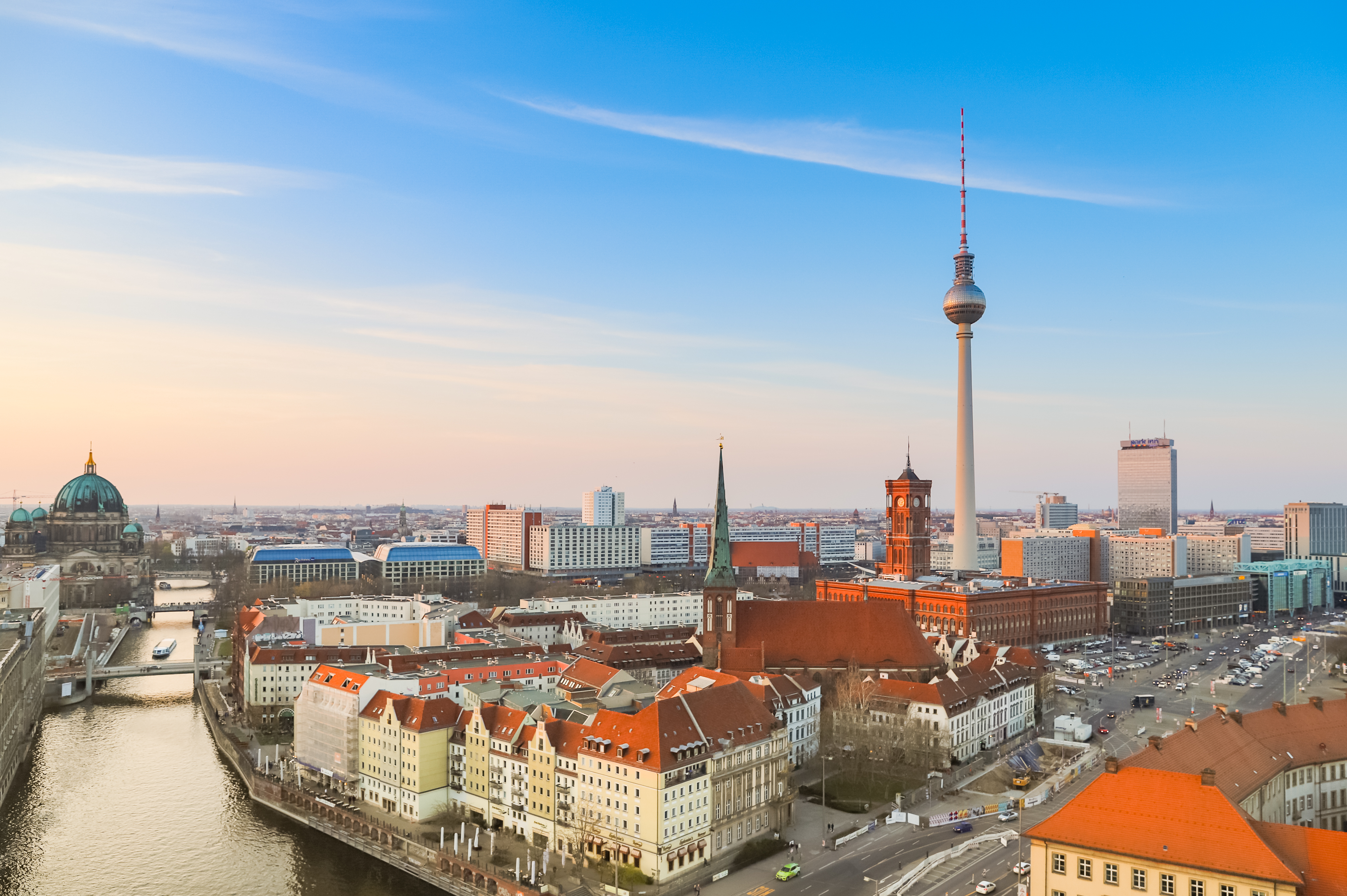
ベルリン
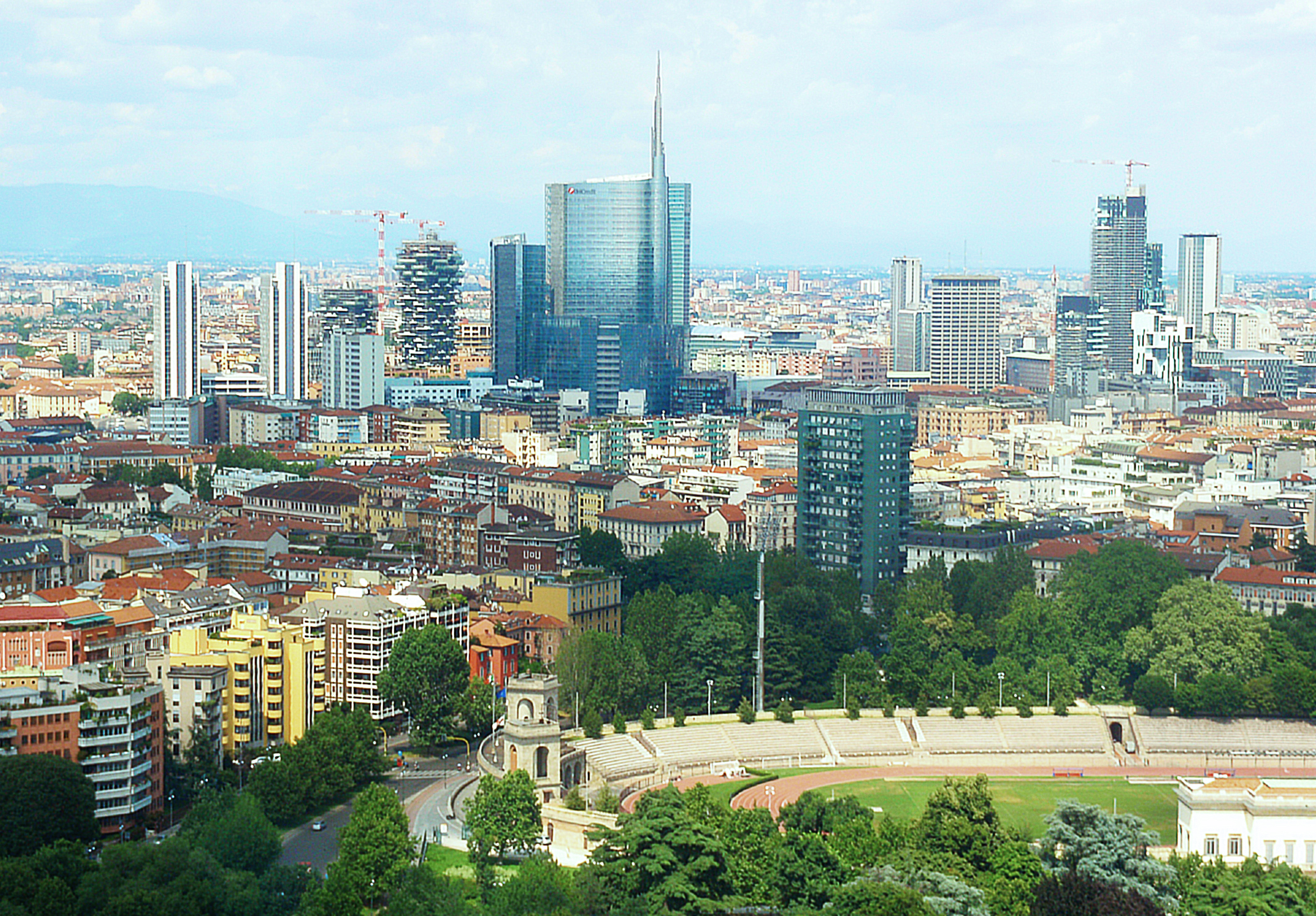
ミラノ
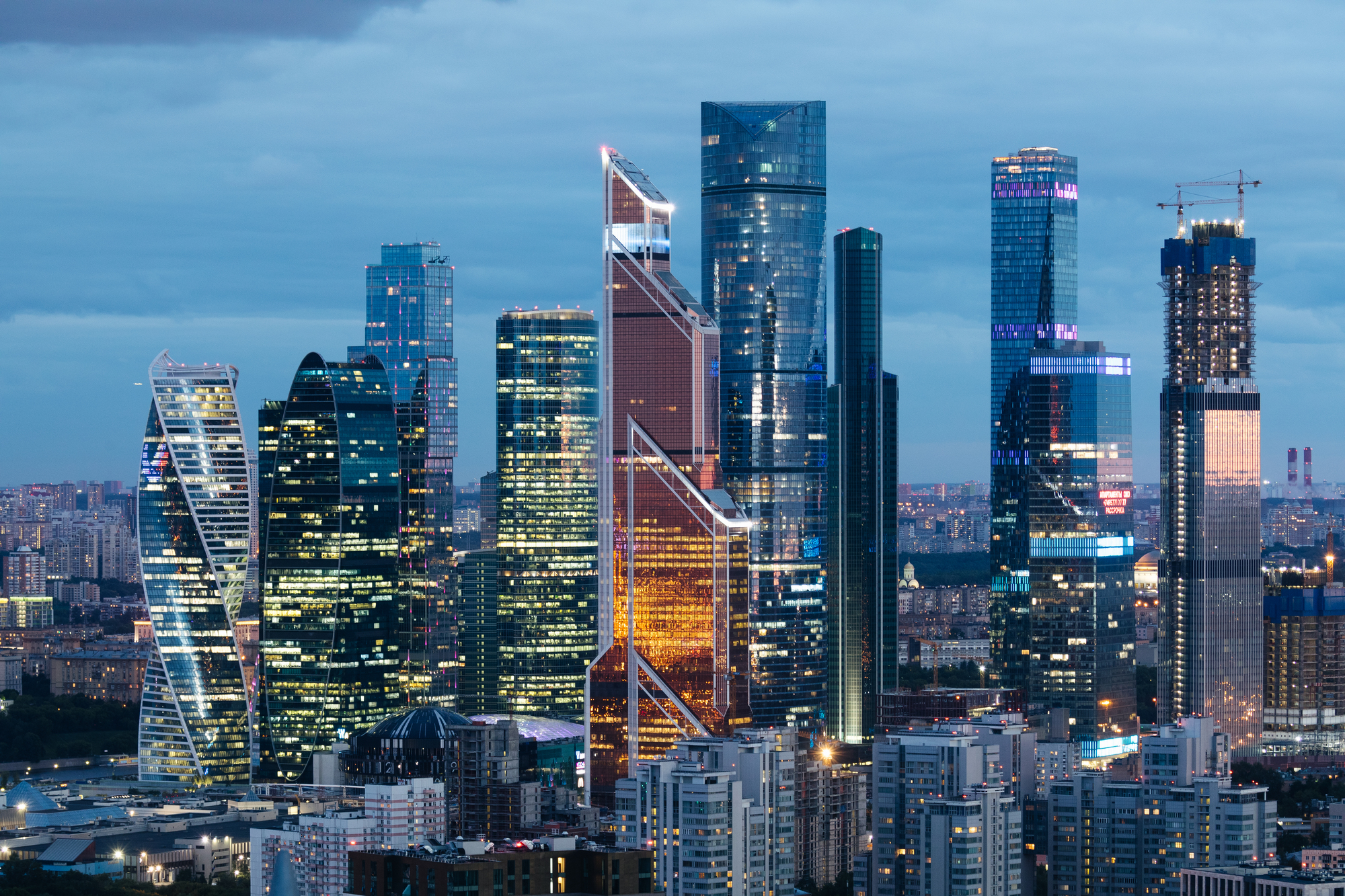
モスクワ
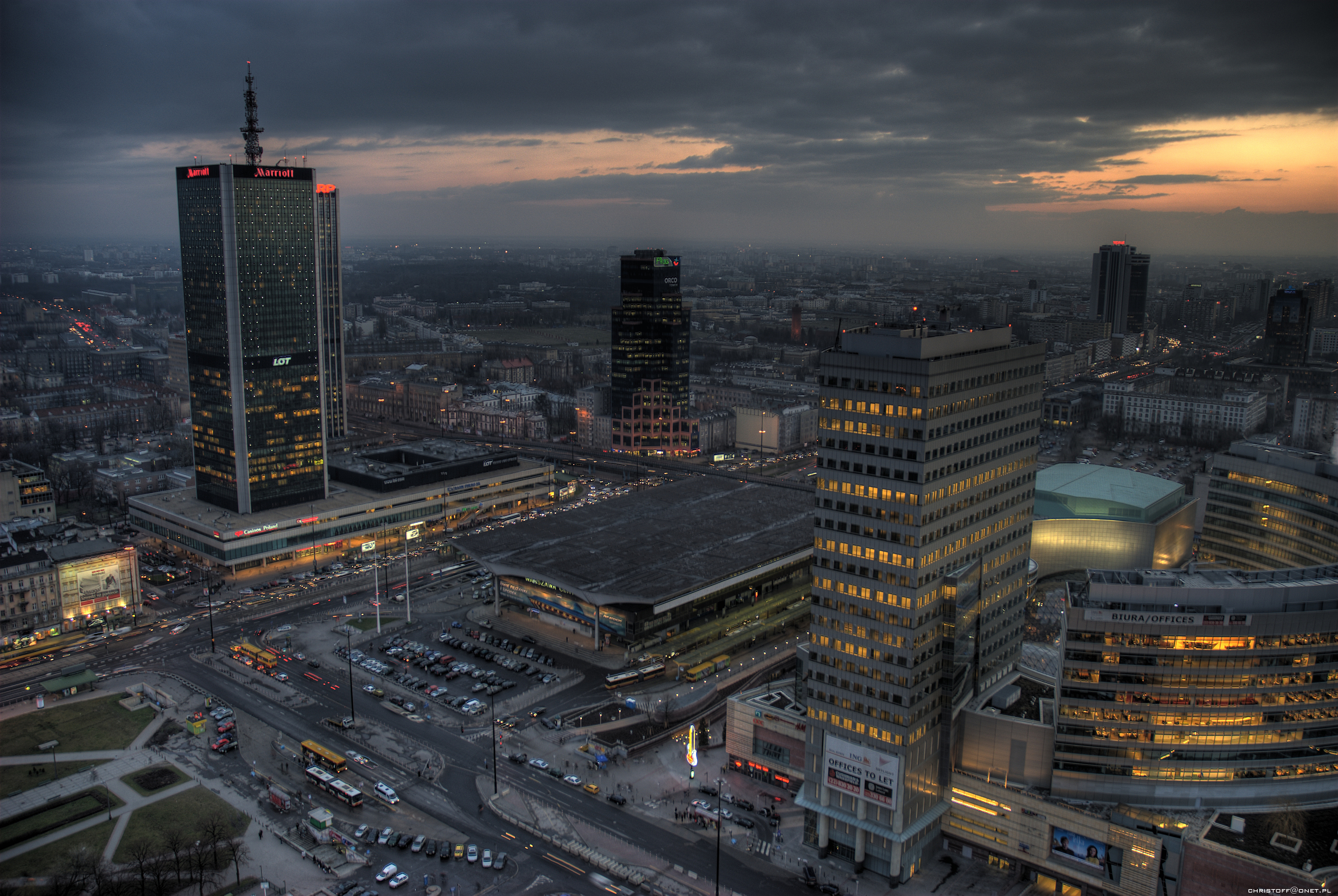
ワルシャワ
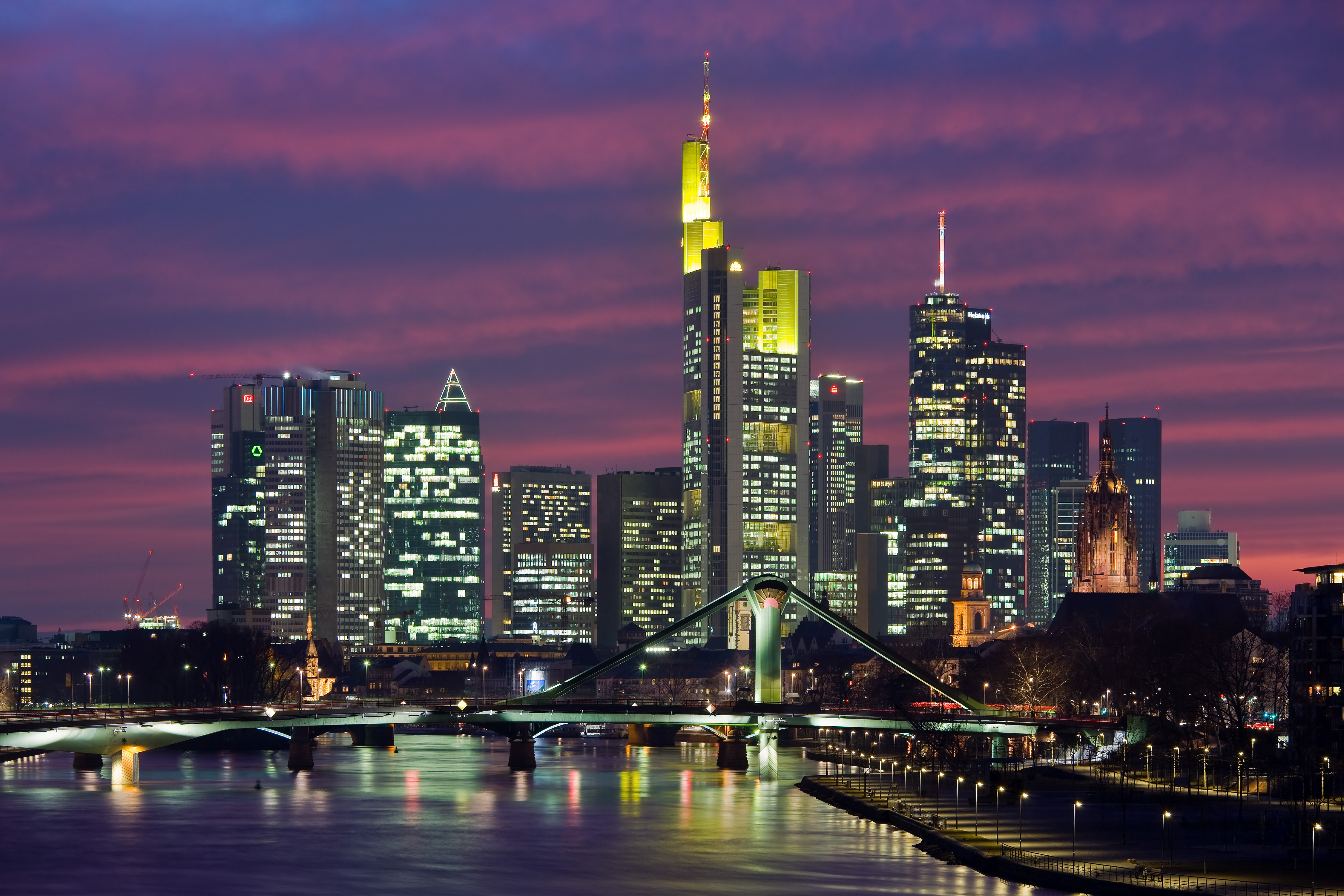
フランクフルト・アム・マイン
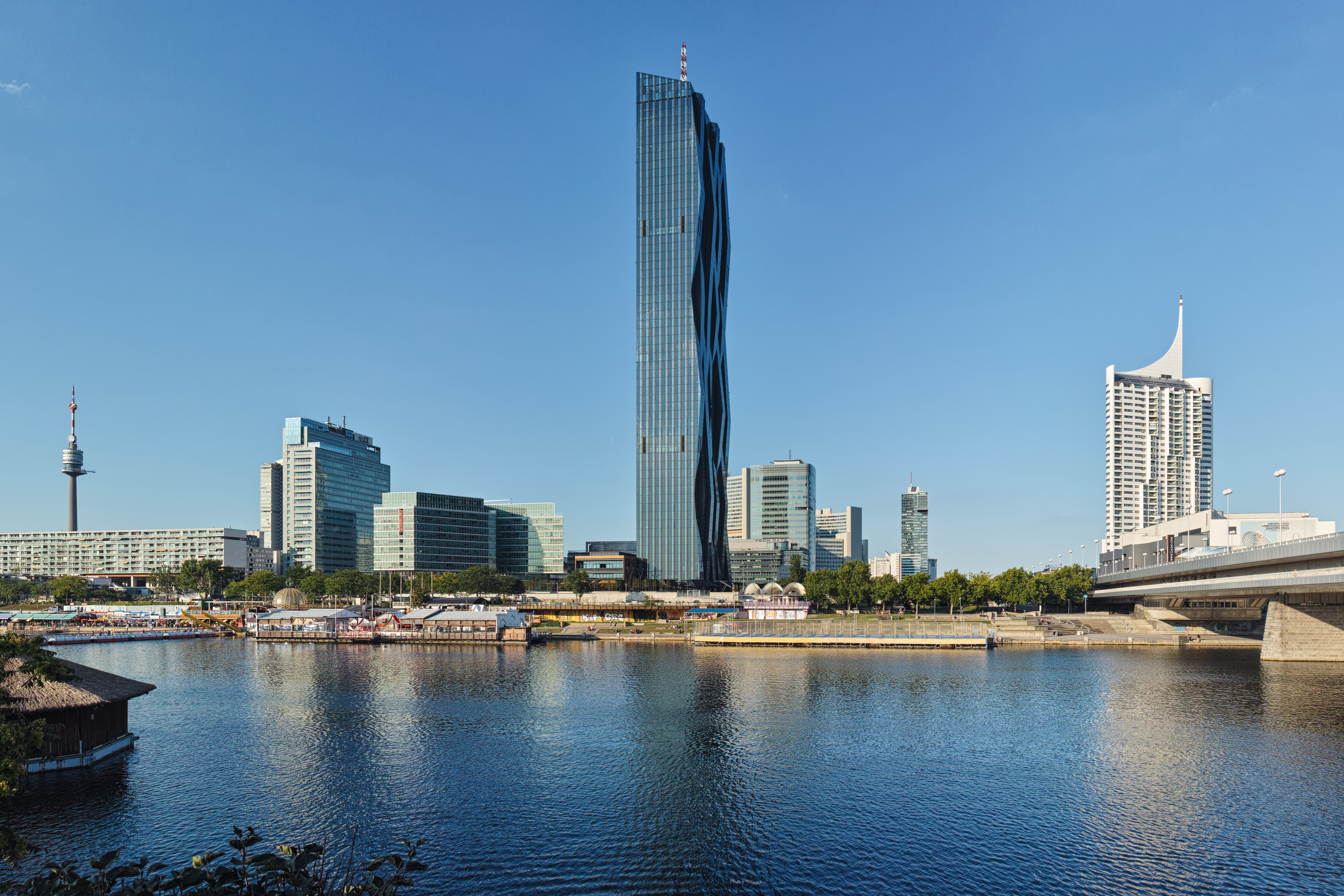
ウィーン
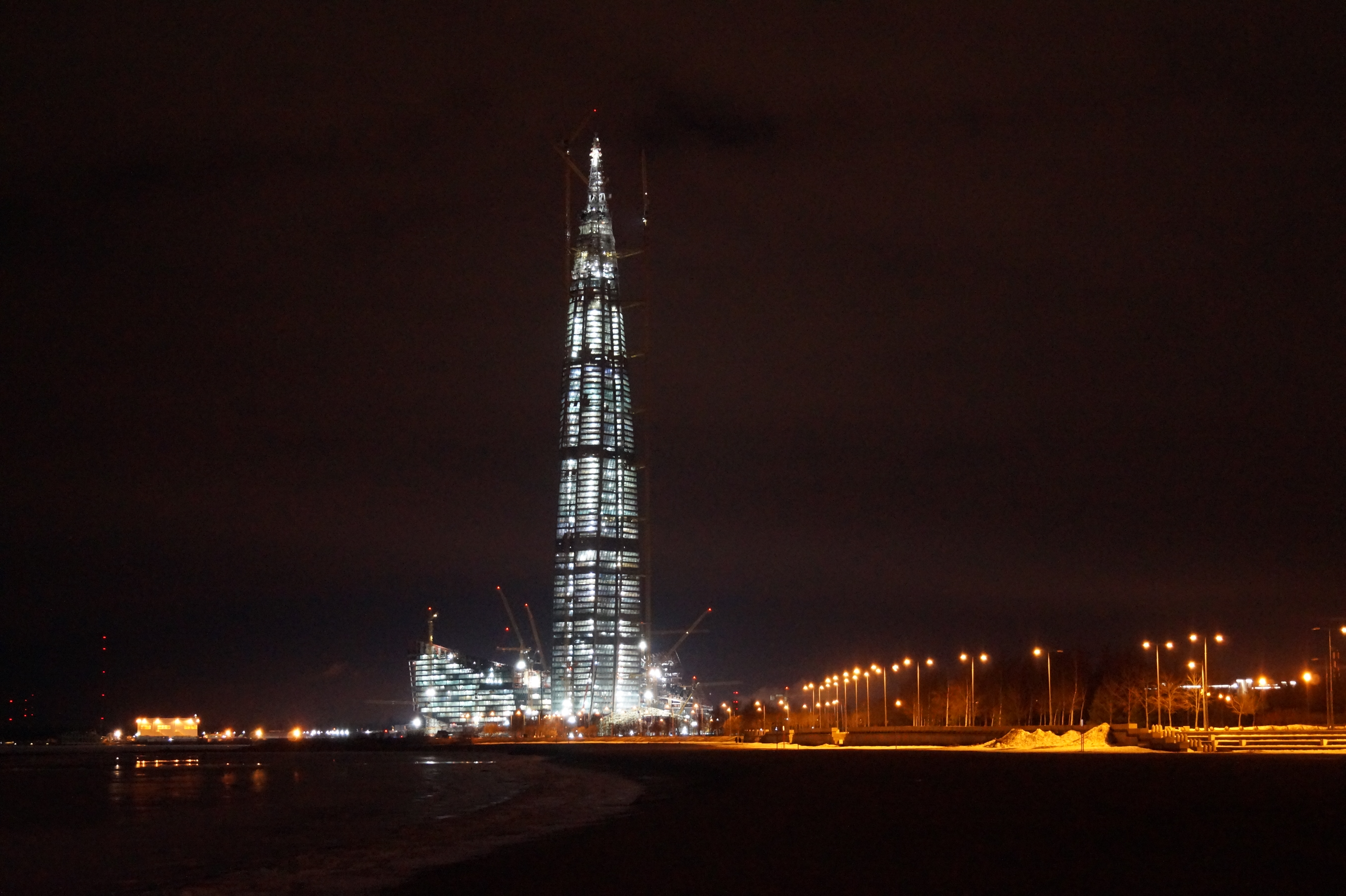
サンクトペテルブルク
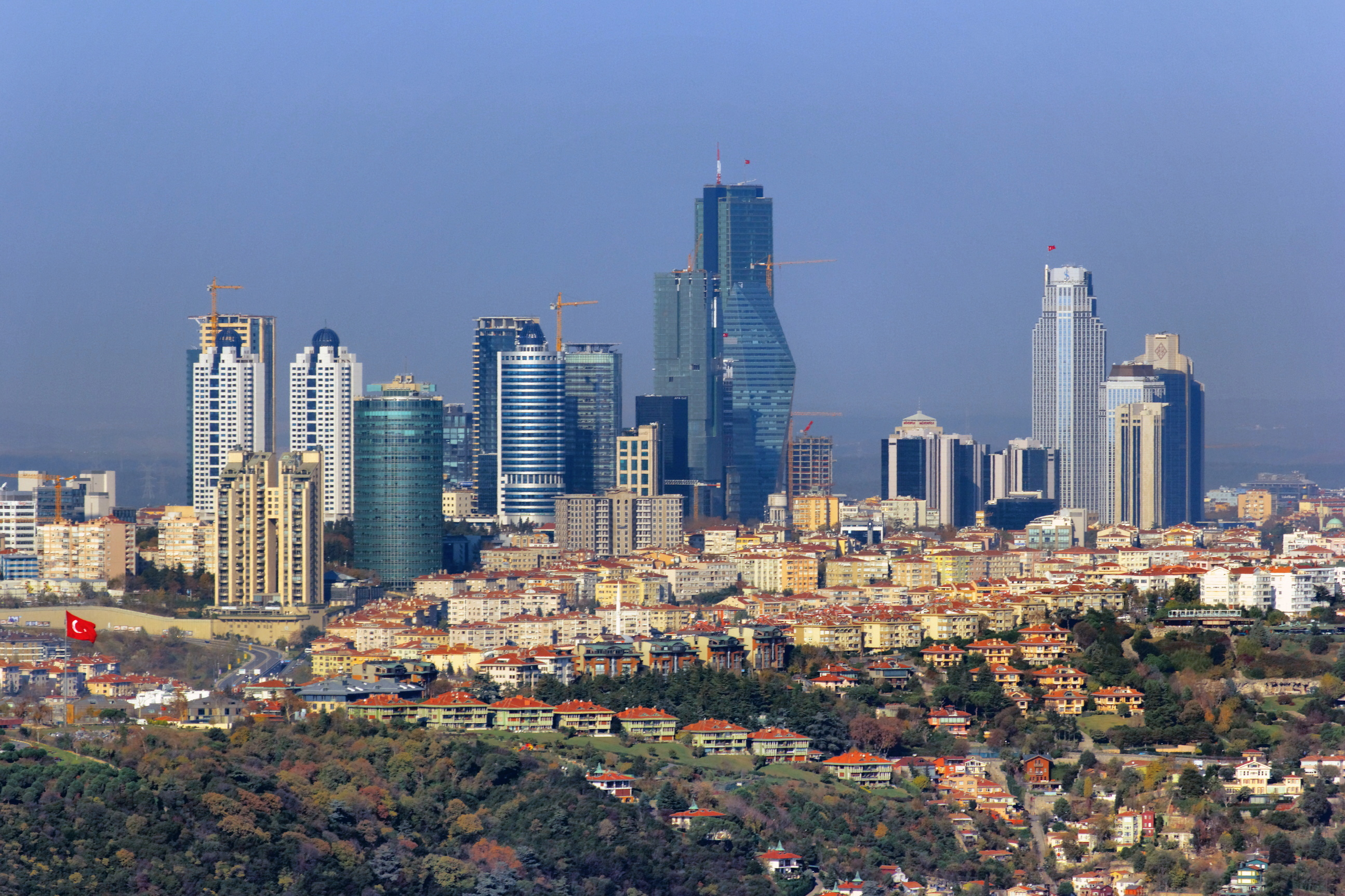
イスタンブール
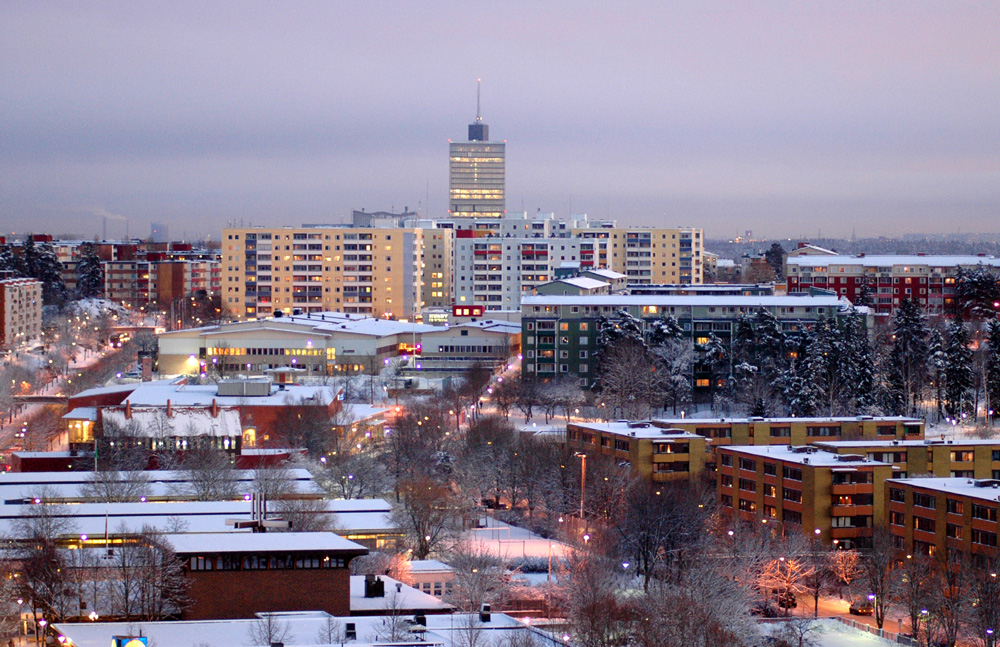
ストックホルム
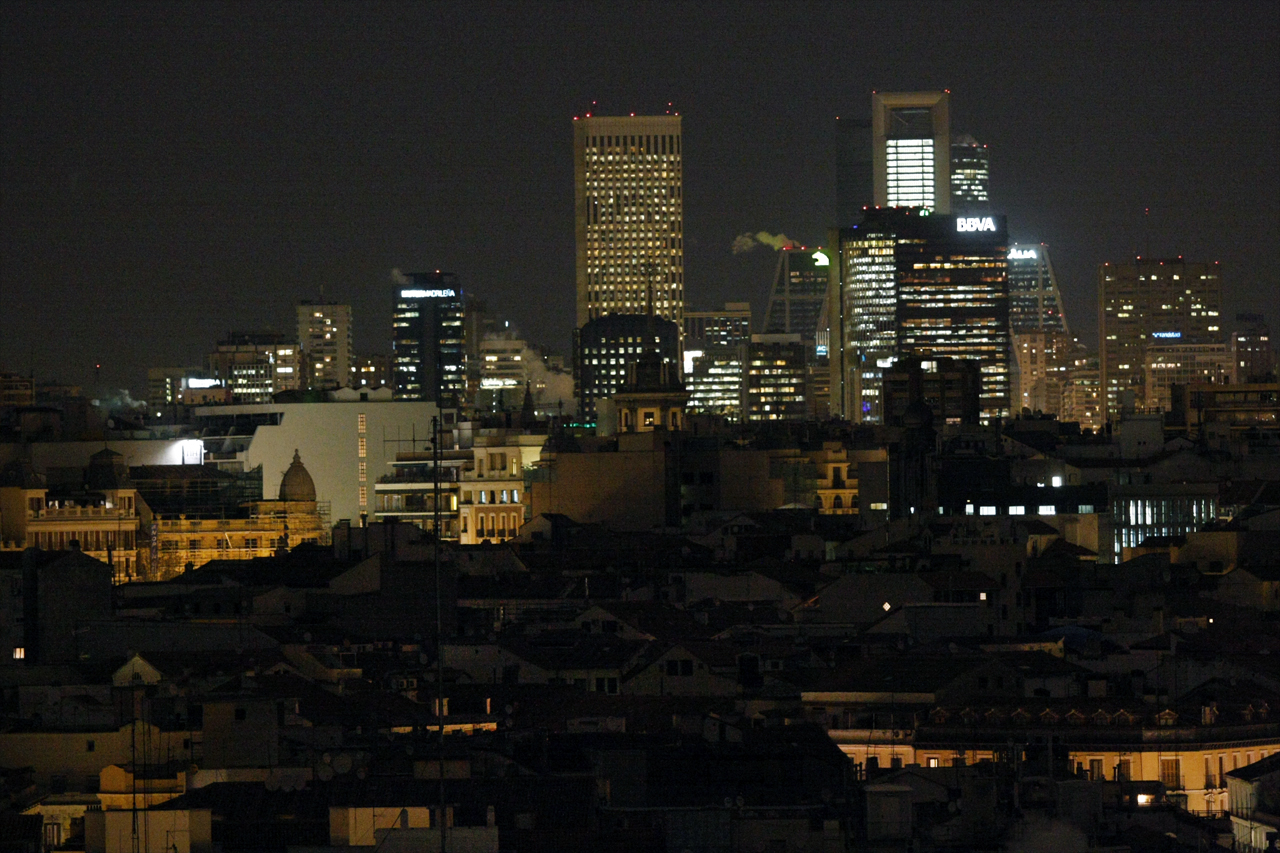
マドリード
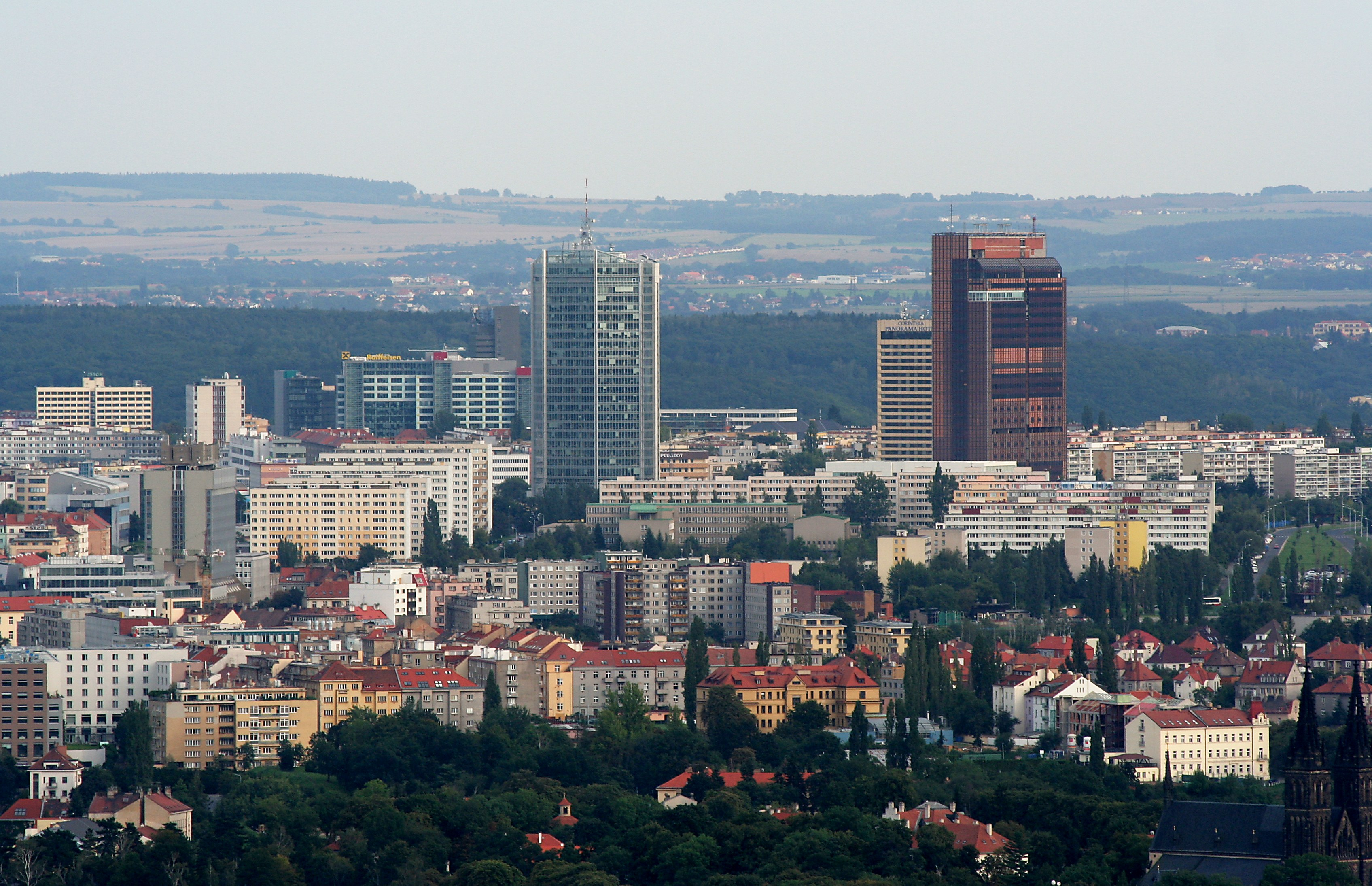
プラハ
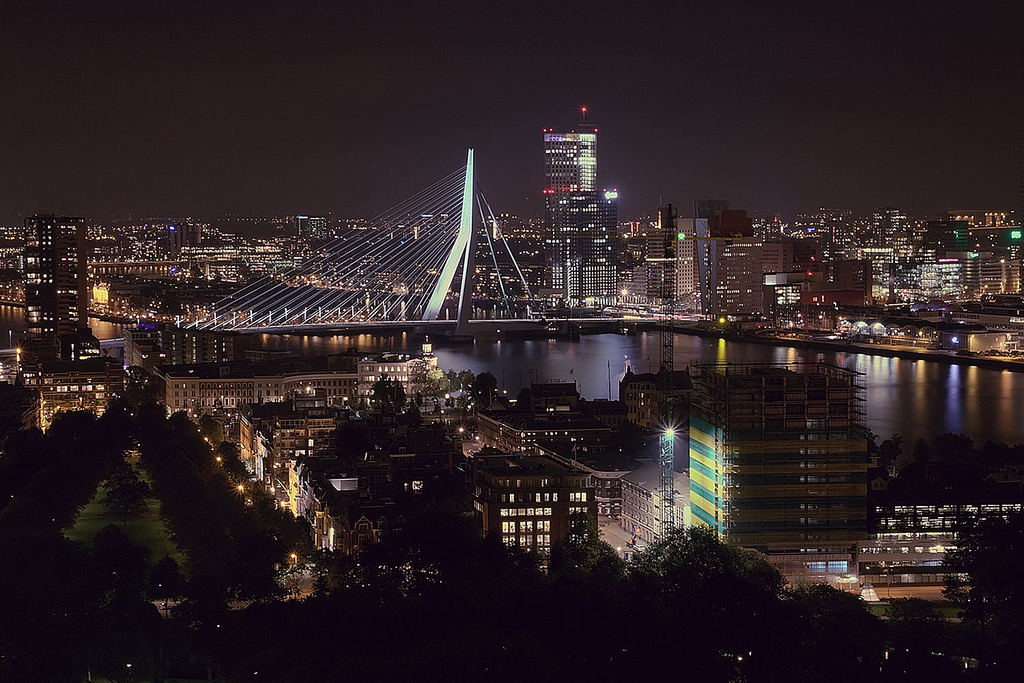
ロッテルダム
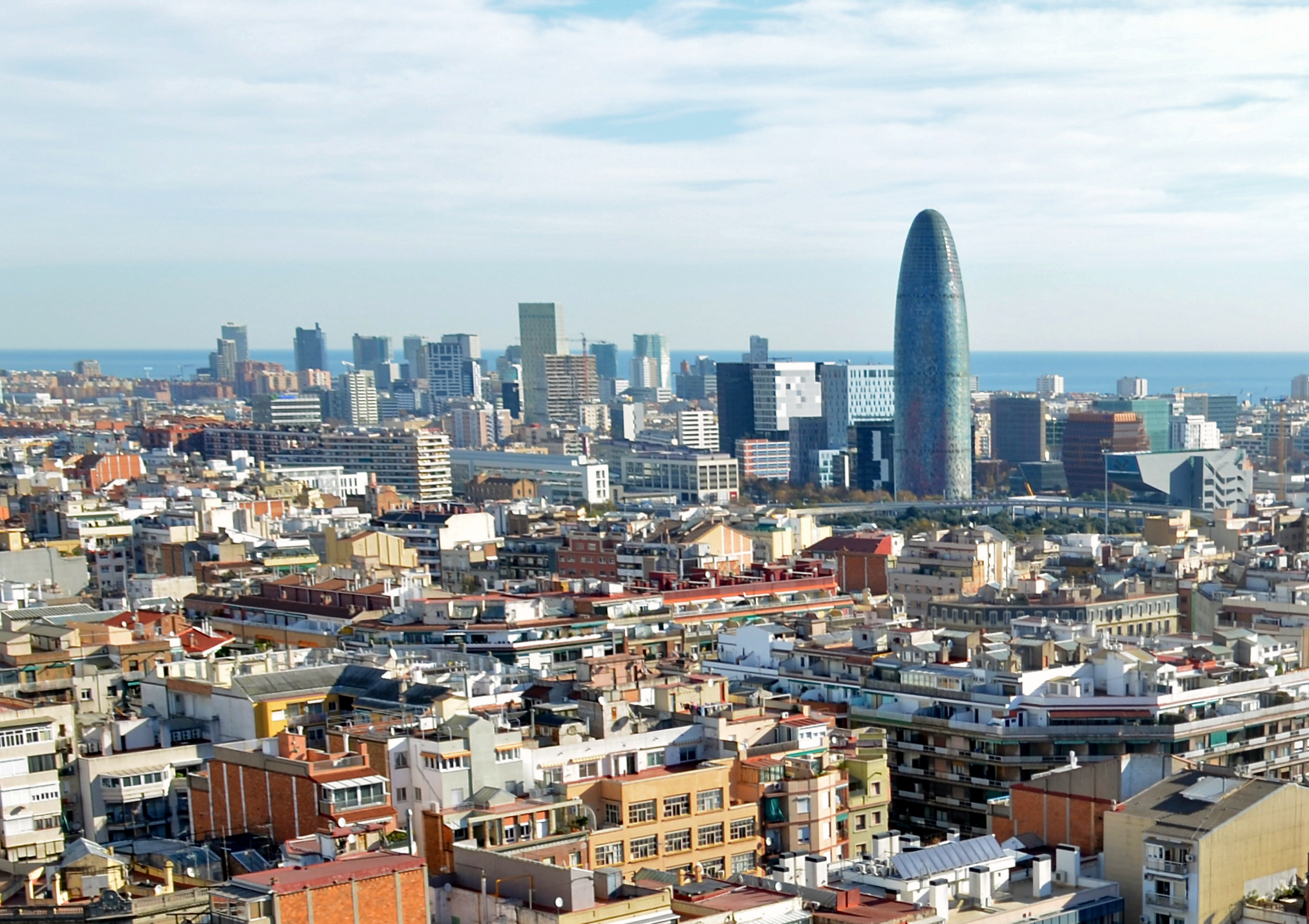
バルセロナ
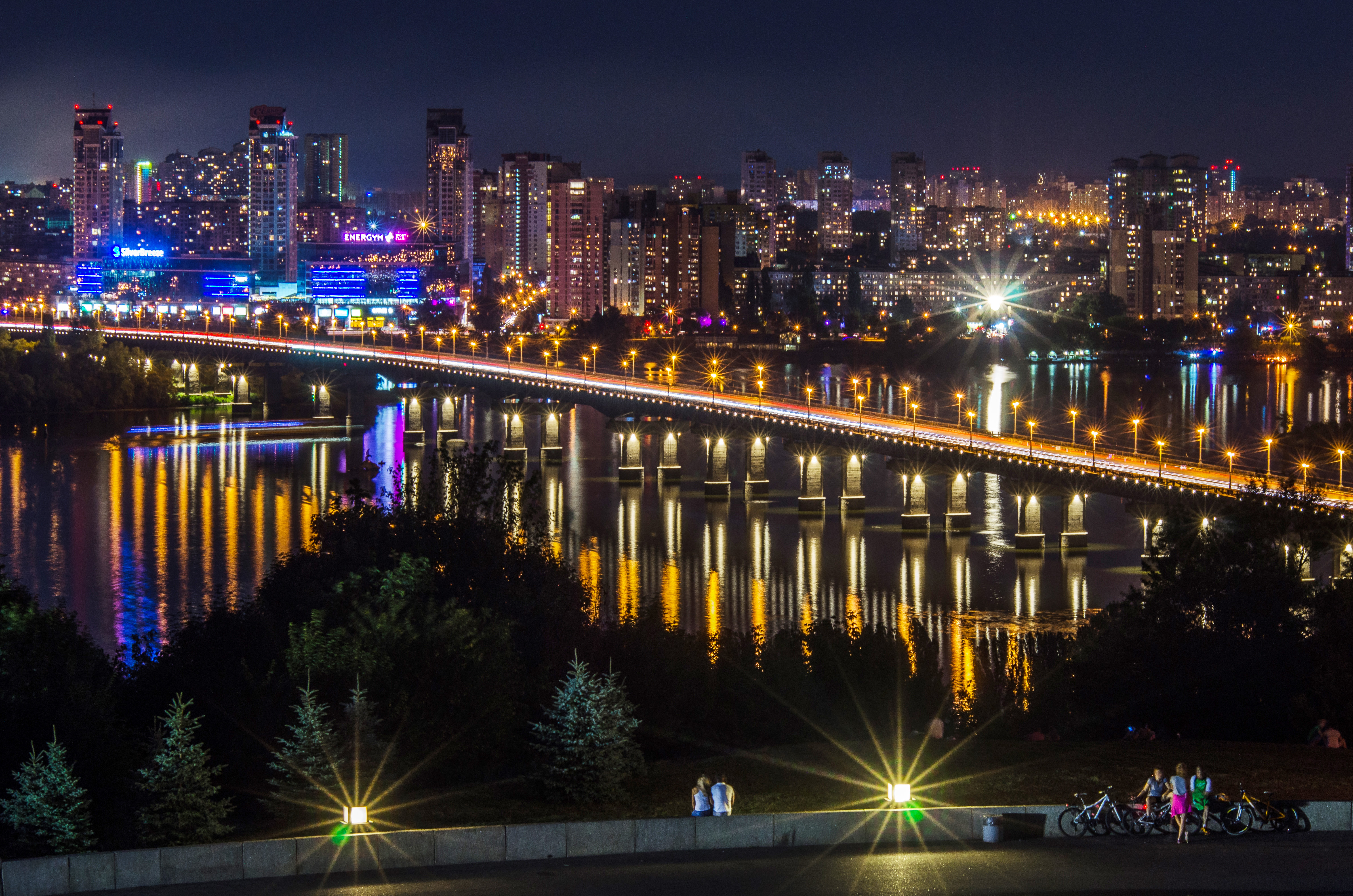
キーウ
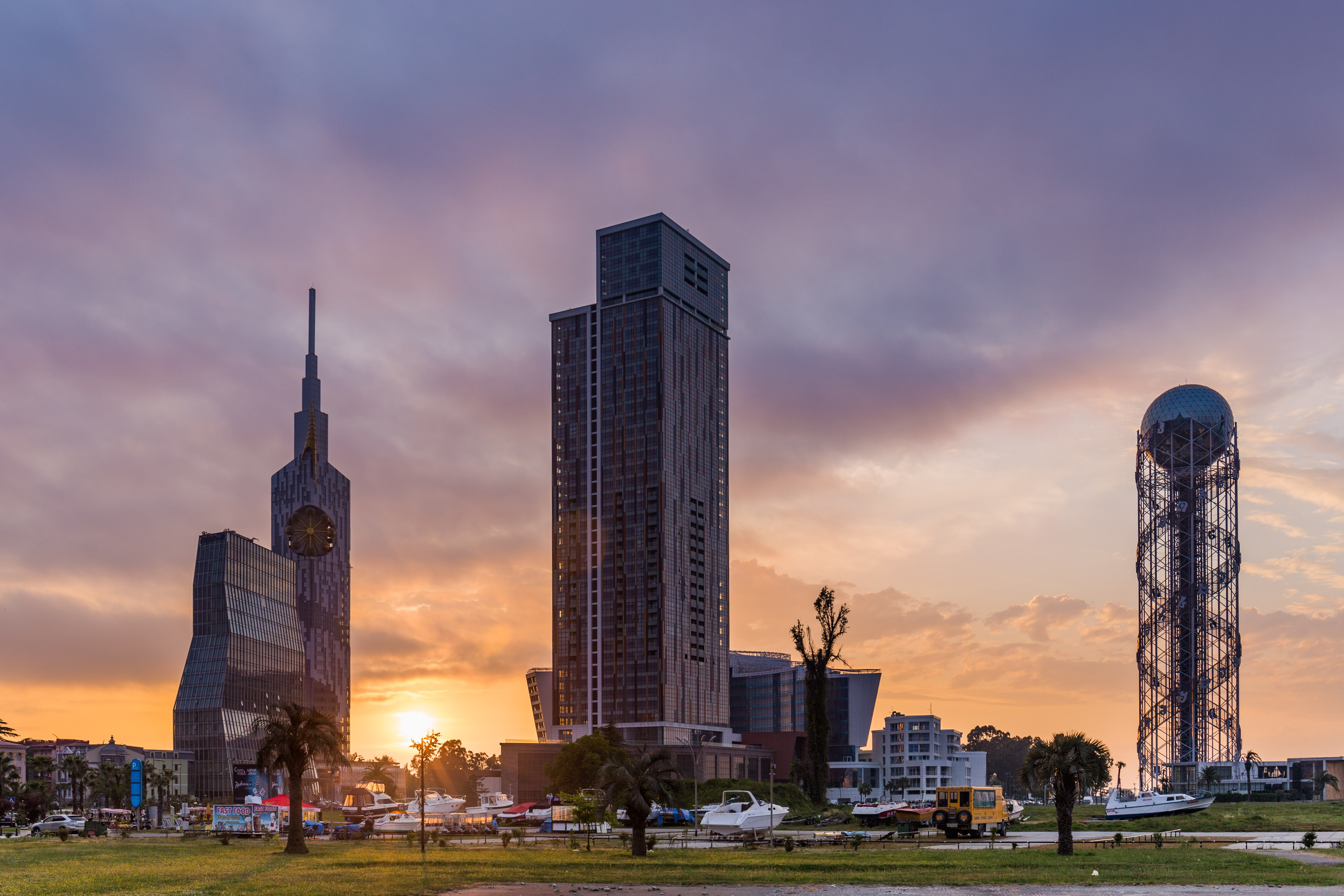
バトゥミ
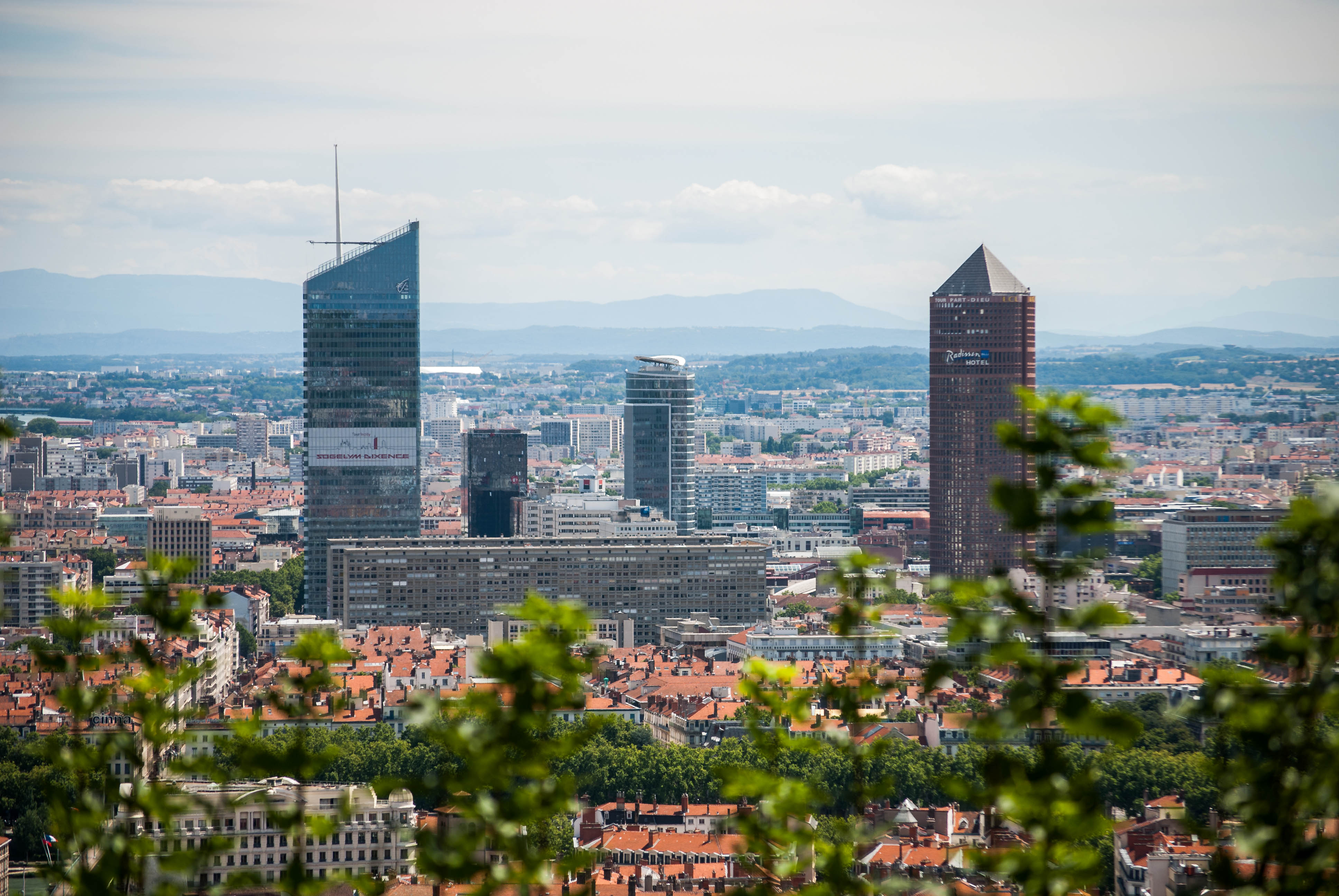
リヨン
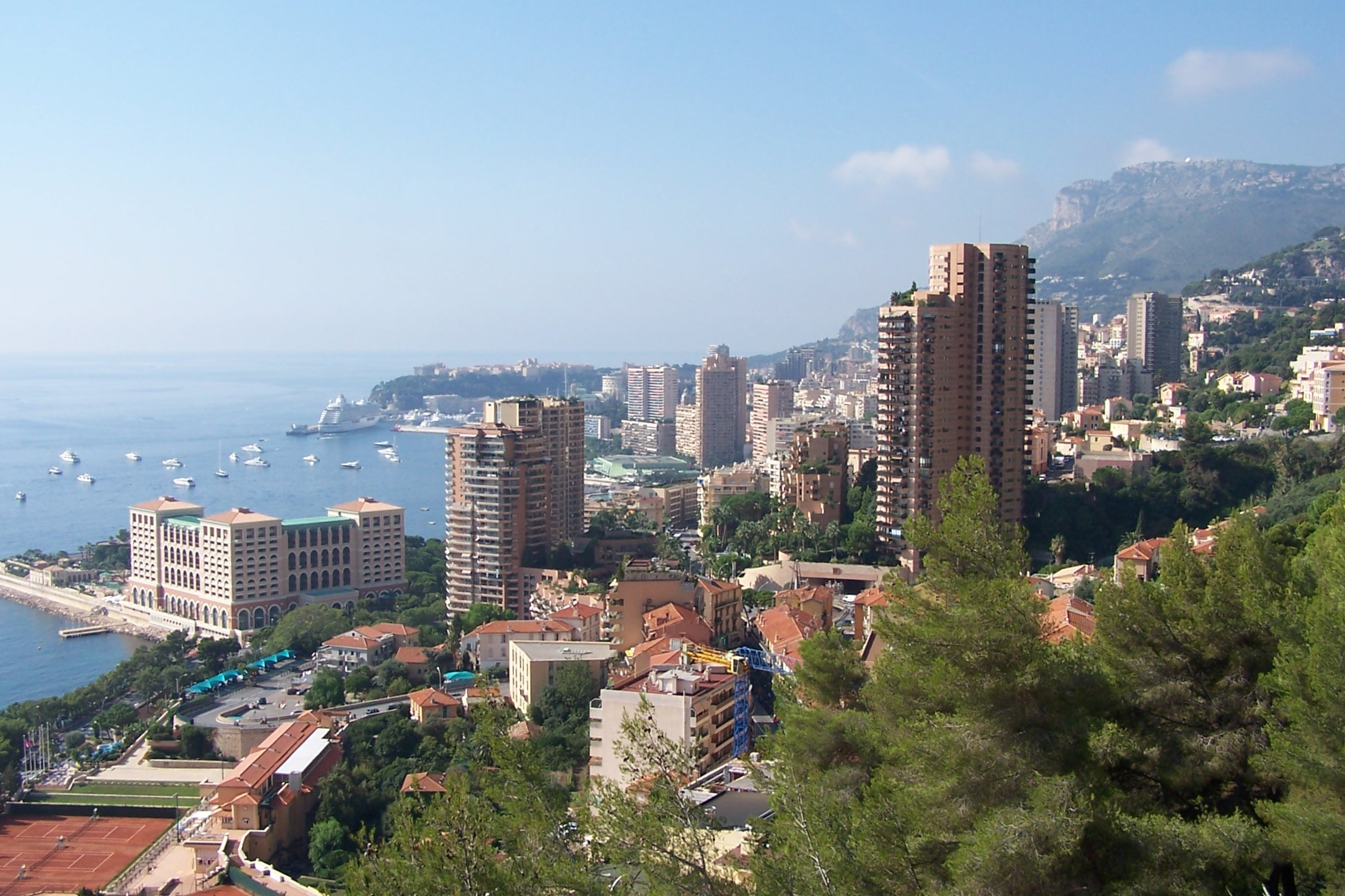
モナコ